# 遊☆戯☆王ゴーラッシュ!!
『遊☆戯☆王ゴーラッシュ!!』（ゆうぎおうゴーラッシュ）は、ブリッジ制作による日本のテレビアニメ作品。2022年4月3日から2025年3月30日までテレビ東京系列にて放送された。全151話。「遊戯王ゴーラッシュ！！」と星マークを付けずに表記されることもある。

## 概要
テレビ東京系列での『遊☆戯☆王』シリーズ通算8作目に当たる。前作『遊☆戯☆王SEVENS』に引き続き、遊☆戯☆王ラッシュデュエルを題材としている。
本作では宇宙人を主人公をするなど、SFを絡めた設定がなされている。また、第52話からは前話より数年経過した状態で開始する展開を取る。
『遊☆戯☆王』の原作者、高橋和希が放送開始からおよそ3か月後の2022年7月6日に死去したため、同年7月10日放送回では提供放送後に追悼のテロップが流れた。

## あらすじ
舞台は六葉町。そこに住む双子の兄妹・王道遊飛と遊歩は、少し怪しい宇宙人駆除業社であるUTS（宇宙人トラブル相談所）を経営している小学生の2人である。遊飛が作った謎の装置を使い、宇宙人を探すも無駄に苦労する日々を送った。遊飛と遊歩は、新しく出来たミステリーサークルにて、本物の宇宙船を発見した。2人は恐ろしく思いつつ宇宙船に足を踏み入れ、その船の中ではるか彼方のベルギャー星団からやってきた宇宙人であるユウディアス・ベルギャーと遭遇した。故郷の星団を追われてしまった仲間を新しい未来に導くといわれている「ラッシュデュエル」を求めつつ地球まで来たユウディアスだが、それについては知らない様子だったことから、ユウディアスにひと肌脱いでやろうと遊飛と共にラッシュデュエルを挑もうとする。
小学生と宇宙人による初めての異星間交流が「ラッシュデュエル」で始まり、新たな戦場を駆け抜けようとする。

## 登場人物
主人公であるユウディアスを除く本作の登場人物は、名前や容姿、声優の配役などが前作『遊☆戯☆王SEVENS』を彷彿させるものが多い。当初は単なるスターシステムかとも思われたが、第38話で前作の過去のある時点から分岐した過去世界であることが示唆され、第62話で前作の主人公である王道遊我により、前作『遊☆戯☆王SEVENS』より過去の世界であることが明かされた。

### 主要人物
ユウディアス・ベルギャー
声 - ランズベリー・アーサー
本作の主人公であるベルギャー星団から来た宇宙人。一人称は「それがし」。ラッシュデュエルの初心者ではあるが、当初は誰も見たことがなかった「ギャラクシー族」という新たな種族を操る。エースモンスターは『ギャラクティカ・オブリビオン』『エターナル・ギャラクティカ・オブリビオン』。第1話では初心者であるにも関わらず、遊飛に勝利を果たす。その後、遊歩の進言で自身の地球の調査を兼ねて、UTS宇宙人調査課に入社。以降は遊飛と遊歩の仕事を手伝う合間に、2人からラッシュデュエルについて学ぶ日々を送る。数々の星間戦争を潜り抜けてきた経験から多少のトラブルには動じず、抜群の運動神経と、マイナス8000度までなら生身でも耐えられる強靭な肉体を持つ。また目からビーム光線を放射する特技を持ち、第1話では電話のことを知らず誤ってビームで破壊してしまった。ドローする時は「ベルギャードロー」と言う。
第14話では遊歩から今までの活躍が評価され、平社員から課長に昇進した。
第20話ではゴーハ・ユウナとラッシュデュエルを行っている途中で、遊飛たちと出会う前に地球へ調査に来た際に遊我と出会い、ラーメンを奢ってくれるだけでなくデュエルディスク（前作と同様の赤い「7」の形をしている）と「ギャラクシー族」のカードを受け渡された経緯が語られた。
第21話にてユウナにデュエルで敗北後、1人単身でバーロン城に向かっていったが捕まってしまい、巨大な白シャツにプリントされた状態にされてしまう。その後はシャツごと遊飛たちに奪取され、様々な方法を試すが元に戻らず、さらに風に吹き飛ばされて見失ったことで元に戻るのは絶望的と思われていたところ、たまたまシャツを拾ったみつ子がズウィージョウの所に持ち帰り、合羽井テルの協力の元「アースダマー汁」をかけられ、遊飛たちの元にシャツが配達された際に元の姿に戻った。ユウナによって自身のデュエルディスクが奪われた間の第25話から第26話にかけてのデュエルでは、バリベルギャーが変形したデュエルディスクを使用した。なお、デュエルディスクは第29話でユウナから返却された。
以降はザ☆ルーグやデュッティ・ニーショウとのラッシュデュエルを通じて「ラッシュデュエルならば武力を行使せずとも、互いに分かり合えることが出来る」と和平へと繋げることが出来る可能性を見出し、ルーグの力を手に入れたと共にラッシュデュエルを武力制圧の手段としていたズウィージョウとラッシュデュエルを行い、戦いの末に自身と共にラッシュデュエルを通して和平への道を進むことを選んだ彼と和解。2年の月日を経てベルギャー星団で起こっていた長きにわたる闘いをラッシュデュエルを通じて終結させた。
その後はズウィージョウからの進言で地球に帰還するも、2年の間に大きく変化した六葉町や遊飛たちに戸惑いながらも、変化した要因となったMIKの総帥である竜宮フェイザーに対し闘志を燃やす。第57話ではゴーハ堂の隠し部屋に機能を停止した状態で置かれていたカイゾーの内部から前作『遊☆戯☆王SEVENS』に登場したマキシマムカード『超魔旗艦マグナム・オーバーロード』を発見し入手。第59話にて竜宮トレモロとのラッシュデュエルで使用しようとするも、原因不明のノイズがかかって使用不能になり窮地に陥る。そこに現れたカイゾーの右斜め45度チョップを受け、カードが新たなるマキシマムモンスターである『超魔軌道マグナム・オーバーロード』に書き換えられた。以後は「超魔軌道マグナム・オーバーロード」のマキシマム効果に過信せず、自身とトレモロのモンスターをコストとして「マグナム・オーバーロード」を単独でアドバンス召喚し、使用する戦法を用いて彼に勝利した。
第63話では自分を含む宇宙人を目の敵にするフェイザーの手で遊飛たちがカード化される光景を目にしたことから、自分に関わったせいで遊飛たちが争いに巻き込まれたことを悔いるも、そこに現れたダマムーから「カード化した人間を元に戻す手段がある」と伝言を受けたことから立ち直り、フェイザーに宇宙人の存亡を賭けたラッシュデュエルを挑む。途中、竜人へと変身したフェイザーのマキシマムモンスターの力に追い詰められるも、ダマムーが事前にデッキに仕込んでいたカード化した遊飛、遊歩、遊我をマキシマムカードへと変化させ、新たなる切り札『超銀河王ロード・オブ・ギャラクティカ』を召喚し、フェイザーに勝利。カード化した仲間たちも全員元に戻すことに成功した。
第65話からは上城家の執事・アルフレッドの依頼で上城家の当主である少女・エポックの家庭教師を務めることになり、以降はかつての自分と同じく初心者である彼女にラッシュデュエルを教える立場に就いている。
第71話では上城家を襲撃してきたザイオンとラッシュデュエルを行う。途中、ザイオンのエースモンスターの強大な力に追い詰められるも、デッキにいれた覚えのない「ダークネス」カードを素材とした新たなフュージョン・モンスター『ダークネス・ギャラクティカ・オブリビオン』の力を用いてザイオンに勝利する。
第76話では、星間戦争の時点からクァイドゥール・ベルギャーが裏から暗躍し、自身の計画のために宇宙で1番の人望を得た存在にするため「操られずに操られていた」ことが判明する。ギャラクシーカップ・決勝戦ではクァイドゥールに取り込まれている状態でフェイザー、ズウィージョウと対戦し、お互いにLPを減らすことがないままズウィージョウと交代した遊飛と決勝戦を行う。自身の行動の裏に彼が暗躍していたことには「戦士の勘」から気づいており、クァイドゥールに取り憑かれる瞬間を狙い遊飛に後を託し、自身が元に戻れなくなることを理解しつつ逆にクァイドゥールに取り憑くことを決意していた。その後、クァイドゥールと同化したことで彼の心の内を知ることとなる。遊飛とのデュエルが終結した後は、駆け付けたエポックの掌底でクァイドゥールと無理やり分離させられ、元の姿を取り戻した。
その後はクァイドゥール時空に囚われた仲間たちを救うために行動するも、後に自身だけが自覚無くクァイドゥール時空に囚われたままであった。仲間たちと遊我の協力もあり、クァイドゥール時空からの脱出に成功後、40人の仲間たちの力を借りてクァイドゥールとラッシュデュエルを行う。自身とズウィージョウのエースによるフュージョン・モンスター『トランザムヴェルグ・ライナック』を召喚し、追い詰めるも防がれた直後、自身とクァイドゥールの胸に銀河が出現した。クァイドゥール曰く、胸の銀河は創造主が創り出した全てのベルギャー人が宿しているもので、ユウディアスが宿しているのは「天の川銀河」であることが判明する。その後はクァイドゥールが召喚した『トランザム・プライム・フルアーマーノヴァ』に追い詰められるも、それを防ぎつつ発動した罠カードの効果で『トランザム・プライム・フルアーマーノヴァ』のコントロールを奪い、逆転勝利する。直後、クァイドゥールが自身が生き永らえるためにユウディアスの「天の川銀河」を取り込もうとするも、自己を厭わず受け入れようとしたユウディアスの優しさに触れたことで合体を諦めることを選択した。消える刹那、クァイドゥールが自身に『自分だけではなく、全てのベルギャー人に最期の時が近づいている』ことを言い残したため、クァイドゥール時空を脱したことで周囲が喜ぶ中、不可思議な表情を浮かべていた。
第97話では消滅を避けるために田崎に倉庫の中へ閉じ込められるも、第98話にて自身も同じく消滅の危機が迫っていたズウィージョウに最期のラッシュデュエルを挑まれる。途中、アサカから自身とズウィージョウ以外の全てのベルギャー人が消滅した事実を知り打ちひしがれるも、消滅する運命を前にしても心からラッシュデュエルを楽しもうとするズウィージョウからの言葉を受け、デュエルを続行。最終的にはズウィージョウが勝利を掴み、夕空の中で満足げに消滅していった彼の名前を涙を流しながら叫んだ。
第101話では、小隕石に当たって負傷した遊飛に代わり、遊歩とラッシュデュエルを行う。この際に「死者蘇生」の影響下か、精神世界に現れたクァイドゥールと対話をし、「死者蘇生」を用いても脳内に大量の情報を一気に詰め込むということに耐えられないというリスクから、「死者蘇生」ではベルギャー人を復活させることはできないという真実を知る。「どちらが勝っても望んだ結末を手にできない」という事実に苦虫を噛みながら遊歩に勝利。しかしその後、デュエル中に発生した時空の裂け目の先に未来のゴーハ市を見たことで、そこから遊我を元いた未来へと帰すことを提案し、仲間たちの協力を経て遊我を未来のゴーハ市へ送り帰した。
その後は遊歩が謎の影に呑み込まれて消えてしまったため、バリベルギャーを修理したのち、付いてきた遊飛、エポック、ダマムーとともに宇宙へと旅立っていった。
第111話では復活したズウィージョウと再会し、幻ではなく実体であったことから涙を流すも、直後にズウィージョウからカレーパンを賭けたラッシュデュエルを挑まれる。序盤は「エターナル・ギャラクティカ・オブリビオン」を召喚し、さらに装備魔法を使用して強化し優勢になるも、ダークマイスターから「C」モンスターを与えられていたズウィージョウがコンタクト・フュージョンを使用し召喚した新たな切り札『ダークマター・レクイエム』によって形勢を逆転され敗北。カレーパンを奪われてしまったが、ズウィージョウが実体を持って復活した事実から、いずれ他のベルギャー人も復活できるかもしれないという希望を抱くようになった。
第126話では、遊歩とのラッシュデュエルを躊躇っていた遊飛の代わりに、マナブやエポックたちと共に組んだ「死者蘇生」対策デッキを用いて遊歩にラッシュデュエルを挑む。墓地へ捨てさせる、手札を交換するなどの対策を通じてデュエル中盤にて「死者蘇生」のカードを自らの手札に加える事に成功する。この時、マナブやエポックたちとは自身がラッシュデュエルをしている間に、月面に位置する死者蘇生のデュエルシステムを止めるという策を練っていたが、マナブ達が死者蘇生のデュエルシステムの前に辿り付いたと同時に、遊歩の記憶を守るために自らがオーティスになるという目的のため、独断という形で「死者蘇生」のカードを発動したが、ダークパワーが足りなかったことで記憶を無くさずに終わった。その後は『ギャラクティカ・ロストオブリビオン』を召喚して遊歩を追い詰めるも、途中でデュエルを交代した遊飛に逆転負けを喫した。
第128話から、前触れ無く一時的に自身の身体がフリーズして動かなくなる現象が起こるようになる。第133話ではオーティス（遊飛）とエポックのラッシュデュエルの最中に再びフリーズしてしまい、ラッシュデュエル後、フリーズ状態のままズウィージョウに攫われた。
その後は意識を取り戻し、精神世界でクァイドゥールとの対話を終えたのち、第138話にてオーティス（遊飛）とラッシュデュエルを行う。オーティスの上級モンスターの大量展開からの、それをコストとした強力な罠カードを駆使する戦術で追い詰められる中、クァイドゥールが予めデッキに仕込んでいた魔法カード『ディスカルマ・リチュアル』をドローする。一時は躊躇うも、再び精神世界でクァイドゥールとの対話を経て、誰かの命を犠牲にしてでも勝利を掴む覚悟を決め、涙を流しながらカードを使用。新たなエースモンスター『トランザム・ディスカルマ・ライナック』を召喚し、勝利する。その後は起動した『時の機械－タイム・マシーン』に巻き込まれ、過去の戦国時代に仲間たちと共に飛ばされてしまった。
リチュアル召喚を使用するようになってからは感情の起伏がより激しくなっており、遊歩がダークマイスターになったことを悔いた際に、傍に居ながらも止めなかったズウィージョウに対して激しく怒りを見せるなど、周囲の面々が不思議に思うほどに精神面が変化している。第144話にて翁丁臼（オーティス）とラッシュデュエルを行った際も、なぜ翁丁臼にラッシュデュエルを挑んだのか、またデュエルに勝った際の見返りも一切自身の口から説明せず、全てズウィージョウが介して説明していた。
第150話では遊飛、遊歩と共に月へと降り立ち、翁丁臼（オーティス）と最後のラッシュデュエルを挑む。オーティスが並行世界の自身を取り込んだ影響で時空の扉が歪み、ユウディアス側のターンが飛ばされる、また1ターン前に戻るなどの現象に翻弄されながらデュエルを進めていくが、オーティスがリチュアル召喚した新たなエースモンスター『マジェスティ・オブ・アウターバース』の攻撃力を10,000にまで上昇させた一撃を受け、ライフが0となってしまうも、時空が歪んだことで1ターン前に戻る。だが既に未来では敗北が決定してしまっており、それを変えることはできないとオーティスから責められるもそれを拒絶し、デュエルを続行。結果が変わらないのならば過程を変えてしまえばいいと、遊飛、遊歩の2人を先に未来へと帰し、自身は戻らない決意を固める。しかし「ラッシュデュエルの力があれば未来は変えられる」と2人から檄を飛ばされたことで3人の魂がフュージョンし、王道遊ディアスとなる。続けざまに3人のエースモンスターをフュージョンした最後のエースモンスター『アルティメット・トリニティ・スターゲイザー』を召喚し、『マジェスティ・オブ・アウターバース』を打ち倒す。返す刀でオーティスが罠カードを発動するも、それも織り込み済みであり『アルティメット・トリニティ・スターゲイザー』のフュージョンを解除。元素材となった『ギャラクティカ・オブリビオン』『ジョインテック・レックス』『碧牙の爆速竜』の3体攻撃でついにオーティスを倒し、未来を変えることに成功した。
デュエル後、飛散した別次元のオーティスたちとの決着をラッシュデュエルで付けるため、他のベルギャー人たちと共に戦国時代へ残ることを告げ、未来へと帰る遊飛、遊歩たちと別れを告げた。その後、未来では『王道 遊天亜守（おうどう ゆうでぃあす）』という名前で歴史上の偉人としてラッシュデュエルと共に語り継がれる存在となっていた。遊飛、遊歩が遊天亜守の歴史が刻まれた石碑の傍にある記念館に立ち寄った際に、年月を経てペラペラとなった右腕が見え、物語は幕を閉じる。
テレビシリーズ初の宇宙人主人公である。また、初めて名前に漢字の「遊」が含まれていない主人公であったが、最終話で「遊」の文字を含んだ漢字表記の名前が付けられている。
バリベルギャー
ユウディアスが乗ってきた宇宙船。透明になったり、大きさを自在に変えられるなど様々な技能を持つ。宇宙船内にはユウディアスの部下たちが888万人乗っている。第5話では遊飛がテルとラッシュデュエルを行う際に、ディスクが濡れて壊れていたことから、船員総出でデュエルディスクに変形した。
第26話より六葉町が宇宙船として飛び立ってから加速装置代わりに使われてしまい、宇宙船内の船員たちが過酷な重労働となった。
第49話ではズウィージョウとの戦艦ラッシュデュエルのために「バリバリベルギャートランスベルギャメーション」を発動。巨大なデュエルディスクに変形した。
クァイドゥール時空の影響を受けてからは鳥の姿になってしまっており、888万人の同胞たちと共に鳥の巣に居ついてしまっていた。
クァイドゥール消滅後は鳥の姿ではなくなったものの、他のベルギャー人と同様に徐々に消滅していき、第95話では888万人の同胞が全て消滅したことで、機能を停止した。後の第139話で大量に分裂したダマムーを経由して復活し、第145話で再登場を果たした。
王道 遊飛（おうどう ゆうひ）
声 - 熊谷俊輝、石川志織（78話のみ）
ラッシュデュエルが大好きである小学5年生の少年。UTSの平社員。かつて宇宙人・合羽井テルにデュエルで敗北し、「アースダマー」という謎の物質を奪われたことを信じ、それを取り戻そうと宇宙人を探し回る。工作や機械いじりを得意としており、宇宙人を捕まえようと様々なアイテムを発明している。元々は現在、遊歩が使用しているドラゴン族デッキを主に使用していたが、テルに1度目のデュエルで敗北したことをキッカケに「このデッキに恥じない様に強くなるまで」と現在は遊歩が元々使用していた機械族デッキと交換して使用、104話から後述する遊歩のドラゴン族デッキのエースモンスター『碧牙の爆速竜』を投入した混合デッキを使用する。エースモンスターは『ジョインテック・レックス』『真紅眼の激速竜（レッドブート・ブーストドラゴン）』『ハイブリッドライブ・スクリュードライバー』。第5話では自身のアースダマーを奪ったテルにラッシュデュエルで勝利しアースダマーを返してもらうが、直後に現れたズウィージョウに持ち去られてしまった。
自分がもともと使用していたデュエルディスクを失ってからは、バリベルギャーが変形したデュエルディスクを使用している。バリベルギャーが六葉町宇宙船と合体してバリバリベルギャーとなっている間の第28話のデュエルでは、デュエルマットの上にカードを置いてデュエルを行っていた。
第52話からは成長し「第8宇宙人中学校」に通う中学生の姿で登場。ムツバタワーの監視カメラの映像に残されていた遊我と竜宮フェイザーのラッシュデュエルの一部始終を影から見守っていた。その後、MIKに武力行使で宇宙人地下居住区に追いやられてからは、肝心な時に遊我やユウディアスの力になれなかった自分の無力感からやさぐれてしまい、ユウディアスやUTSメンバーにも愛想の無い振る舞いを行うようになり、ラッシュデュエルも竜宮トレモロとの対決まで2年間行っていなかったが、デッキの構築自体は遊歩たちに隠れて行っていたため、腕自体は落ちてはいなかった。
第56話ではMIKから逃亡する七星ランランを庇う形でトレモロとラッシュデュエルを行う。途中、地面に落ちていたランランの閃光弾の光を誤って受けてしまい視力が奪われるも、彼女のサポートを受けてデュエルを続行。新たなエースモンスター『ジョインテック・キラースティンガー』の攻撃力を底上げしトレモロを追い詰めるも、逆にその上げた攻撃力を彼に利用され逆転負けを喫する。その後は遊飛に後を託した遊我の言葉を思い出したことからランランとダマムーに後を託し、カード化と猫の姿に変化した。
第61話ではカードの世界にて猫の姿となった遊我と、お互いに「はぐれ使い魔」とそのサポートカードで構成されたデッキしか使用できない状態でラッシュデュエルを行い、勝利する。
第64話ではユウディアスがフェイザーに勝利したことで、元の姿を取り戻した。
第68話では土管の中で寝ていた所で遭遇したエポックとラッシュデュエルを行う。途中までエポックのサイコロデッキに苦戦しつつも、新たな切り札であるマキシマムモンスター『メガジョインテック・フォートレックス』で逆転勝利を収めた。
第73話からは予選を通過し、ギャラクシーカップ決勝戦に駒を進める。遊歩からは事前に自身がダークネスの力に取り込まれた際には、遊飛に自身を止めて欲しいと頼まれていたことから彼女の元へ急ごうとするも、そこにズウィージョウが現れ、大会のルールに則りラッシュデュエルを行うことになりそうになるが、遊歩との約束を守るためにそれを拒否し、ズウィージョウと共にMIK本部に安置されていた扉を剣に変身したシューバッハの力を借り、一刀両断した。
第76話、ギャラクシーカップ・決勝戦ではユウディアスが自身の罠カード「ミラー・ユニバース」の効果でズウィージョウの墓地から発動させ、ズウィージョウが他のプレイヤーと交代を行おうとした際に、自身が名乗り出る形でズウィージョウと対戦相手を交代。以前から約束していた、ユウディアスとの決勝戦が執り行われることになった。決勝戦ではフェイザー、ズウィージョウの使用カードと「ジョインテック・ネストライダー・タンク」が含まれた混合デッキを使用。終盤では魔法カード「融合」を使用し、「ヴォイドヴェルグ」、「ジョインテック」、「アビスレイヤー」を素材としたフュージョン・モンスター『ジョインテック・トライ・ダイナベース』を召喚し、クァイドゥール・ベルギャーに勝利し、ギャラクシーカップの初代王者となった。
第78話ではクァイドゥール時空の影響を受け、声が変化していた。
第100話からはラッシュデュエルの起動を阻止しようと現れた遊我とラッシュデュエルを行う。この際にアサカから受け取っていた魔法カード「死者蘇生」を発動した際に、その影響から未来に戻ることを捨て、たった1人でラッシュデュエルの未来を救おうとした遊我の真意を知る。そしてその真意を知り、彼に代わって自身がオーティスになると宣言した遊歩とラッシュデュエルを行う。途中、マキシマム召喚した「ロード・オブ・ギャラクティカ」を呼び出した影響で宇宙空間に発生した時空の切れ目により、小隕石が当たって負傷。ユウディアスへと交代し、自身はダマムーによって宇宙船へと運ばれていった。
その後は遊歩が謎の影に呑み込まれて消えてしまったことで再びやさぐれてしまうも、彼女を探すために宇宙へ旅立とうとしたユウディアスに同行し、共に付いてきたエポック、ダマムーとともに宇宙へと旅立っていった。旅路の果てに第115話にてダークマイスターとなった遊歩と再会。遊歩からの誘いを受ける形でバリベルギャーに乗り込み、ユウディアスたちと別れた。第116話では遊歩と話をしようとするも、止めはしないが真意を語らないズウィージョウに苛立ちを感じ、彼にラッシュデュエルを挑む。しかし、目的を果たすために全てを捨てた遊歩に比べて覚悟することが足りていないことをズウィージョウに指摘された末に敗北した。デュエルを挑む際に「負けたらなんでも言うことを聞く」と言ってしまったため、ズウィージョウにダークメンの一員として引き入れられた。以後はユウディアス側に味方しつつ、時折バリベルギャーへと戻り、遊歩の動向を見守っている。
第119話では「死者蘇生」のカードを持つダマムーを捕獲するため現れた遊歩とデュエル。かつて遊歩が使用していたドラゴン族デッキを使用し、新たな切り札『ハイブリッドライブ・バリアテイル』を用いて追い詰めるも、同じ兄妹である遊歩には見破られており、逆転敗北を喫した。その後はダマムーからデッキケースを奪い取るも、中身がユウディアスから貰った「宇宙さんカード」だったため地団太を踏んで悔しがっていた遊歩の姿を目撃し、根っこの部分は変わっていないことを感じて安堵の表情を浮かべた。
第127話では、遊歩とユウディアスのラッシュデュエルを観戦する中で、遠い子孫である遊我のために己を犠牲にしようとしていた遊歩を兄として守るため、彼女とデュエルを交代。墓地から引き戻した「死者蘇生」のカードを発動し、ダークパワーを組み合わせたことで記憶を完全に消去し、自らがオーティスとなった。その後はダークネスモンスター2体とユウディアスの『トランザム・ライナック』の3体を融合した新たなフュージョン・モンスター『ダークマター・トランセンド・ドラゴン』を召喚し、ユウディアスに勝利。精神世界の中で記憶がダークパワーに飲み込まれていく中で、遊歩に別れを告げた。
その後は戦国時代に飛ばされ、エポックと再会。オーティスだった頃の記憶は完全に忘れており、エポックから説教を受けたのちに彼女の部下として同行していた。第142話では同じく戦国時代に飛ばされてきたユウディアスたちと再会した。丘・サー・ファー子とラッシュデュエルを行った際には気力を無くしており、ユウナから上記の出来事で精神的に疲れてやる気を失ってしまったと思われていたが、未来からやってきた108体のダマムーが遊飛の身体に戻ったことで活力を取り戻し、ファー子に逆転勝利した。
第149話では遊歩と共に今までの自分たちの行動を振り返り、ユウディアスに色々と辛い経験をさせてしまったことを謝罪したのち、自身に内包されたアースダマーの力を用いて浮遊。ユウディアスと遊歩と共に月へと飛び立っていった。
最終話ではユウディアス達と別れた後、未来に変化が起きているかどうかを憂いていたが、ユウディアスが「王道遊天亜守」という名前で歴史上の偉人として名を残していることを知り、遊歩と共にそれを喜び合った。
オーティス（遊飛）
声 - 熊谷俊輝
遊飛がオーティスとなった姿。「サムシング」「ナウい」などの若者言葉を操るなど、遊飛とも「遊戯王SEVENS」に登場したオーティスとも違った性格をしている。エースモンスターは元々は遊我の時代のオーティスが所持していた『セブンスロード・マジシャン』であり、デッキ自体も『セブンスロード』のサポートカードと相手の動きを封じる高コストの罠カードで構成されている。また、ダークマター帝国の力も膨大に得たためかコンタクト・フュージョンも使用し、「セブンスロード・マジシャン」を素材とした新たなフュージョン・モンスターである『ロードスター・グラディマギア』を召喚している。更にユウナが開発した禁断の罠カード「時の機械－タイム・マシーン」を勝手に持ち出してデッキに組み、エポックとのラッシュデュエルで逆転勝利する。その後、ユウディアスとラッシュデュエルを行い、敗北。ズウィージョウに看取られながら、闇に呑まれるように消え去った。
王道 遊歩（おうどう ゆあむ）
声 - 福島香々
遊飛の妹である少女。クールな感じの性格で、男口調で話す。UTSの社長を務めている。女優の安立マニャとは幼稚園の頃からの幼馴染。自身の会社を大きくしようと、宇宙人に対する遊飛の情熱を上手く利用する。ラッシュデュエルにおいては元々は恐竜族デッキを使用していたが、遊飛の申し出により、現在は彼が使用していたドラゴン族デッキを使用している。デッキのテーマが変わってもデュエルの実力が遊飛よりも上であることから、ドラゴン族デッキの方も難なく使いこなしている。エースモンスターは『碧牙の爆速竜（ブルー・トゥース・バーストドラゴン）』『真紅動の撃速竜（レッドブート・ブーストドラゴン）』『碧牙の超越爆速竜（ブルー・トゥース・エンスハンド・バーストドラゴン）』『紫鱗弾の超越爆撃速竜（バイオレットスケール・エンハンスト・ブラストドラゴン）』。第109話からは自身がダークマター空間の物質からダークマターのテーマとしたカードを創造し、エースモンスターはダークマイスターの姿と同様の『ダークマター・ドラゴン』『ダークマター・エンペラー・ドラゴン』『ダークマター・ギャラクシー・ドラゴン』。
第46話からは七星ランランに続く形でダマムーに憑依されていたが、第48話にてダマムーと分離したことで元に戻った。
第52話からは成長し「第8宇宙人中学校」に通う中学生の姿で登場。MIKに宇宙人地下居住区に追いやられてからはUTSメンバーと共に新たな宇宙人トラブル相談所を設立したのち、ダマムーの力を借りながら反撃の機会を伺っている。第60話では遊飛たちをカードにした技術の正体を探るため、MIK総帥・フェイザーとラッシュデュエルを行う。効果発動と攻撃を封じる装備カードを装備させることでフェイザーの『アビス・クラーケン』の行動を封じるも、彼が新たに召喚したマキシマムモンスター『深淵竜神アビス・ポセイドラ』の攻撃を受け敗北し、カード化されてしまう。その後は「カードの世界」で猫の姿となって目覚めた。
第64話ではユウディアスがフェイザーに勝利したことで、元の姿を取り戻した。
第66話では合羽井テルたちと共に扉の研究をしていた所、扉の前で「オーティス」という名前を発したと同時に発された光に包まれたのち、何者かに取り憑かれた状態でユウディアスとギャラクシーカップ1戦目となるラッシュデュエルを行う。最初はいつも通りの戦法だった途中、遊歩が見覚えのない謎のモンスター「ダークネス・ドレイク」を融合素材とした『重紅動の超越撃速竜（レッドリブート・エンハンスド・ブーストドラゴン）』でユウディアスを追い詰めるも、彼の新エースである『エターナル・ギャラクティカ・オブリビオン』の前に逆転負けを喫する。敗北後は元の意志を取り戻すもデッキから「ダークネス・ドレイク」が消えており、取り憑いた者の正体については掴めなかった。
第73話からは予選を通過し、ギャラクシーカップ決勝戦に駒を進める。1回戦目ではニャンデスターと相対し、ラッシュデュエルを開始する。この際にダークネス・カードが侵入しない様にテルと須海の協力の下に開発した特殊なデッキケースを使用していたが侵入は防げず、再びダークネスの力に取り憑かれてしまう。第74話ではニャンデスターに勝利し、その後はMIKに安置されていた扉を破壊しに駆け付けた遊飛とズウィージョウの前にアサカと共に立ち塞がるも、そこに駆け付けたマナブとマグトによって倒され、気絶する。目が覚めた後は遊飛が扉を破壊していたため、ダークネスからは開放された。
第78話ではクァイドゥール時空の影響を受け、レンズ部分に目が付いたメガネをかけていた。
第101話では「死者蘇生」のカードの影響から未来に戻ることを捨て、たった1人でラッシュデュエルの未来を救おうとした遊我の真意を知り、彼に代わって自身がオーティスになると宣言し、遊我からデュエルディスクを引き継ぎ、遊飛にラッシュデュエルを挑む。その後はデュエルを交代したユウディアスに敗れ、遊我を未来のゴーハ市へ送り帰した直後にダークマターの嵐に飲み込まれ、自身のドラゴン族デッキとメガネを残してユウディアスたちと離れ離れになってしまう。
その後はダークマター空間に吹き飛ばれ、一週間ほど彷徨った後にザイダベルギャーを発見。中に残されていたカレーパンとうどんで一命をとりとめたのち、「超物質まぜまぜ機マジェグチョン4世」を使用しザイダベルギャーCPU、クヤムヤやその他のダークメン達を生み出し、自身がダークマイスターとして統べるダークマター帝国を作り上げた。その目的は記憶を操る「死者蘇生」のカードとダークパワーの力を用いて、余計な自らの記憶を封じたのちに、新たなオーティスとなることであった。第114話にてユウディアスとのラッシュデュエルの最中、ダークマイスターの正体として遊飛たちの前に姿を現し、自身の目的を賭けてラッシュデュエルを挑むも、途中で復活を遂げたクァイドゥールに敗北。上記の経緯を語った後に遊飛をバリベルギャーに引き入れ、死者蘇生のカードを隠したアサカのいる地球へと飛び立っていった。
第119話では「死者蘇生」のカードを持つダマムーを捕獲するため、DM粒子を散布して弱らせたのち、UTSに現れる。クヤムヤを差し向けてダマムーを捕えるも、直後に遊飛に阻害され、そのままラッシュデュエルを挑み、勝利。ダマムーからデッキケースを奪い取るも、中身がユウディアスから貰った「宇宙さんカード」だったため、地団太を踏んで悔しがった。
第127話では、自分を庇うために死者蘇生の発動を阻止し、オーティスとなる覚悟を決めていたユウディアスとラッシュデュエルを行う。途中で遊飛とデュエルを交代した後に遊飛がオーティスとなった際は、精神世界の中で遊飛の記憶がダークパワーに飲み込まれていく中で涙を流しながら遊飛を引き留めようとしたが止められず、その後はオーティスとなった遊飛と行動を共にしている。
第136話ではクヤムヤがユウナにより拉致され、タイム・マシーンを発動させるためのエネルギーとして使用しようとしたため、それを阻止するべくラッシュデュエルを行い、新たな切り札『碧牙の重轟爆速竜』を召喚し勝利するも、タイム・マシーンの暴走から遊歩を助けるために他のダークメン達がタイム・マシーンに吸い込まれてしまう。オーティス（遊飛）とユウディアスのラッシュデュエルが終わった後は、消えゆくダークメン達を見送ったのち、起動したタイム・マシーンに巻き込まれ、過去の戦国時代に仲間たちと共に飛ばされてしまった。
第149話では遊飛と共に今までの自分たちの行動を振り返り、ユウディアスに色々と辛い経験をさせてしまったことを謝罪したのち、自身に内包されたアースダマーの力を用いて浮遊した遊飛の力を借りてユウディアスと共に月へと飛び立っていった。
最終話ではユウディアス達と別れた後、未来に変化が起きているかどうかを憂いていた遊飛を励ましつつ、後にユウディアスが「王道遊天亜守」という名前で歴史上の偉人として名を残していることを知り、遊飛と共にそれを喜び合った。
102話のダークマター空間に飛ばされてからダークマイスターの正体を明かすまでの詳細は「ダークマイスター」を参照。
ズウィージョウ・ズィル・ベルギャー
声 - 江口拓也
かつては戦士かつユウディアスの上官としてベルギャー星団のために戦っていた1人。ユウディアスと同じく「ギャラクシー族」のモンスターを操る。エースモンスターは『ヴォイドヴェルグ・レクイエム』『ヴォイドヴェルグ・エリジウム』『ヴォイドヴェルグ・クリュサオル』『ヴォイドヴェルグ・モルゲンスタイン』『ヴォイドヴェルグ・フォビドゥン・レクイエム』。かつてベルギャー星団の戦争に巻き込まれ、ユウディアスを庇う形で戦死するも、秘境ゴウラシ・ユで復活。この際に滝の裏の洞窟に鎮座していた扉に描かれていた「戦争の道具」として生まれ死んでいき、そしてまた蘇るというベルギャー星人の繰り返され続ける運命「カルトゥマータ」について知り、ラッシュデュエルとアースダマーの力を用いてこの運命を変える決意を固める。その後は長く姿を晦ましたのち、第5話にて地球上の六葉町でユウディアスの前に姿を現し、遊飛のアースダマーを持ち去っていった。第6話ではみつ子がユウディアスにラッシュデュエルで敗れたと同時に姿を現し、「ラッシュデュエルの力を用いて今度こそ敵を完膚なきまでに叩き潰そう」と彼を誘うも断られてしまったため、「そう言うところが我は大嫌いなんだ」と告げたのち、倉庫から逃げ出した。第11話ではムツバタワーの工事現場にて再びユウディアス達の前に姿を現し、彼とラッシュデュエルを行う。アースダマーの力をムツバタワーの通信システムを利用して町中に送信し、デュエルディスクからモンスターを実体化させ暴走させようとするもユウディアスがデュエルに勝利したため失敗に終わり、その後はみつ子に抱えられて何処かへと去っていった。
第24話にて再登場。みつ子が拾ったユウディアスがプリントされたシャツに「アースダマー汁」をかけ、彼の復活に助力した。第30話では地球での拠点として、みつ子と共にカレーパン専門店『ボイルド・ベーグル・レクイエム』を出店。自身は店長として働いており、この際には腰元まで届くポニーテールが特徴的な青年の姿に変身している。
第36話ではザ☆ルーグの前に姿を表し、ルーグの力の源を知ってからは対策としてカレーパンを数多く製造し、ユウディアス達を助力する形となった。しかし、第39話のユウディアス・遊我とルーグのタッグのラッシュデュエルの最中に自身は姿を消して行った。
その後、第43話で再登場。かつてのユウディアスと同じ巨大なTシャツにプリントされた状態になっていたが、アースダマーのエネルギーを受けて復活。ベルギャー星にて自身の部下たちに出迎えられた。復活した後は何処からかルーグの力の源である生原稿を入手しており、第48話ではこれを使用してベルギャー最高議会の議員全員を氷漬けにした。その後、ユウディアスと戦艦ラッシュデュエルを行い、戦いの末に彼と共にラッシュデュエルを通して、誰も死ぬことなく戦争自体を終わらせる和平への道を共に進むことを選び、和解。2年の月日を経てベルギャー星団で起こっていた長きにわたる闘いをラッシュデュエルを通じて終結させたユウディアスを見守ったのち、彼を地球へと帰還させた。
第58話ではベルギャー星雲の戦争を終結させたのちに「気がかりな事がある」という理由から地球に帰還しUTSを訪ねた際に居合わせたマナブにラッシュデュエルを挑まれ、勝利する。途中、マナブによる「対カルトゥマータ光線」による攻撃を受けたことから、ダマムーの力を借りてモンスターを実体化させるも使用目的は装置の破壊とディノワとミューダを守るためであり、悪い目的で使用するということは無くなっている。
第72話からはギャラクシーカップの予選を第4位で通過し、決勝戦に駒を進める。1回戦目ではみつ子と対戦し、彼女のデッキに仕込まれていたダークネスカードのデータを招集しつつ、勝利する。この際、ディノワからエースモンスターである「ヴォイドアルヴ・ヘヴンスター」を借りており、フュージョンを用いて新たなエースモンスター『ヴォイドアルヴェルグ・パンドーラ』を召喚した。第74話では遊飛と共にMIKに安置されていた扉を破壊した。
第75話ではフェイザーが使用した罠カード「インターステラ・チェンジ」の効果でプレイヤーを交代し、ユウディアスとラッシュデュエルを行う。この時にはフェイザーが「インターステラ・チェンジ」を使用することは織り込み済みであったことから、デッキ自体はフェイザーと自身の使用するカードが混合したデッキとなっており、続く第76話では2人のエースモンスターによるフュージョン・モンスター『ヴォイドヴェルグ・カオスマキア』を召喚した。しかしユウディアスが発動した罠カード「ミラー・ユニバース」の効果で自身の墓地から「インターステラ・チェンジ」を発動させたことから再びプレイヤーを交代することになり、その際に自身との交代を申し出た遊飛とプレイヤーを交代した。
第82話ではクァイドゥール時空の影響を受けたディノワの「『ボイルド・ベーグル・レクイエム』でアルバイトをしている」精神世界に閉じ込められてしまうも、店長の座を賭けたラッシュデュエルでディノワに勝利。精神世界からの脱出に成功。その後は電話線が切れた電話でユウディアスなどに連絡を取ろうとするなど、不可解な行動をわざと行うことでクァイドゥールの目を欺きながら、クァイドゥール時空の脱出法について調べていた。
第97話では消滅を避けるために田崎に閉じ込められたユウディアスの元に向かうためと、出来るだけ遊飛たちをユウディアスから引き離したいためディノワとミューダにデュエルロボの強奪を命じた。この際、自身も消滅の危機が迫っておりクァイドゥールのように右腕がペラペラの状態になってしまっていた。その後はディノワとミューダが時間を稼いでくれたことでユウディアスとダマムーの元に辿り付き、第98話にて最期のラッシュデュエルを挑む。この際に自身の消滅による「死」を意識したことで初めて「生」を実感し、ユウディアスへの闘志が燃え上がったことを打ち明けた。お互いのエースモンスターがぶつかり合う熾烈な戦いの中、消滅が進行し両足がペラペラの状態になってしまうも、駆け付けたディノワとみつ子に両肩を支えられ立ち上がり、ユウディアスに最期の一撃を叩きこんで勝利を掴む。その後、光の中で満足した表情をしながら消滅した。
第109話では8体まで分裂したダマムーが元の1人になった影響により、ダークマター帝国内で復活を遂げる。その後はダークメンに捕らえられたのち、デュエルディスクとデッキを与えられた後にダークマイスターに挑まれる形でラッシュデュエルを行う。新たなエースモンスターである『ヴォイドヴェルグ・ゲヘナマギア』を召喚し、追い詰めるもダークマイスターの「コンタクト・フュージョン」にて召喚された「ダークマター・エンペラー・ドラゴン」の前に敗北する。その後、ダークマイスターの顔を見て何かを察したのか、彼女にひれ伏し、配下となることを申し出た。
第111話ではユウディアス達の前に姿を現し、ユウディアスとカレーパンを懸けてラッシュデュエルを行う。この際、ダークマイスターから「C」モンスターを与えられていたことからコンタクト・フュージョンを使用しており、新たな切り札である『ダークマター・レクイエム』を召喚し、勝利する。
第116話では遊飛にラッシュデュエルを挑まれる。この際に遊飛からベルギャー人が復活できる可能性があることを言われるも、1度消滅したことにより真に生命の因果と宿命を理解することができたことから、復活した今の命はダークマイスターのために使うと言い放ち、デュエルを続行。新たな切り札『ダークマター・レクイエム・オメガ』を召喚し、遊飛に勝利する。
第148話では打ち上げのための調整で木製ロケット内に居たマナブを追い出し、ロケットを打ち上げ単身でオーティスを追おうとする。その後、ダマムーと共にロケットにしがみついてきたマナブと共にオーティス＆ドールとタッグデュエルを行う。デュエルには敗北してしまったが、ダマムーの力を用いて実体化させた『ヴォイドヴェルグ・レクイエム』でドールを叩き潰し、ロケットが月面に墜落せんとする中でユウディアスに後を託すも、墜落後はダマムーがアースダマーの力で守ってくれていたため、軽傷で済んでいた。
最終話ではユウディアスや他のベルギャー人と共に戦国時代に残り、他次元のオーティス達とラッシュデュエルで戦った。
蒼月 マナブ（そうげつ マナブ）
声 - 花江夏樹
『迷惑異星人監視機構・MIK』に所属し、地球にやってきた異星人たちを取り締まる少年。エースモンスターは『ケミカライズ・サラマンダー』『アナライズ・フロギストン』『アルケミカライズ・サラマンドラ』『ＳＰグラファガス・アーチャー』。普段は真面目な性格であるが、テンションが上がるとドローする時に「ケミストニャードロー」と大声で叫んだり、追い詰められたり力に溺れて調子に乗りすぎるなど、自身を見失ってしまう悪癖がある。前作『遊☆戯☆王SEVENS』にも登場した武道の一門「蒼月流」の跡取りであるが、人を傷つける力であるという理由から嫌っている。第2話ではユウディアスを捕らえるためUTSに現れ、彼とデュエルを行う。ユウディアスが「仲間のモンスターを犠牲にする」とアドバンス召喚を躊躇った時には「仲間がお前に想いを託したのだから、決してそれは犠牲では無い」と彼を鼓舞し、エースモンスター『ギャラクティカ・オブリビオン』初召喚のキッカケを作った。第9話では「蒼月流」の修行から逃げ出した時に出会い、親しくなった宇宙犬であるボチと再会するも、急に自身が居なくなったことで捨てられたと思い込んでしまったことから復讐心に燃えるボチとラッシュデュエルを行い、勝利する。後に、居なくなったのは『ボチと親しくしていた所を「蒼月流」の師範たちに見つかったことで遠くの山に修行に行かされた』という理由であり、六葉町に帰ってきた頃にボチの姿が無かったことから「宇宙人に攫われた」と思ったことがMIKに入るキッカケとなった。
第19話では地下の宇宙人居住区に現れ、ユウディアスたちを止めに来たところで居住区を封鎖しようと現れた七星ランランとゴロッセオでラッシュデュエルを行い勝利し、宇宙人居住区の封鎖を防いだ。
第46話ではランランの証言を元にアースダマーに取り憑かれた人物の調査にあたり、言動から疑いを持ったロヴィアンとラッシュデュエルを行い、勝利する。この際にロヴィアンと共に遊歩がアースダマーに取り憑かれたことを暴くも、直後にミューダが開けた穴に吸いだされ、ロヴィアンと共に宇宙空間へと放り出されてしまった。その後は遊我に救出されており、第49話ではロヴィアンと共に戦艦ラッシュデュエルに遊我側として参戦した。
第54話からはニャンデスターと共にゴーハ堂の警備を担当している。常にMIKの監視下に置かれていることと、「カード化」の謎を探るために竜宮兄弟の部下をニャンデスターと共に演じており、不本意ながらユウディアス達と敵対することになってしまう。第54話では演技を見抜けなかったユウナとラッシュデュエルを行い、追い詰められるも新たなエースモンスターであるマキシマムモンスター『火轟嵐凰ヴォルカライズ・フェニックス』で逆転勝利する。
第57話ではアサカ達が六葉重機カード製造プラントに侵入したことを理由にし、わざとゴーハ堂を空けてユウディアスと遊歩を侵入させた。また製造プラントに現れた七星ランランとダマムーを見失った演技をしつつ逃がした。
第58話ではMIKの金庫から機密事項である「巻物」を奪い、脱出してユウディアスたちの元に合流するも、前述の出来事と巻物が白紙であったことから信用を失っておりUTSの地下牢に投獄させられてしまう。そこに現れたズウィージョウに「自分が勝ったら自分のことを信用してもらう」という名目の元にラッシュデュエルを行う。初手でマキシマムモンスターを召喚し、さらにMIKから持ち出した「対カルトゥマータ光線」を使用しズウィージョウを追い詰めるも、力に溺れ生まれた隙をダマムーの力を借りたズウィージョウに突かれ、逆転負けを喫する。その後は敗北したことでズウィージョウの子分となった。
第67話ではミューダに勝利したことで子分から脱却したのち、スタディ総帥と名乗りギャラクシーカップに出場。自分より弱そうな相手を狙いポイントを荒稼ぎしていたところ、それを諫めるために現れた蒼月マグトとラッシュデュエルを行う。以前と変わらずマキシマムモンスターの力に溺れた戦法を用いるもマグトには通じず、さらに自分に代わって蒼月家の跡取りに任命された彼から叱責されたことでようやく自身を見つめ直し、装備魔法を用いて逆に攻撃力を下げる戦法を用いて逆転勝利する。デュエル後、涙を流しながら「自分を諫めて欲しかった」と本音を吐露し、今まで迷惑をかけた人々に向けて謝罪した。その後は一から自分を見つめ直すため、MIKに再入社した。
第72話ではギャラクシーカップの予選から既に脱落していたことから、ディノワとトレモロから責められていた。第74話ではMIK本部に安置されていた扉を破壊しに駆け付けた遊飛とズウィージョウの前に立ち塞がったアサカと遊歩をマグトと共に迎撃し、遊飛のサポートを務めた。
第79話ではクァイドゥール時空の影響を受け、猫耳が生えたり仕草が猫になったりしていた。自身の間違いに気づかせるために遊歩とラッシュデュエルを行い、敗北する。その後は同じくクァイドゥール時空に囚われたフェイザーとトレモロを救い出すために行動する。
第96話ではうどんの自動販売機の前に現れた遊我を捕獲するも、彼を解放させるように詰め寄ったユウナにラッシュデュエルを挑まれる。序盤はフュージョン召喚を駆使して場を展開するユウナに追い詰められるも、新たな切り札『伝導士アルケミカライザー・スイライ』を召喚し形勢を逆転。しかしユウナの新たな切り札『セレブローズ・インフルエンサーズ』の前に敗北。さらに遊我は穴を掘って既に捕獲機から脱出していたことから、ニャンデスターからは「まるで成長していない」と呆れられた。
第105話ではニャンデスターと共に誤作動を起こした冷凍コンテナごとバリベルギャーへと運ばれ、ユウディアス達の元へと合流した。
第108話ではエポックから副船長に任命され、彼女に命じられるままにダークメンの1人であるフカムラとラッシュデュエルを行う。社会から逃げる引きこもりであったフカムラに自らの殻を破り、社会の荒波に揉まれる覚悟を決めることを説いたのち、新たな切り札であるフュージョン・モンスター『SPグラファガス・ヴェイパーランサー』を召喚し、勝利を収めた。
第121話ではフェイザーがMIKを解体し、ゴーハ堂と吸収合併しようとしていることを知り、それを阻止するため彼にMIKの座を賭けてラッシュデュエルを挑む。新たな切り札『SPグラファガス・プラズマセイバー』を召喚し、マナブのマキシマムカードが墓地にある限り、炎属性以外のマキシマム召喚を封じるプラズマセイバーの効果でフェイザーを追い詰めるも、フェイザーの使用した罠カードでマナブのマキシマムカードを手札に戻され、プラズマセイバーの効果が無効になったことで、フェイザーの連続マキシマム召喚で逆転負けを喫する。敗北後はトレモロからMIKのエンブレムを渡された後にMIKを解雇されるも、実はMIKの吸収合併はゴーハ堂の魔の手から死者蘇生のカードとMIKの名前を守るためと、ゴーハ堂を内部から探るためのものであり、竜宮兄弟の真意を知った後は同じくフェイザーに頼まれたランラン、マニャと共に守ることを誓った。
第126話では、ユウディアスが遊歩とのラッシュデュエルをしている最中、エポックやフェイザー兄弟と共に月面に位置する「死者蘇生」のデュエルシステムを止めようと奮起するも、システムの前に辿り付いたと同時にユウディアスがマナブ達には伝えず独断という形で、死者蘇生のカードを発動してしまった。
第140話でユウディアスたちと共に戦国時代に飛ばされ、第141話で自身のご先祖の学玄と初対面を果たすも、学玄のお調子めいたおふざけを見て怒りを露わにして学玄とラッシュデュエルを行い、勝利する。第148話では打ち上げのための調整で木製ロケット内に居たところにズウィージョウにロケットから追い出されるも、ダマムーと共にロケットにしがみついて無理やり同行。月に向かおうとしていたオーティス＆ドールとタッグデュエルを行う。デュエルには敗北してしまったが、オーティスの言葉を受けて戦意を喪失しかけたズウィージョウを自身の失敗エピソードを交えて鼓舞するなどして貢献した。
最終話では未来へと戻り、ニャンデスターやダークメン達と共にUTSで働いていた。
名字と名前は前作『遊☆戯☆王SEVENS』のキャラクターである蒼月学人を連想するが、「蒼月流」の跡取りであること以外のほかに学人と同様の性格と共通している。第50話では遊我が使用した魔法カード「シェア・サモン」の効果でガクトのエースモンスターであった「魔将ヤメルーラ」を召喚し、マナブが召喚口上を行った。
ニャンデスター
声 - ファイルーズあい
マナブとともに行動する宇宙猫。ニャカヨシ星出身。普段の猫の姿は仮の姿であり、真の姿は赤い長髪が特徴的な地球人形態である『ザ☆ニャンデスター』という女性宇宙人。変身には制限時間があり、それを知らせる際には胸元のカラータイマーが点滅する。地球に潜伏する宇宙人を瞬時に見つけ出す能力を持つ。妖艶な感じの声で喋り、少し人間を小馬鹿にした所があるが、マナブの過去を知った際には感動して涙を流すなど、人間らしい一面もある。かつてはマナブの上司である七星ランランとパートナーを組んでいたが、自身を人語を介する宇宙猫だと知らずに、自分にだけ精神的に喋りかけてくる普通の猫と勘違いしていたことから、一方的に別れを告げられてしまった。
第34話では『ザ☆ニャンデスター』に変身し、ザ☆ルーグ第3の刺客としてマナブの前に立ちはだかる。「ゴーハ堂」が新たに開発した「フュージョン」のカードの力で生み出した融合モンスター『スターキャット・デストロイニャー』を召喚し、勝利するもマナブがルーグに凍らされるのを庇い、自らが氷漬けにされてしまった。続く第35話では裏切りの理由が、故郷であるニャカヨシ星を氷漬けにしたルーグの持つ箱の中身を暴くためだったということが、霧島ロンドンによって語られた。なお、この際に地球で初めて遭遇した地球人がロンドンだったことも同時に判明した。
第49話ではチュパ太郎、みつ子と共に戦艦ラッシュデュエルにユウディアス側として参戦。この時は戦艦を操縦するために『ザ☆ニャンデスター』に変身している。
第54話からはMIKの監視下に置かれていることと、「カード化」の謎を探るために竜宮兄弟の部下をマナブと共に演じていて、語尾に「ワン」を付けていた。
第72話からはマナブには内緒でギャラクシーカップの予選を通過しており、決勝戦に駒を進めたが、ダークネスの力に取り憑かれた遊歩に敗北した。
第76話では猫の姿になった原因が、ニャカヨシ星が氷漬けにされた際に、そこに紛れていたクァイドゥール・ベルギャーの能力でカード化されたものであったことが判明した。
第79話ではクァイドゥール時空の影響を受け、『ザ☆ニャンデスター』の状態に猫ひげが生えた状態となっていた。
第105話ではマナブと共に誤作動を起こした冷凍コンテナごとバリベルギャーへと運ばれ、ユウディアス達の元へと合流した。続く第106話ではニャカヨシ星に帰省した所に「俺のママになって欲しい」と現れた新たなダークメン・ブリュエアとママの座を賭けてラッシュデュエルを行う。途中、ブリュエアが自身と同じく独りぼっちになった境遇を知ったことから彼のママになることを受け入れかけるも、ブリュエアが9人の「ママ」を抱えていた事実を知り激怒。新たなエースモンスターである『スターキャットエース・ニャンバスター』を召喚し、勝利を収めた。
最終話では未来へと戻り、マナブやダークメン達と共にUTSで働いていた。
エポック / 上城 慧方子（かみじょう えほこ）
声 - 上條沙恵子
上城家の当主を務める少女。極度の人見知りであり、素直になれない天邪鬼な性格。思い切り息を吸い込んだ後に放った言葉で争いを収めたのちにエポックに心を掌握させる、アルフレッド曰く「天より与えられし王者の呼吸」である「信・呼吸（ノブレス）」という力を持つ。幼い頃にこの力を幼稚園で発動してしまい、園児・教師共にエポックを崇め奉る光景を目の前にした事がトラウマとなり、以後は力が誤発動しないように段ボール箱の中に入って自らを封じていた。コミュニケーションを取る時はフキダシを出しながら喋る。口癖は「プップクプ～」。
容姿は段ボールに自らを封じていた時は緑色の長髪に厚着、封印を解いた際は前作『遊☆戯☆王SEVENS』のキャラクターである上城大華（タイガー）に酷似した青色の長髪をサイドテールで纏め、封印時とは真反対の軽装をしている。マナブからキャプテンに任命された後は海賊を思わせるコートを着用している。
シューバッハの荷物をユウディアスと共に届けに来た際にはハンコを押すこと及びラッシュデュエルを拒否し、ハンコを押すことを賭けてラッパデュエットをユウディアスと行った。
第66話からはアルフレッドの依頼で家庭教師となったユウディアスと共に、ギャラクシーカップが行われている六葉町に連れ出され、ユウディアスの事を見守りつつラッシュデュエルの楽しさを学んでいる。
第68話では遊飛を相手に初めてのラッシュデュエルを行った。デッキは「サイコロ」をテーマにしたものであり、エースモンスターは『サイコロの大天使』『サイコロの大悪魔』『サイコロの大剣士』。カード効果を発動した際にはエポック自身がサイコロに扮し、自分の力で転がることで好きな目を当てるというイカサマ戦法を用いるも、それを何度も行ったことで体力の限界を迎えたことと、遊飛の自らの力で運を引き寄せる実力を見せつけられたことで敗北。敗北後は「次は勝ちたくもない！」と叫びながら、箱の中では悔し涙を流していた。
第77話ではギャラクシーカップ決勝戦の会場に駆け付け、クァイドゥールが取り憑いたユウディアスに一撃を食らわし、強制的に分離させて元に戻した。またこの際に段ボールが剥げたことで、素顔が露わになった。
第84話では遊歩と組み、みつ子＆籠たま子とタッグデュエルを行い、勝利する。上記のイカサマ戦法を再び使用した際には、弱点である体力の限界を克服していた。
第93話では、ザイオンがイセキを模した家具を作り出した時に自身の手から電撃を放つパウリーエフェクトを発している。
第102話では謎の影に呑み込まれて消えてしまった遊歩を探すために宇宙へと旅立とうとしたユウディアスに「家庭教師には最後まで付き添え」という名目で同行し、共に付いてきた遊飛、ダマムーとともに宇宙へと旅立っていった。
第105話ではマナブとバリベルギャーの船長の座をかけてラッシュデュエルを行う。途中、マナブから「自らの行動に覚悟と責任を持たないものは船長に相応しくない」と言われたことから覚悟を決め、段ボールの封印を解いて本来の姿を現した。新たなエースモンスター『ダイスマイトガール・チロリ』でマナブを追い詰めるも、同じく新たなフュージョン・モンスター『ＳＰグラファガス・アーチャー』を召喚したマナブに逆転負けを喫する。デュエルには負けたものの、エポックの覚悟を認めたマナブから船長になるように勧められたことで、バリベルギャーの船長に就任した。
第110話ではニャカヨシ星に現れたサビュアスとラッシュデュエルを行う。サビュアスの新たなエースモンスターに苦戦し、『ダイスマイトガール・チロリ』の効果を失敗してしまったことから追い詰められるも、チロリを再召喚し、サイコロを振り直したことで逆転の目を引き寄せ、勝利を収めた。
第133話ではユウディアスを拉致しようとした遊飛オーティスを止めるため、彼にラッシュデュエルを挑む。『ダイスマイトガール・チロリ』と新たなエース『ダイスマイトギャム・ダブルアップチロリ』を召喚し、追い詰めるもゴーハ・ユウナが開発したカードである『時の機械ータイム・マシーン』の効果で逆転負けを喫する。その後、本来の効果を発揮した『タイム・マシーン』に吸い込まれ、何処かの時代へと飛ばされてしまった。
第142話では戦国時代に飛ばされ、森の動物たちを自然破壊から守るために再会した遊飛や動物たちを従え「上城義野獣カンパニー」を結成。自身は「けだものの姫」として活動していた。その後、遊飛やユウディアスたちと再会するも、翁丁臼を倒すか話し合いをするかどうかでユウディアスと意見が衝突し、遊飛とペアを組んでユウディアス＆ズウィージョウとタッグデュエルを行う。新たなエース『ダイスマイトギャム・ファイヤーラップス』を召喚し序盤は優位に立つも、ユウディアスがズウィージョウのエースモンスターを素材としてフュージョン召喚した『ギャラクティカ・カオス・オブリビオン』の前に敗れ去った。
最終話では未来へと戻り、上城ギアカンパニーの工場長となった。

### UTS
王道 遊飛
「王道遊飛」を参照。
王道 遊歩
「王道遊歩」を参照。
ユウディアス・ベルギャー
「ユウディアス・ベルギャー」を参照。
田崎 ギャリクソン（たざき ギャリクソン）
声 - 中村光樹
UTSのベテラン社員。遊飛と遊歩の父が社長をやっていた時代からUTSで働いている。畑仕事が得意で、趣味で野菜・花・盆栽の育成と手入れを行っているほか、遊飛たちやバリベルギャー内の888万人の同胞たちへの食事を作ったりと全体的な世話係を担当している。エースモンスターは『ドリリング・トラクタイガー』『パーフェクト・トラクタイガー』。
第14話では霧島ロンドンからの依頼で、危険と噂される宇宙人居住区へ行こうとした遊飛たちを止めるためにロンドンとデュエルを行い、敗北。デュエル中に彼が言った「危険だと分かっていても、チャレンジする自由」という言葉で「王道家の家訓」を思い出したことから、デュエル後には遊飛たちに特製の弁当を渡し、社員達と共に彼らを見送った。
第78話では遊飛の頼みから、魔法羊女メェ～グちゃんのコスプレをした。この際、周囲からはクァイドゥール時空の影響を受けたと思われるも、本人が否定している。
第95話では自身たちが徐々に消滅していく中でユウディアスたちに水を差したくないと考え、自分たちが消滅していくことを秘密にしておいて欲しいというバリベルギャー内の888万人の同胞たちの願いを受け、それをどうにかして誤魔化すためにアサカにムツバ重機の社員たちを派遣してほしいと頼むも「誤魔化してもいずれバレることだから無意味」と断られたため、彼女にラッシュデュエルを挑むも敗北する。その後は888万人の同胞たちもムツバ重機も決して代わりが利く者ではないと心情を吐露した。
容姿は前作『遊☆戯☆王SEVENS』のキャラクターである田崎ギャリアンに酷似している。
有栖川 ダビンゴ（ありすがわ ダビンゴ）
声 - 佐伯ユウスケ
UTSの社員。以前はアニメ制作会社に勤めており、「魔法羊女メェ～グちゃん」のアニメを作るチュパ太郎達に協力した。
容姿は前作『遊☆戯☆王SEVENS』のキャラクターである有栖川ジャンゴに酷似している。
プリ崎 グル美（プリさき グルみ） / プリンセス吟遊詩人
声 - 河村梨恵
UTS、勤続20年のベテラン社員。ぐるぐる眼鏡をかけた長身の女性。エースモンスターは『彩光のプリマギターナ』。
かつては週一で「プリンセス吟遊詩人」という名義でUTSと二足のわらじでストリート・ミュージシャンをしていたが、UTSの仕事に集中するために足を洗った過去を持つ。この時、ライブを傍で聞いていた8年前のロヴィアンにカモスを被せつつ、励ましの言葉をかけたことで彼女が「宇宙ポエム」を始めるキッカケを作った。そのことからロヴィアンからは慕われていたが、当人は現実を考えて吟遊詩人であることを捨てていたため、彼女からの怒りを買い、ラッシュデュエルを挑まれる。序盤は『プリマギターナ』を駆使した戦術で追い詰めるも、自らの足で夢を追い続けることを決めたロヴィアンの気迫の前に逆転敗北を喫する。その後は彼女の背中を見守りながら、自分ももう一度夢を追いかけてみることを決心した。
容姿は前作『遊☆戯☆王SEVENS』のキャラクターであるプリ崎ギブ美に酷似している（正体を隠すために変装していた点も同じ）。
御前乃 モンダイ（おまえの モンダイ）
声 - 滝澤諒
UTSの社員。常に暗く、話しかける際は後ろから現れる。UTSの仕事に繋げるための情報収集を担当する。
元々はプリ崎グル美の正体であるプリンセス吟遊詩人の追っかけであり、彼女の後を追う形でUTSに入社した。
容姿は前作『遊☆戯☆王SEVENS』のキャラクターである御前乃ウシロウに酷似している。
平 ゲイル（たいら ゲイル）
声 - 三浦礼
UTSの社員。元々は御前乃モンダイと同じくプリンセス吟遊詩人の追っかけであり、彼女の後を追う形でUTSに入社した。
容姿は前作『遊☆戯☆王SEVENS』のキャラクターである平月太に酷似している。
八木 トーリ（やぎ トーリ）
声 - 塩崎智弘
UTSの社員。社内での炊事を担当しており、得意料理は焼き鳥。第3話では「魔法羊女メェ～グちゃん」が好物を食べた際に発する「うんめェ～♪」という台詞を知らずに口にしてしまったことから、チュパ太郎に襲われてしまった。
容姿は前作『遊☆戯☆王SEVENS』のキャラクターである八木ニックに酷似している。
巻 巻子（まき まきこ）
声 - 内山茉莉
UTSの社員。庭の水撒きが日課。得意料理は手巻き寿司。
容姿は前作『遊☆戯☆王SEVENS』のキャラクターである巻寿司子に酷似している。
ダマムー
声 - 木野日菜
アースダマーが成長し、具現化した存在。白い宇宙服に身を包んだ、遊飛によく似た少年のような姿をしている。無邪気な性格。楽しいラッシュデュエルを愛しており、それを阻害された場合は怒り狂い巨大化してしまう。第49話ではズウィージョウ側として戦艦ラッシュデュエルに参戦。ユウディアス側に就いた遊我と対峙する。途中でズウィージョウがアースダマーの力を使用したために衰弱し、初期の球体の姿に戻ってしまうも、遊我の提案で遊飛と遊我の楽しいラッシュデュエルを通したのち、元気を取り戻した。
第52話からは遊歩の命令を受け、MIKに制圧された六葉町の調査を行っている。また、やさぐれて常に遊歩たちとは別行動をとっている遊飛に唯一付き添う存在となっていた。
第58話ではズウィージョウの頼みを受け彼に自身の力を分け与え、マナブの攻撃からディノワとミューダを守るためにモンスターを実体化させている。
第63話ではユウディアスとフェイザーがデュエルする際に、自身をユウディアスに憑依させる形で力を貸した。またこの際にカード化された遊飛、遊歩、遊我をユウディアスのデッキ内に仕込んでおり、彼の勝利に貢献している。
ギャラクシーカップでは宙に浮いて自在に移動できる能力を活用し、各地で行われるラッシュデュエルの模様を撮影するカメラマンとして活動している。
第78話ではチュパ太郎とラッシュデュエルを行い、約88ターンをかけた長期戦の末に勝利する。この際、クァイドゥール時空の影響を受け、足元の飾りがおでんの大根になっていた。
第97話では田崎の命を受けてユウディアスの見張り役を務めた。第98話ではズウィージョウにアースダマーの力を分け与える形で協力。その後はユウディアスとズウィージョウのデュエルを最後まで見守り、ズウィージョウが消滅した際には涙を流していた。
第104話では2体に増殖し、第106話では3体、第107話では4体と、ダークメンとラッシュデュエルを行う度に1体ずつ増殖している。第108話ではフカムラとのデュエル後に8体に増殖するも、その直後に元の1体に戻った。
第112話ではカレーパンかき氷を食したことで、カレーパンを喰う度に過去に関わった人物たちに変身する能力を得る。その後、自分にもデュエルをする権利があると主張し、遊飛とラッシュデュエルを行う。この時は「タマボット」を軸にしたデッキを使用しており、「タマーボット・バーストドラゴン」「TKG - タマーボット・キング・ゴーレム」など多くのエースモンスターを展開して追い詰めるも、遊飛が遊歩のエース・モンスターとのフュージョン召喚を連発し、逆転負けを喫した。その後はエネルギーを使い果たしたのか、液体状になってしまい消えそうになった所をペットボトル2本に入れられたことで難を逃れた。第114話ではユウディアスとダークマイスターとのデュエル中に復活。この際にはユウディアスがダークマイスターを追い詰めていたことから、エポックは「ダークメンにデュエルで勝つことがベルギャー人の復活に繋がる」と予測。続く115話ではダマムーが8体から1体に戻った際にベルギャー人が1人復活する法則性を見出し、その直後にクァイドゥールが復活した。
第118話ではうどん食べ放題を条件にアサカからの命令を受け、「死者蘇生」のカードを自身の内部に隠す形で預かっていた。アサカがしきりにダマムーを気にしている所を遊歩に見抜かれ、ダークメン達に攫われそうになるも、直後にユウディアスがダークメンであるサビュアスに勝利したため2体に分身し、難を逃れた。
第134話ではクァイドゥールに呼び寄せられる形で、フリーズしていたユウディアスの精神世界に呼び寄せられる。ユウディアスの記憶内を色々と駆け回った後にダマムー同士でラッシュデュエルを行ったことで、ユウディアスがフリーズから目を覚ますきっかけを作った。第139話で膨大のダークマターの力を宿ったオーティス（遊飛）をユウディアスがラッシュデュエルに勝利したことで数え切れない程の大量に分裂し、多くのベルギャー星人を復活する役目を果たした。
第146話では108体に増えた状態でタイム・マシーンで戦国時代へと飛び、遊飛の身体に戻ったことで彼の逆転勝利に貢献した。
第149話では148話で敗北したのち、ロケットごと月面に墜落したズウィージョウとマナブを自身のアースダマーの力で守っており、間接的に命を救っている。

### MIK
蒼月 マナブ
「蒼月マナブ」を参照。
ニャンデスター
「ニャンデスター」を参照。
七星 ランラン（ななほし ランラン）
声 - 鎌倉有那
マナブの上司にあたる「MIK」の本部長。ニャンデスターの元パートナー。エースモンスターは『雪花牙ブランドブラン』、七星テンテンとのモンスターとフュージョンし召喚された『花牙天蘭フルール・ド・バズ』。宇宙人たちを徹底的に取り締まり、自身に都合の悪い相手の発言には「聴こえんなぁ～」と聞かないと厳しめな性格だが、可愛いものに目がない裏の顔を持ち、使用するデッキも戦略を度外視した自身の好みに沿った可愛い容姿をしたモンスターで占められたものを使用している。故にデュエルの腕は未熟であり、今まで部下の接待デュエルしか受けてこなかった事から、マナブと戦うまで自身を無敗と勘違いしていた。その後、第31話では戦いの主導権を巡ってアサカとリモートラッシュデュエルを行うも敗北した。
第43話ではアースダマーを奪おうとMIKに潜入してきたズウィージョウの刺客、ミューダ・ベルギャーとラッシュデュエルを行い勝利するも、途中で介入してきたアースダマー（ダマムー）に身体を取りこまれ、意識を支配されてしまった。その後はアースダマーの意志の元に宇宙空間を彷徨った末に、宇宙船・六葉町に不時着した。その後はダマムーから分離しており大けがを負ったために入院したのち、第50話では戦艦ラッシュデュエルにユウディアス側として参戦。
第56話からは竜宮フェイザーから遊我のカードを奪ったことから反逆者としてMIKに追われており、逃亡していた所、たまたま居合わせた遊飛に助けてもらい難を逃れた。遊飛が閃光弾で一時的に視力を失った際は黒子の格好に扮し、自らが蒼月流御庭番・花牙の軍団の子孫であることを明かした後に彼のサポートを務めた。遊飛がカード化した後はそのカードを回収しており、ダマムーと共にMIKから逃げ出したのち、ユウディアスと遊歩に遊飛やアサカ達がカード化されたことを報告した。
第60話では遊歩にカード化された遊飛と遊我のカードを渡そうとするも「これを持つべきは私でもない」と断られてしまう。その後はダマムーと共に遊歩とフェイザーのラッシュデュエルを見守り、遊歩がカード化された所でMIKからカードを回収し、ダマムーの力を借りて逃亡した。
第66話からは大森麺ジャブ郎、ダマムーとともに、ギャラクシーカップの司会進行を務めていた。
第121話ではフェイザーからMIKを追い出されるも、実際はゴーハ堂の魔の手から死者蘇生のカードを守るために、死者蘇生のカードを持ったダマムーを自身の身体に取り込ませ、ゴーハ堂の刺客から逃げる様に頼まれていた。
第147話では脱獄したオーティスを止めるため七星テンテンとタッグを組み、ラッシュデュエルを挑む。デュエルには敗北するものの、その最中にランラン＆テンテンの2人が使用した秘奥義「天刀乱舞」により、オーティスが逃亡した目的が『自身のアースダマーがユウディアスを創り出した過去の時代に行くため』であることを引き出すことに成功した。
竜宮 フェイザー（りゅうきゅう フェイザー）
声 - 田邊幸輔
MIKの総帥。竜宮トレモロの兄。宇宙ドラゴンの血族であり、自身も知らぬまま夜な夜なドラゴンの姿に変身し、自身の鱗を編み込んだ巻物を機織りしていた。
海竜族のモンスターを中心としたデッキを組んでおり、多数の上級モンスターに加え、前作『遊☆戯☆王SEVENS』にも登場した計2体のマキシマム・モンスターを組み込みながらも、決して事故を起こすことがないデッキを構築している実力者。エースモンスターは『アビスレイヤー・リヴァイアナイト』『アビスレイヤー・クインティアマット』、作中初のマキシマム・モンスターである『深淵海竜アビス・クラーケン』、2体目となるマキシマム・モンスター『深淵竜神アビス・ポセイドラ』。マナブやランランが宇宙に行っていた2年の間にMIKの組織自体を完全に掌握し、オペレーション「迷惑（M）・異星人（I）・完全排除（K）」を発令。宇宙人及びそれに関わった人間たちを全員拘束したのち、地下居住区に追いやった。またダマムーが持ってきた監視カメラの映像を記録したビデオテープには、ムツバタワーにて遊我とデュエルを行っている映像が残されており、マキシマム・モンスターを用いて遊我に勝利している。
第60話では遊歩とラッシュデュエルを行い勝利しカード化した所を回収しようとしたが、そこに現れたランランに再びカードを奪われてしまった。続く第63話では六葉町にいる全宇宙人を人質に取り、その存亡を賭けてユウディアスとラッシュデュエルを行う。装備魔法でマキシマムモンスターを強化しユウディアスを追い込むも、ズウィージョウの依頼でシューバッハが運んできたコンテナの中にいたデュッディ・ニーショウが発生させた「デュッティーモ空間」に取り巻かれたことから、宇宙ドラゴンに変化した。その後はユウディアスを襲おうとするも、トレモロの命でフィッシャー・須海が白い布で視界を覆ったことから意思を取り戻し、その後は人と竜が一体となったような姿に変化し、デュエルを続行。『深淵竜神アビス・ポセイドラ』を召喚しユウディアスを追い詰めるも、土壇場で召喚したユウディアスの新たなるマキシマム・モンスターの前に敗北する。
デュエルの途中、トレモロにより祖先である竜宮家は六葉町が出来る以前から自身が住む土地に意図せず「宇宙人が来訪する」という秘密を守ってきており、いつしかそこに来た宇宙人が弟を手にかけるのではないかという危機感から他の宇宙人との共存を選ばず、自身が宇宙人を拘束し、管理し支配する組織「MIK」を設立したことが語られた。しかしデュエルの終了後、合羽井テルにより六葉町の山中で発見された鉱石「ゴラドニウム」となった竜宮家の祖先が、六葉町に数多くの宇宙人を呼び寄せていた事実を知ったことから、拘束した宇宙人たちを解放したのちに、今までの自分の行いを謝罪した。
第65話では六葉町の面々の前で、地球人・宇宙人全員を参加者とするラッシュデュエル大会、ギャラクシーカップの開催を宣言した。73話からはギャラクシーカップ決勝戦にアサカ、ユウナと共に主催者枠で参加している。
第75話では再びユウディアスとラッシュデュエルを行う。かつて自身が扉の力に操られていたことを自覚しつつ、そこから解き放ってくれたユウディアスがダークネスカードの力に取り憑かれてしまったことで、それを解き放とうとしようと奮戦するも及ばず、罠カード「インターステラ・チェンジ」の効果を用いてデュエルをズウィージョウと交代した。
第121話ではMIKを解体し、ゴーハ堂と吸収合併しようとしていることを知ったマナブからラッシュデュエルを挑まれ勝利し、彼をMIKから解雇する。実はMIKの吸収合併はゴーハ堂を内部から探ること、ゴーハ堂の魔の手から死者蘇生のカードとMIKの名前を守るためであり、死者蘇生のカードを持ったダマムーを七星ランランに取り込ませ、ダマムーとマナブの護衛を「若さを保つマシン」と「寿司1年分」を条件に安立マニャに依頼するなど、裏で手をまわしていた。
第126話では、ユウディアスが遊歩とのラッシュデュエルをしている最中、エポックやマナブと共に月面に位置する「死者蘇生」のデュエルシステムを止めるために協力。ラッシュデュエルロボが襲ってきた際には竜の姿に変身し、ラッシュデュエルロボに巻き付く形で足止めした。
竜宮 トレモロ（りゅうきゅう トレモロ）
声 - 林勇
竜宮フェイザーの弟で、総帥直属の特務執行官。兄と同じく、宇宙ドラゴンの血族。同じ言葉を2回繰り返す癖がある。エースモンスターはマキシマム・モンスター『輝鋼超竜デヴァスター・オケアビス』。ベルギャー星人に対して有効とされる「対カルトゥマータ光線」を使い、地球に帰還したユウディアスを確保しようとしたが遊歩の妨害を受けて失敗に終わった。
第56話ではあるカードを持ち出してMIKから逃亡した七星ランランを追っていた所、たまたま遭遇した遊飛とラッシュデュエルを行い勝利するも、ダマムーがランランを逃がしたことでランランの確保自体は失敗に終わった。
第59話では兄・フェイザーの秘密を掴んだフィッシャー・須海を捕えるために単独で行動し、ゴロッセオで遭遇したユウディアスとラッシュデュエルを行う。途中、デュエルの隙を付いて飛び出した須海をカード手裏剣で捕えることには成功するも、デュエルには敗北。またフェイザーには無断で単独行動をしていたために「MIKの規律を乱した」として、彼の命令でMIKに身柄を拘束された。
第64話では竜人と化したフェイザーの姿を見たことから、須海と共に脱獄。フェイザーの過去を語ったのちに、ユウディアスとフェイザーのラッシュデュエルを見守った。
第69話では何かの気配を察知し、1人でMIK屋上付近まで来たところで後を付けていたディノワと遭遇し、自身はズウィージョウの居場所、ディノワはフェイザーの隠し事をそれぞれ賭ける形でラッシュデュエルを行う。自身のマキシマム・モンスター『デヴァスター・オケアビス』の効果を生かした戦法で追い詰めるも、ディノワのモンスターの効果ダメージでライフポイントを削られ切る形で敗北する。この際に宇宙から落下してきたザイオンのファンシーケースからトレモロガールズを身を挺して守った。しかしその後現れたザイオンにラッシュデュエルで敗北したことで、コタツに変化させられてしまった。
第86話ではクァイドゥール時空の影響を受けた秘書たちが兄であるフェイザーに寝返ったことで、反旗を翻す形でラッシュデュエルを挑むも敗北。その後はフェイザーに説得されたことで仲直りするも、クァイドゥールによるデッキ調整を遅らせるため、ズウィージョウに唆されたことから再び兄に対しての闘志を燃やすことになった。
第93話ではザイオンが能力を取り戻したことで、家具から元の人間の姿に戻った。
ホッテンマイヤ
声 - 河野茉莉
竜宮家の屋敷で給仕をする女性。忙しい日々を送るフェイザーとトレモロのことを想いながら、おいしい食事を用意する。久しぶりに兄弟が揃って食事をした際には、あまりの感動に涙を流した。
エナジーこぴこ
声 - えなこ
MIKの幹部であり、ムツバ重機のカード製造プラントの警備を担当している女性。エースモンスターはマキシマム・モンスター『大魔法羊女メェ～グちゃんMAXウール』。元々はMIK異星人収容所の刑務官で、第27話でメェ～グちゃんのアニメを制作した際にはチュパ太郎からのオファーを受けてメェ～グちゃんの声優を担当した。ラッシュデュエルで勝利した相手の人格や能力・戦術などをコピーする能力を持ち、デュエルに勝利する度に強くなっていくことから、七星ランラン含むMIKの職員たちからは「異能のデュエリスト」と呼ばれ恐れられている。
第57話では『魔法羊女メェ～グちゃん』のコスプレに身を包み、ムツバ重機のカード製造プラントに侵入してきたアサカ率いる反乱軍とラッシュデュエルを行い、全員に勝利。フェイザーに報告したのちに全員をカード化させた。
スーパーマキシマムトレモロガールズ
トレモロの秘書を務める3人組の女性。それぞれトレモロが使用する「アビスカイト」シリーズのモンスターと似た容姿をしているが、それを理由にトレモロから雇用されたれっきとした人間であり、彼からは「僕のカワイコちゃん」と呼ばれている。
第86話ではクァイドゥール時空の影響を受け、スーパーマキシマム『フェイザー』ガールズとしてフェイザーの秘書となっていた。上記の理由でトレモロから雇用されたことを知った際には「私たちを勝手にキャラクターにしてハァハァ言わないでください！」と気持ち悪がっていた。
輝潮 アンジュ
声 - 石川志織
「スーパーマキシマムトレモロガール」の1人。カワイイものが好きでありニャンデスターやディノワに擦り寄るも、本人達からは嫌がられている。
鋼海 リーム
声 - 柚木尚子
「スーパーマキシマムトレモロガール」の1人。
超波 カレン
声 - 森田涼花
「スーパーマキシマムトレモロガール」の1人。

### ロヴィアン盗賊団→ロヴィアンおつカレー団
ゴーハ・ユウナ
「ゴーハ・ユウナ」を参照。
霧島 ロヴィアン（きりしま ロヴィアン）
声 - 楠木ともり
宇宙人居住区のロヴィアン盗賊団を率いるボスである、吟遊詩人の少女。エレキギターとのハイブリッド式のデュエルディスクを持つ。頭には帽子型の宇宙人であるシャポー星人・カモスを被っている。エースモンスターは『風彩のプロフェシーフレーズ』『闘奏のバンディージョ』『極奏のマッハヴァイオ』。或る日突然宇宙人居住区に現れ、歌と「宇宙ポエム」を用いて宇宙人たちを魅了したのち、デュエルポイント制度を制定する。不純な欲望に満ちた「不自由な」デュエルを嫌っており、その様な相手に対しては怒りを表し、髪色が赤く変色して『ガマンが限界モード』に突入する。
第46話ではアースダマーに取り憑かれた人物と疑いを持たれたマナブとラッシュデュエルを行い敗北。途中でマナブと共に遊歩がアースダマーに取り憑かれたことを暴くも、直後にミューダが開けた穴に吸いだされマナブと共に宇宙空間へと放り出されてしまった。その後は遊我に救出されており、第49話ではマナブと共に戦艦ラッシュデュエルに遊我側として参戦した。
第72話からはギャラクシーカップの予選を通過し、決勝戦に駒を進める。決勝1回戦目では主催者枠で参加したユウナと相対し、ラッシュデュエルを開始する。途中、ユウナがダークネスの力に取り憑かれてしまい、大事なデュエルに水を差されたことで『ガマンが限界モード』に突入。新たな切り札「瞬苛闘奏のバンディーヴァ」を召喚するも、罠カードを伏せていたユウナには一歩及ばずにターンエンドを宣言してしまう。しかしこの間に遊飛とズウィージョウにより扉が破壊されたことでユウナが元に戻り、改めてデュエルを再開。「新しいロードを突き進みたい」という想いからロヴィアン盗賊団を脱退する旨を宣言したユウナと本気の戦いの末に敗北した。
第78話ではクァイドゥール時空の影響を受け、何時ものギターではなく小太鼓をぶら下げていた。
第94話では周囲がそれぞれの目標に向けて行動を起こしていたことから一念発起し、UTSにアルバイトとして入社する。この際、髪型をツインテールにしていた。バイトとしてUTSの倉庫の整理をしていた際にギターを発見し、その際に先輩社員であったプリ崎グル美の正体がかつて自身が憧れていたプリンセス吟遊詩人であることを知るも、それを受け入れられぬ怒りからグル美にラッシュデュエルを挑む。序盤はグル美の『プリマギターナ』を駆使した戦術で追い詰められるも、かつての憧れであるプリンセス吟遊詩人の背中を追いかけるのではなく、自らの足で夢を追い続けることを決め、新たな切り札である『華蝶風彩のプロフェシーフレイル』を召喚し、逆転勝利する。その後はプリンセス吟遊詩人に別れを告げ、UTSを去っていった。
第100話ではプリンセス吟遊詩人とのデュエルを経て、カレーポエムに目覚めたことから新たに「ロヴィアンおつカレー団」を結成。アサカが開発したデュエル制御システムの開発に協力した。
第120話ではダマムーの行方を追って現れたゼイエトとラッシュデュエルを行う。新エース『プランドリン・アラモード』を含めたフュージョン・モンスターを3体召喚し追い詰めるも、ゼイエトの新エース『ダークマター・フレイエル・フレイヤー』にエースモンスター3体を破壊されたことで逆転され、敗北。途中、自分が負けた場合は「おつカレー団はダークメンの部下になる」と口にしてしまったことで、それを守る形でおつカレー団はダークメンの傘下となった。
第143話ではルーグと共にタイム・マシーンで戦国時代に飛ばされており、そこに空腹で倒れていた竜宮昂螺司、不破厨にカレーを与えて以降は、翁丁臼の野望を阻止するために彼らと共に行動していた。
霧島ロンドンとは従兄弟であることが第31話でロンドンから語られた。
名字と名前は前作『遊☆戯☆王SEVENS』のキャラクターである霧島ロミンと連想する。第40話でみつ子と共にカレーパンの製造を協力していたが、前作のように調理の不手際でカレーから爆発を起こしてしまった。第50話では遊我が使用した魔法カード「シェア・サモン」の効果でロミンのエースモンスターであった「彩光のプリマギターナ」を召喚し、ロヴィアンが召喚口上を行った。
カモス
声 - 田中貴子
ロヴィアンが被る三角帽子の宇宙人。かつてはプリンセス吟遊詩人が被っていた。
大森 麺ジャブ郎（おおもり めんジャブろう）
声 - 南雲大輔
ちかちか街でつけ麺屋を営む男性。ロヴィアン盗賊団のメンバー。『遊☆戯☆王デュエルモンスターズ』に登場した「仮面」シリーズを模した「火麺」デッキを使用する。エースモンスター「火麺魔汁ツケ・メンディウス」「火麺魔汁マスホド・ヘルシーザー」。
自身が営むつけ麺屋にやってきた遊飛たちを足止めするためにデュエルを挑もうとするも、そこに横やりを入れたマニャとラッシュデュエルを行い、勝利。しかし当の遊飛たちは勝負の合間に隙を見て逃げ出してしまっていた。
第66話からは七星ランラン、ダマムーと共に、ギャラクシーカップの司会進行を務めていた。
名前や容姿は前作『遊☆戯☆王SEVENS』に登場した大森麺三郎に酷似している。
真実 ネツゾー（しんじつ ネツゾー）
声 - 山本智哉
ロヴィアン盗賊団のメンバーだが、ロヴィアンの目を盗んで霧島ロンドンと手を組んでおり、六葉町の宇宙船を起動後、自身はロンドンと共に別の宇宙船で地球外へと逃げて行った。
名前や容姿は前作『遊☆戯☆王SEVENS』に登場した真実バクローに酷似している。
平森 みつ子（ひらもり みつこ）
声 - 小林ゆう
細身の人型をした女性宇宙人。身長は約3メートル。初登場時はフラットウッズ・モンスターをモチーフにしたスーツを着用していたが、数々の戦いを経て現在は修理中。三度の飯より人を驚かせることが大好き。デッキは初期は宇宙都市伝説モンスターを中心としたもので、第41話では爬虫類族を中心としたデッキを使用。エースモンスターは『エリート秘密捜査官 ミステリー』。ズウィージョウが隠れる倉庫に人が近づかないよう、六葉町に幾つかの都市伝説を流布していた。第6話では倉庫内で椅子の姿に擬態していたところ、そこに現れて座られたユウディアスにラッシュデュエルを挑み、敗北。その後はズウィージョウを逃がしたのちにMIKに拘束されたが、実際はチュパ太郎を逃がすためにわざと捕まっており、第10話にて彼と共にMIKから脱獄したのち、ズウィージョウと共に再びユウディアスたちの前に姿を現した。第12話ではズウィージョウの命令でアースダマーの力を解放。この際にスーツを脱いでおり、劇中で初めて本来の姿を現した。第13話ではアースダマーを確保しようとしたMIKに応戦するも、アサカの重騎に為す術もなく蹂躙されスーツが半壊。その後はユウディアスとのラッシュデュエルに敗れたズウィージョウを抱え、何処かへと去っていった。
第24話にて再登場。宙に吹き飛ばされたユウディアスがプリントされたシャツを拾い、ズウィージョウの元に持ち帰った。第30話からはズウィージョウと共にカレーパン専門店『ボイルド・ベーグル・レクイエム』の店員として働いていたが或る日突然ズウィージョウが姿を消し、以後はズウィージョウに一方的な恋心を抱きながら彼のために作った「だんご汁」を作りながら待ち続けていたが、そのズウィージョウが現在はディノワと共に居ることを知り、自身は弄ばれた末に用済みと切り捨てられたと思い込んでからは彼を待つのを止め、自分から会いに行くことを怒りながら宣言。以降はユウディアスたちと同行し、共にズウィージョウが居るベルギャー星に向かう。第49話ではチュパ太郎と共に、戦艦ラッシュデュエルにユウディアス側として参戦。
第57話ではアサカ率いる反乱軍の一員としてムツバ重機のカード製造プラントを攻め入るも、エナジーこぴこにラッシュデュエルで敗北し、カード化されてしまった。「カードの世界」では3メートル級の巨大な猫と化している。
第64話ではユウディアスがフェイザーに勝利したことで、元の姿を取り戻した。
第72話からはギャラクシーカップの予選を第3位で通過し、決勝戦に駒を進める。1回戦目では「宇宙ロマンスデュエル詐欺野郎」と呼ぶまで憎しみを抱いていたズウィージョウと対戦。途中までは劣勢であったが、みつ子自身も入れた覚えがない『ダークネス・サンサーラ』のカードの力で自身の凶暴性が増し、新たなフュージョンモンスター『秘密捜査長官ミスフォーチュン』を召喚。ズウィージョウをLP100まで追い詰めるも、「ヴォイドアルヴェルグ・パンドーラ」に装備カードを加えた戦術に逆転負けを喫する。『ダークネス・サンサーラ』の力で内なる記憶が呼び覚まされたことと、ズウィージョウからの言葉で妄想が膨らんだことで改めて彼に恋慕を抱き許そうとするも、その目的がダークネスカードのデータ収集であったことを理解した瞬間に穴に落とされ、再びズウィージョウへの恨み節を叫びながら脱落していった。
第84話では同じ3メートル宇宙人である籠たま子と共に、遊歩＆エポックとタッグデュエルを行い、敗北。他の面々と同じくクァイドゥール時空の影響を受け、ズウィージョウのことを忘れていたが、デュエル敗北後に記憶を取り戻した。
第98話では消滅寸前のディノワを救助したのち、共にズウィージョウの元へと駆け付ける。ディノワと共にズウィージョウの戦いを支えたのち、2人の消滅を看取った。
第120話ではユウディアスからズウィージョウが蘇ったことを知らされるも、再会した際に声をかけたら無視されたことで、復活したズウィージョウは「2代目」とし、別人と割り切って再び憎しみを燃やしていた。
第125話ではたま子と共に喫茶店にカレーを届けていた所で遊飛とゼイエトに遭遇。たま子から2人がデートをしていると耳打ちされたことで赤面するも、ゼイエトの一人称である「我」という言葉からズウィージョウを思い出し、カレー鍋を掻きまわしながら憎しみを燃やしていた。
その後も寄りを戻すことはなく、最終話ではズウィージョウが戦国時代に残るも、みつ子はたま子と共に未来へと帰っている。
ジャージ・デビルズ
声 - 黒田崇矢（ジョージ）、外崎友亮（ジョウゲ）、夏目響平（オフルノ）
地下の宇宙人居住区の住人である、ジャージー・デビルを模した宇宙人の三兄弟。宇宙の外れのそのまた外れの外れにあるとされるジャージデビル星の出身。エースモンスターはジャージを着用した「カオス・ソルジャー」である『カオス・ソルジャージ』。宇宙人居住区にやってきたユウディアスたちにゴーハ・ユウナの行方について尋ねられ、勝ったら教えるという名目でラッシュデュエルを行うも、敗北する、その後、ユウナの居場所については知らなかったが、情報屋が居ることとロヴィアン城についての情報を提供した。喧嘩っ早いが、「デュエルをすれば皆友達」という理念を持っており、ロヴィアン城に向かおうとするユウディアスたちの身を案じるなど、根は善人である。
フィッシャー・須海（フィッシャー・すかい）
声 - 野島健児
地下の宇宙人居住区で情報屋をしているスカイフィッシュ。語尾に「スカ～イ」と付けるのが特徴。エースモンスターは『スカイフォッシル・アノマロカリス』。普段は数十匹のスカイフィッシュの姿で空中を超高速で飛来しており、姿を現さないが正体を明かす際は集まって合体し、トレンチコートを着た青年の姿になる。地下でゴーハ・ユウナの調査をした後に地上に帰っていくユウディアスたちの後を付け、遊飛に地下の調査に行かないように唆していた。その後は遊歩とUTSの面々が仕掛けた鏡張りの部屋の罠に引っ掛かり、その正体を現した。その後、ユウナの情報をかけて遊歩とラッシュデュエルを行い、敗北。ユウナの行方については知らなかったが、彼女が宇宙人地下居住区の中で見つからなかったことから、地下の中枢にある城である『パーロン城』にいる可能性が高いことと、そこへ行くにはポイントを貯めなくてはならず、早急に貯めるのにおすすめの場所である「ゴロッセオ」について教えた。
第35話では霧島ロンドンと協力し、スカイフィッシュの姿で彼の服の中に潜み、ザ☆ルーグが持っている箱の中身を暴いた。
第57話ではロヴィアンに呼び出され、今までのことを謝罪されたのちにMIKの内部調査の依頼を受ける。その後の調査の末、竜宮フェイザーの秘密を得るも、フェイザーの弟であるトレモロに捕縛されてしまった。
第120話では遊歩の下に現れ、ダークメン達にダマムーの居場所を教えたことからおつカレー団の面々からは裏切られたと思われていたが、実際はロヴィアンがダークメンを誘い込むための作戦であり、裏切ってはいなかった。しかしその作戦は遊歩に読まれており、スカイフィッシュの姿で囚われの身となってしまった。
ヴィーナス・ガニ子（ヴィーナス・ガニこ）
声 - 森永千才
ゴロッセオで受付係と進行を務めている、大きなハサミを持った女性宇宙人。遊飛にラッシュデュエルで負けたノムラトダマスが彼を武力行使しようとした際には、取り押さえたのちに片手で場外に投げ飛ばすなど、腕っぷしも強い。同じ容姿をした姉が2人おり、そちらはデュエルパワーを失った者をゴロッセオから追放する役割を担っている。
大会終了後は姉たちと共に、地球の美容院で美容師として働いている。
容姿は前作『遊☆戯☆王SEVENS』のキャラクターである「宇宙子」シリーズに酷似している。
籠 たま子（かご たまこ）
声 - 川澄綾子
みつ子と同じ3メートル宇宙人の女性。通称「バスケゴール子姉さん」。エースモンスターは『秘密基地守護神ミスショット』。「働かないためなら何でもする」という信条を持つ無職であり、普段は趣味でバスケットゴールのふりをして子供を驚かせている。
空腹だった際、遭遇したエポックが持っていたカレーパンを賭け、その場にいたみつ子と組み、遊歩&エポックとタッグデュエルを行い、敗北する。遊歩からは働きたくない性格はクァイドゥール時空の影響によるものだと思われていたが、元に戻った際も特に変わっていなかった。
その後は『ロヴィアンおつカレー団』に入団しており、第125話ではみつ子と共に喫茶店にカレーを届けるなど、働いている姿を見せている。喫茶店で遊飛とゼイエトに遭遇した際には「デートしている」と2人をからかって楽しんでいた。その後UTSに現れ、遊飛とゼイエトがデートをしていたホラ話を告げた後に、マナブにQRコードが描かれたバスケットボールを投げつけた。
第132話ではゼイエトとラッシュデュエルを行っていたディノワの下にみつ子と共に現れ、今のズウィージョウは前の慕っていた頃のズウィージョウとは違うということを教えた。

### ルーグ大王とその配下
ザ☆ルーグ
声 - 八代拓
「恐怖の大王」と恐れられているホッキョキュー星雲のザ☆大王。全身が氷のような肌が特徴。銀河中で流行している長寿連載漫画「宇宙さん」の原案担当。遊歩と同様のドラゴン族を中心としたデッキで、エースモンスターは「ザ☆ドラギアス」「ザ☆ドラギアスター」。宇宙を旅しながら地球へなんとなくやってきた。デュエル初心者でありながら、ロヴィアンを倒した天才的なセンスを持つ。デュエルに負けた相手には労いの気持ちを込めつつ、箱の中に入った「ものすごく面白くない漫画の原稿」を見せて、氷漬けにしてしまう。この力に関してルーグ自身は無自覚であり、「宇宙さん」に関しても漫画担当の銀河漫画集団プロにより一般層に向けてだいぶ改変を受けていることも知らずにいた。遊歩とザ☆イエティ雪男のデュエル後は自身の漫画が「危険なもの」と自覚し原稿を見せるのを止める様になるも、直後に現れたズウィージョウからストレートに「お前の漫画はつまらない」という真実を伝えられてしまったため発狂し、力を暴走させてしまう。その直後、暴走を止めるためにユウディアスとユウナにタッグデュエルを挑まれ、2人で来るならと2体に分身し、2人を追い詰めるも、途中でユウナと交代した遊我とユウディアスのコンビに敗北。その後は自身の行いを反省し、各惑星の氷漬けを解除するための贖罪の旅に出た。
第49話では遊我と共にユウディアス側に参戦。ダマムーと戦艦ラッシュデュエルを行う。
その後は宇宙船となった六葉町が地球に帰還するのを見守った直後に油断した隙を突かれ、ザイオンによってマッサージチェアにされてしまい、シューバッハを通して上城家の屋敷に届けられた。以降はマッサージチェアの状態でユウディアスたちの動向を見守っている。
第78話ではクァイドゥール時空の影響を受け元の姿に戻っていたが、虚構の世界から脱出した際はマッサージチェアの姿に戻っている。第93話ではザイオンが能力を取り戻したことで、家具から元の人間体の姿に戻った。
第100話ではロヴィアンが発足した「ロヴィアンおつカレー団」の一員として登場。ロヴィアンのカレーを一足早く頬張っていた。
第122話では新人漫画大賞の〆切りが迫る中で作業を進めていた所、そこに現れたゼイエトがインクにダークパワーを注入した影響を受け、作画作業を手伝わせるために上城ギヤカンパニーの社員全員の作業を無理やりストップさせるなどして暴走するも、それを止めるために現れたユウディアスによりデュエルに敗北したのち、元の意志を取り戻した。その後はエポックの歯車と自身の漫画を合体させた新製品「漫画が描かれた歯車」を開発。注文が殺到する程のヒット商品となった。
第126話では、ユウディアスが遊歩とのラッシュデュエルをしている最中、エポックやマナブと共に月面に位置する「死者蘇生」のデュエルシステムを止めるために協力していた。
第143話ではロヴィアンと共にタイム・マシーンで戦国時代に飛ばされており、そこに空腹で倒れていた竜宮昂螺司、不破厨にカレーを与えて以降は、翁丁臼の野望を阻止するために彼らと共に行動していた。
名前と容姿は前作『遊☆戯☆王SEVENS』のキャラクターである「上城龍久（ルーク）」に酷似しているほか、エースモンスター「ザ☆ドラギアス」と「連撃竜ドラギアス」も酷似している。第50話では遊我が使用した魔法カード「ミラクル・コピーカメラ」の効果でルークのエースモンスターであった「連撃竜ドラギアス」を召喚し、ザ☆ルーグが召喚口上を行った。
最終話では未来へと戻り、ザ☆模型田ムベンベとチュパ太郎と共に漫画を描いていた。
ザ☆セツリ / ザイオン
声 - 松岡禎丞
全身を覆う衣装とゴーグルを身に着けたミステリアスな少年。表向きは巨大な宇宙船に潜む恐怖の大王様に仕える参謀を演じているが、裏では他の宇宙人たちと協力し、ザ☆ルーグの力を暴こうと暗躍していた。
その正体は格安宇宙家具屋「セツリ」の代表である「ザイオン」。エースモンスターは『スペース・ユグドラゴ』『ディープスペース・ユグドラゴ』。元々はとある惑星で売り上げと新商品の開発に日々悩む家具屋を営んでおり、ある日、公園で拾った上城家が開発した歯車を開発に組み込んだことで新作の家具の開発に成功するも、上城家からは歯車の輸入を断られてしまい、さらにザ☆ルーグの襲撃を受け、惑星ごと会社を氷漬けにされてしまう。以後はルーグの部下として行動し、やがてユウディアス達のおかげでルーグが改心したことで会社が氷漬けから解放されるも、氷漬けにされていた間にすっかりブームが廃れてしまっていたことから、上城家とルーグに復讐心を抱く。その後、クァイドゥールの暗躍によりカマボコと歯車を間違えて体内に入れさせられたことで、人間を格安家具に変えてしまう能力を手に入れる。その能力を用いて、不意を突く形でルーグやラッシュデュエルで負かしたトレモロとディノワをそれぞれ家具にした。その後、上城家を襲撃し執事であるアルフレッドを能力で家具にしたのち、現当主であるエポックを手にかけようとしたところをユウディアスに阻止されたのち、ラッシュデュエルを挑まれ敗北する。ユウディアスにトドメを刺された瞬間に歯車を体内から吐き出したことで能力を失ったのち、上城家に謝罪した。
第80話ではクァイドゥール時空の影響を受け、自身の経営する宇宙家具屋『セツリ』が全宇宙88億店舗にまで事業を拡大したという虚構の世界に囚われていた所に現れた遊飛にラッシュデュエルを挑まれ、敗北する。遊飛はラッシュデュエルを通して現実に気づかせようとしたが、実際はザイオン自身も『セツリ』の事業拡大がクァイドゥール時空が見せていた幻想であることには気づいており、遊飛とのラッシュデュエル後は、この幻想を何時かは現実でも叶えることを夜空の下で誓った。
第93話では行方不明となっていた上城家の歯車が見つかったことから、自身が家具にしたトレモロとディノワに「いい加減に元に戻せ」と詰められ、断りつつそこに相席していたルーグにラッシュデュエルを挑む。最初はルーグへの復讐心に囚われ一方的に追い詰めていたが、家具にされながらもデュエルを楽しむだけでなく、ザイオンの家具センスを評価していたルーグの言葉を受け、上記の能力がクァイドゥールによる罠だったことに気づき、復讐心を捨てた純粋なデュエルでルーグに勝利。その後は自ら歯車を飲み込んだことで能力を取り戻し、ルーグ達を元の姿に戻した。その後、この能力はクァイドゥールが新たな遺跡を造らせるために与えた能力であったことを話し、壊れた遺跡をファンシーケースに入れて修繕しようとしたが、遺跡は家具ではなかったことから、直すことは叶わなかった。
第100話ではロヴィアンが発足した「ロヴィアンおつカレー団」の一員として登場。「デュエル制御システム」の開発に協力した。
第130話ではゴーハ・コーポレーションの協力を経て「セツリ」を全宇宙888億店舗に展開する夢を果たすも、幼少の頃に思い描いていた自分のロードとは剥離していたことから思い悩むようになる。ユウディアスがマナブ達を収容する反乱分子収容施設に訪れた際には、管理人として阻止するためにアサカとラッシュデュエルを行う。途中、ユウナが「デュエルID管理システム」を使用して妨害させられるも、それを自らが作った旧式の試作ディスクで打ち破るアサカの姿を見たことで迷いが吹っ切れ、デュエル敗北後、自ら「セツリ」を辞める宣言をしてゴーハから離反。反乱分子収容施設も開放した。
最終話では、セバスチャンに似た座椅子を作っていた。
容姿は前作『遊☆戯☆王SEVENS』のキャラクターである「西園寺ネイル」に酷似するほか、使用するエースモンスターも酷似している。
執事
声 - 多田野曜平
第80話で登場したザイオンの執事。ザイオンがクァイドゥール時空の影響を受けた際に生み出された幻影であり、彼がクァイドゥール時空から抜け出す時にはまた未来で会うことを約束し、消えていった。
最終話ではザイオンが後のセバスチャンに似た座椅子を作っていた。
声優を務めた多田野は、前作『遊☆戯☆王SEVENS』において西園寺ネイルの付き人である「セバスチャン」役を務めていた。
ザ☆模型田ムベンベ（ざ・もけいだむべんべ）
声 - 岩崎諒太
恐竜型の宇宙人。プラモデル作りが趣味。プラモデルについて語る際は普段のおっとりした口調から一転し、流暢に喋る。エースモンスターは「ダイナキット・フルスクラッチラノ」。ラッシュデュエル大会・2戦目の刺客としてマニャと対戦するも敗北。デュエル後、同じくプラモデル好きである遊飛と意気投合し一緒にプラモデルを作ろうと約束するも、直後にザ☆ルーグによって氷漬けにされてしまった。
第126話にて久しぶりに登場。常に行動を監視していたユウナの目を欺くために、エポックやマナブ達の精巧なプラモデルと、六葉町のジオラマを作成していた。
ザ☆イエティ雪男（ざ・いえてぃゆきお）
声 - 世界（FANTASTICS from EXILE TRIBE）
雪男型の宇宙人。かつて脇役ながら宇宙劇団に所属していた過去から、自分の演技に絶対の自信を持っているが、実際は台詞が棒読み＆動きが仰々しいなど、周囲に一目見られただけでも伝わるほどの大根役者。ラッシュデュエル大会・4戦目の刺客として遊歩と対戦。お互いに「ザ☆ルーグの漫画はつまらない」と遠回しに伝える様に使用カード名などを通して伝えようとするも、結局ルーグ本人には伝わらないまま敗北した。だが「宇宙さん」へのアピールが伝わったのか、ルーグ自身が漫画を見せることを止めたためこの場では氷漬けからは逃れられるも、その後は彼の力の暴走に巻き込まれ、氷漬けとなってしまった。

### ベルギャー星人
「創造主」により、宇宙に広がる無数の銀河をモデルに作り出された種族。胸にはそれぞれモデルとなった銀河を宿している。
元より作り物の生命であることから寿命が短く、また、自身に内包するエネルギーを多く使いすぎると消滅してしまう。
アースダマーの源となるダマムーがダークメンとのラッシュデュエルした影響で最大8体まで分裂し元の1人になるまでの過程によって、109話では最初にズウィージョウが復活を遂げた。139話でユウディアスが膨大のアースダマーの力を所有するオーティス（遊飛）とラッシュデュエルに勝った影響でダマムーが数えきれない程の大量に分裂したことで多くのベルギャー星人を復活を果たした。
ユウディアス・ベルギャー
「ユウディアス・ベルギャー」を参照。胸に宿す銀河は「天の川銀河」。
バリベルギャー
「バリベルギャー」を参照。
ズウィージョウ・ズィル・ベルギャー
「ズウィージョウ・ズィル・ベルギャー」を参照。
ディノワ・ベルギャー
声 - 夏吉ゆうこ
小柄な少女の容姿をした女性宇宙人。ズウィージョウの右腕にして参謀を務めている。エースモンスターは「ヴォイドアルヴ・ヘヴンスター」「ヴォイドアルヴ・ウォータートル」。智略に長けており、ベルギャー星人の中で彼女の名を知らぬ者は居ない。ズウィージョウの命令でユウディアスたちの監視をしていた所、マナブに見つかったことで姿を現す。その後、ズウィージョウの行方を教えてもらうために名乗り出たみつ子とラッシュデュエルを行い、序盤はモンスターと罠カードのコンボで追い詰めるも、デュエル中にみつ子に自身とズウィージョウの部下としての扱いの差を示唆させる発言を繰り返したことで彼女の怒りを買い、逆転され敗北する。敗北後はみつ子にズウィージョウの居場所を問い詰められ、ベルギャー星にいることを捨て台詞のように吐いて逃げていった。なおこの際、合羽井テルの研究データをまとめた書類を彼のラボから盗み出し、のちに復活したズウィージョウに渡している。
第58話からはズウィージョウと共に地球に同行している。
第62話では両耳に付けていたテントウムシ模様のヘッドセットが、ディノワ本人が知らず知らずのうちにテントウムシがトラウマである遊我を縛る枷となっていたことが明かされた。
第69話では誰にも言わず一人でMIK屋上付近まで来たトレモロの後を付け、何か隠し事をしていることを察したことから、彼に勝ったらフェイザーの隠し事を公表することを賭け、ラッシュデュエルを行う。トレモロのマキシマム・モンスター『デヴァスター・オケアビス』の効果を生かした戦法で追い詰められるも、自身のモンスター『ヴォイドアルヴ・ヘヴンスター』の効果ダメージを装備カードで増幅させ、トレモロのライフポイントを削り切る形で勝利する。この際に宇宙から落下してきたザイオンのファンシーケースから、トレモロガールズを身を挺して守ろうとしたトレモロを『ヴォイドアルヴ・ヘヴンスター』の攻撃で吹き飛ばす形で支援した。しかしその後現れたザイオンにラッシュデュエルで敗北したことで、勉強机に変化させられてしまった。
第72話ではギャラクシーカップの決勝戦にて自身のエースモンスター『ヴォイドアルヴ・ヘヴンスター』を譲渡し、机の姿のままズウィージョウのサポートを務めていたが、それを鬱陶しく思ったみつ子に物理的に吹き飛ばされてしまった。
第82話ではクァイドゥール時空の影響を受け「『ボイルド・ベーグル・レクイエム』でアルバイトをしている自分」という精神世界にミューダとズウィージョウを閉じ込めていた。表向きでは働き者を演じているが、内心では『ボイルド・ベーグル・レクイエム』を乗っ取り、自身が店長となって『ボイルドあんパンヘブンスター』を出店しようと企んでいた。みつ子を店から追い出し、デスソース入りのカレーパンでミューダとズウィージョウを追い詰めるもズウィージョウに店長の座を賭けたラッシュデュエルで敗北。精神世界が破壊されたのちに元の姿（家具）を取り戻した。
第93話ではザイオンが能力を取り戻したことで、家具から元の人間体の姿に戻った。
第97話ではズウィージョウの命を受け、ミューダと共にデュエルロボを奪うためにMIKに現れる。直後、それを阻止しようとした遊飛たちにデュエルを挑まれる。直前にズウィージョウがエネルギーを使いすぎて身体がペラペラになりかけたのを見ていたことからデュエルを受ける事を躊躇するも、使用するエネルギーの負荷を減らすためのミューダの提案でタッグデュエルという形でデュエルを受ける。途中、ミューダがエネルギーを使いきり消滅してしまうも、ベルギャーの戦士としてミューダの遺志を継いでデュエルを続行。ミューダのエースモンスターである「麗鳥星条禽ストライプ・イーグル」と自身のエースモンスター「ヴォイドアルヴ・ヘヴンスター」とのフュージョン・モンスター『ヴォイドアルヴ・スターストライプ』を召喚し、遊飛と遊歩に勝利する。実はズウィージョウから受けた本当の命令はデュエルロボの奪取ではなく、遊飛たちをユウディアスから引き離すことであった。その後、ズウィージョウは誰の邪魔も介さず、田崎に閉じ込められたユウディアスとダマムーの元に辿り着くことが出来たため、遊飛たちの元を去りながら「任務完了」と呟いた。その後は全身がペラペラの状態になり宇宙船から落ちたところをみつ子に救われ、ズウィージョウの元へと駆け付ける。みつ子と共に残りのエネルギーを懸けてズウィージョウを支えたのち、彼と共に消滅した。
その後、ダマムーが8人から1人に戻った影響を受け、第132話にて復活。再びズウィージョウの元へと駆け付けたところ、そこに介入してきたゼイエトとラッシュデュエルを行う。途中、何度も呼びかけるも意に介さないズウィージョウに不安を覚える中、そこに現れた籠たま子からズウィージョウは1度消滅して蘇ったことから人生観が変わったことでダークマター側に付いてしまったことを告げられ心が折れかけるも、涙ながらに立ち上がり新たなエースモンスター『ヴォイドアルヴ・スターメイフライ』をフュージョン召喚し、ゼイエトに勝利する。
最終話ではユウディアスやズウィージョウ、他のベルギャー人と共に戦国時代に残り、他次元のオーティス達とラッシュデュエルで戦った。
ミューダ・ベルギャー
声 - 小林竜之
ディノワと同様にズウィージョウの右腕を名乗る、端正な顔立ちをした青年の姿をした男性宇宙人。超音波を操る。使用デッキはイケメンのモンスターを中心に構成されている。エースモンスターは「麗鳥星条禽ストライプ・イーグル」。地球のMIK本部に保管されていたアースダマーを奪うため、新入職員として潜入するもMIK側には既にバレていたことから正体を現し、ランランに挑まれる形でラッシュデュエルを行う。デュエルでは敗北するも、途中でランランがアースダマーに身体を取り込まれたことから、彼女をお迎えに来たという体でアースダマーの回収に成功した。
その後はアースダマーの意志の元にランランと共に宇宙空間を彷徨った末に、宇宙船・六葉町に不時着した。この際にMIKに拘束されるも隙を見て逃げ出し、小型宇宙船を奪って脱出しようとするも、ガニ子に阻止されたことで失敗に終わる。その後、自身が開けた穴にガニ子が施した補修材に身を潜めていた所、ダマムーによって遊飛たちと共にベルギャー星に連れていかれた。
第58話からはズウィージョウと共に地球に同行している。この際にディノワと共にマナブを子分としてこき使っていたが、第67話では逆にマナブに負けてしまったことで、彼の子分となってしまっていた。
第82話ではクァイドゥール時空の影響を受け『ボイルド・ベーグル・レクイエム』でアルバイトをしていた。端正な顔立ちを利用し集客に貢献していたが、ディノワが仕込んだデスソース入りカレーパンを食べてしまい、唇を大きく腫らしてしまった。
第97話ではズウィージョウの命を受け、ディノワと共にデュエルロボを奪うためにMIKに現れる。直後、それを阻止しようとした遊飛たちにデュエルを挑まれる。直前にズウィージョウがエネルギーを使いすぎて身体がペラペラになりかけたのを見ていたことから、出来るだけ使用するエネルギーの負荷を減らすためタッグデュエルを提案した。しかし途中、大ダメージを受けたことでエネルギーを使いきり、ディノワに自身のエースモンスターである「麗鳥星条禽ストライプ・イーグル」を託し、消滅した。
第139話で大量に分裂したダマムーを経由して復活し、第145話でディノワと共にズウィージョウが元の時代に帰ってくるのを信じて待つことにした。
最終話ではユウディアスやズウィージョウ、他のベルギャー人と共に戦国時代に残り、他次元のオーティス達とラッシュデュエルで戦った。
デュッティ・ニーショウ
声 - 新垣樽助
デュッティ・デュッカスの司令官。髪、目、服などの色が全て左右非対称である壮年の男性。「どっちにしよう」が口癖であり、物事を決める際には必ず長考し、「デュッディ・モ・デュッディーモ空間」（後述）を発動させてしまう優柔不断な部分がある。ただし迷いながらも最後には必ず正しい判断を下している。エースモンスターは「超冥帝竜ジュゲムジュゲム」「アルカナイカフォース・ドッチツカーズ」。ユウディアス達がデュッティ・デュッカスに侵入してきたことで、六葉町に大量のデュッティ・デュッカスの戦士たちを送り込む。その後、戦士たちを退けて艦隊に侵入してきたユウディアスに協定を賭けたラッシュデュエルを挑まれた。最初はデュッディ・カキ・メーテ（全自動コイントス装置）を使用しつつ、色々と迷い悩みながらデュエルを進めるも、自身が今までのラッシュデュエルの経験を通して迷いを振り切ってきたことをユウディアスに言われたことから悩みすぎることを止め、「デュッディ・カキ・メーテ」をチョップで破壊した後、自らの手でコイントスを行い表を引き当てたことから「アルカナイカフォース・ドッチツカーズ」の効果を発動し、ユウディアスに逆転勝利する。その後、ラッシュデュエルの楽しさを教えてくれたお礼からユウディアスの意思を信じることを決め、彼との協定を結んだ。
第63話ではズウィージョウの依頼を受けたシューバッハにより地球に送り届けられ、直後に発生させた「デュッディ・モ・デュッディーモ空間」により、竜宮フェイザーを宇宙ドラゴンの姿に変化させた。その後は役目を終えたからか、ディノワの命で再び宇宙に送還された。
第90話ではユウディアス、クァイドゥール同様に胸に銀河を宿していることが判明している。その後は他の仲間たちと共にユウディアスに協力した。
第95話ではデュッティ・デュッカスの兵たちが消滅していく中、身を案じた兵たちによりシューバッハを通してコールドスリープの状態で地球に送り届けられるも、田崎とアサカのラッシュデュエル中に目を覚まし、自身の行動が無意味なのかどうかと迷っている田崎に「迷うということは立ち止まることではない。心の底から本気で迷ったなら、それは大きな前進だ」と激励の言葉を送り、消滅した。
第139話でユウディアスがオーティス（遊飛）とラッシュデュエルに勝った影響で莫大に分裂したダマムーを経由して復活し、第145話で再登場を果たした。
最終話ではユウディアスやズウィージョウ、他のベルギャー人と共に戦国時代に残り、他次元のオーティス達とラッシュデュエルで戦った。
クァイドゥール・ベルギャー
声 - 木村昴
ベルギャー人の青年。見た目はユウディアスのカラーリングを金色に変えた容姿をしている。エースモンスターは『トランザム・プライム・アーマーノヴァ』『トランザム・プライム・フルアーマーノヴァ』。扉の力を用いてのカード化、ダークネスカードなど一連の騒動を引き起こした全ての黒幕。その正体は創造主オーティスが最初に造り出したベルギャー人であり、胸には『アンドロメダ銀河』を宿している。出生後、創造主が語っていた「ラッシュデュエル」という物に興味を持ち、自らの寿命が永くないことを自覚していたため、彼が旅立った後にズウィージョウの宇宙船に乗り込んで各惑星を周る。この際、氷漬けにされたニャカヨシ星に降り立った際に『カードがどういう形をしていたか』を確かめるという理由だけで、子供の頃のニャンデスターを自身の能力でカード化している。
ズウィージョウの宇宙船が地球に降り立ち、ラッシュデュエルの可能性を知った後はベルギャー星に戻り、ベルギャー星の同胞に扮してユウディアスを裏から暗躍して動かし、最後に自身が仕込んだダークネス・カードの力でユウディアスをギャラクシーカップで優勝させることで、全宇宙の生命体の人心を掌握し、自身の駒として意のままに動かす「カルティオス計画」を目論んでいたが、その狙いに気づいていたユウディアスが逆に自分に取り憑き、その後、遊飛がデュエルに勝利しギャラクシーカップで優勝したことで、計画は潰えることになった。
しかし続く第78話では新たな計画「クァイドゥール時空」を始動させ、六葉町ごとユウディアス達を虚構の世界に閉じ込めた。
第85話ではクァイドゥール時空に閉じ込めた遊飛たち含む40名をそれぞれのエースカードに基づいてカード化し、構成されたデッキでユウディアスにラッシュデュエルを挑み、勝利する。この際、ギャラクシーカップ決勝戦の時点から遊飛たちの意識をクァイドゥール時空に閉じ込め、ラッシュデュエルを用いて銀河中の生命体をカード化して自身の支配に置く計画を進行させていたことが判明した。
この時点から寿命が近いことを自覚しており、ユウディアスとの再戦時では自身の敗北を悟った瞬間、自身の命を永らえるためにユウディアスを取り込もうとするも、自己を厭わず受け入れようとしたユウディアスの優しさに触れたことで、合体を諦めることを選択。死に際に創造主と再会し、抱き合いながら消滅していった。消える直前、ユウディアスには『自分だけではなく、全てのベルギャー人に最期の時が近づいている』ことを言い残している。
しかし実際には消滅しておらずユウディアスの身体の中で生きており、第115話にてダマムーが8体から1体に戻ったことがきっかけとなり復活。遊歩にトドメを刺すことを躊躇っていたユウディアスと精神を交代する形で再登場し、遊歩にトドメを刺してラッシュデュエルに勝利する。その後もユウディアスの精神の中に潜んでおり、彼と精神を交代する際はユウディアスの意志に関係なく交代している。
第139話ではオーティス（遊飛）とラッシュデュエルを行っていたユウディアスのデッキに予め魔法カード『ディスカルマ・リチュアル』を仕込んでおり、彼の勝利に貢献した。この際、ユウナの機械で無理やり分離されかけられた影響からか、身体がペラペラになっていた。
最終話では敗れたオーティスを回収し、創造主である彼と共に生きる道を選んだ。

### ダークマター帝国
ユウディアスたちがゴラドニウム鉱山惑星に不時着した際に出会った「ダークメン」と呼ばれる種族。サビュアスによれば宇宙人ではないらしい。ニャカヨシ星の秘密の部屋で発見したデータによれば、帝国が誕生したのはユウディアスたちがニャカヨシ星に辿り付く1ヶ月前。第115話にて誕生の経緯が明らかとなり、その正体はダークマター空間（ベルギャー星）に不時着した遊歩の手によりダークパワーとうどん（メン）を掛け合わせて作られた存在であった。影から出来ているためか姿形を自由自在に変えることが出来、普段はクロヒョウの姿をしており、ラッシュデュエルを行う際は人型の姿に変化する。好物は黒いお餅と醤油。各ダークメン全員のデッキテーマは「ダークマター」であり、ダークマイスターを除き、エースモンスターとして『ダークマター・エニグマータ』を使用する。
第138話ではサビュアス、ブリュエア、ゼイエト、フカムラの4人が、ゴーハ・ユウナが起こしたタイム・マシーンの暴走から遊歩を庇って過去の時代へと飛ばされ、続く第139話ではオーティス（遊飛）とユウディアスのラッシュデュエル後、ダークパワーを完全に吸収したオーティスが敗北したことにより、全てのベルギャー人が復活。その影響により、ダークマター帝国と一部を除く多くのダークメンが消滅することになった。
第143話ではタイム・マシーンで戦国時代に飛ばされたサビュアス、ブリュエア、ゼイエト、フカムラの4人が登場。ブリュエア以外は記憶を無くしており、翁丁臼（オーティス）の部下として行動している。続く第144話では原因は不明だが、クヤムヤが復活していた。
最終話では全員、未来の時代へと帰り、UTSの従業員として働いている。
ダークマイスター
声 - 福島香々
ダークマター帝国・皇帝。「フュージョン」の魔法カードを使用せずに融合召喚を行う「コンタクト・フュージョン」の使い手。エースモンスターは『ダークマター・ドラゴン』『ダークマター・エンペラー・ドラゴン』『ダークマター・ギャラクシー・ドラゴン』。部下であるダークメン達にユウディアスとデュエルをするように仕向けたり、部下の1人であるフカムラやズウィージョウにバリベルギャー内で保管されていたカレーパンを手に入れるように命令を出すなどして暗躍している。第109話にてその姿を現し、ダークマター帝国内で復活したズウィージョウとラッシュデュエルを行い、勝利する。
第111話ではズウィージョウが目的のカレーパンを持って帰ってきたものの、カレーパンを割ってみた際に目的のカレーパンと違っていたからか、1人苦虫を噛んでいた。
第114話ではダークマター帝国に突入してきたユウディアスとラッシュデュエルを行い、代わりにダメージを受けていたクヤムヤを庇う形で遊飛たちの前で自らの正体を明かした。
正体とその後の経緯については「王道遊歩」を参照。
サビュアス
声 - 速水奨
ダークマター帝国で生まれたという「ダークメン」のひとり。人型の際は中世的な青年の姿をしている。エースモンスターは『ダークマター・エニグナイト・ズウィーガー』。ユウディアスたちの前に現れる前には宇宙空間でクロヒョウの姿で宇宙船の後を追っていた。「わ（私）」「き（君）」など、二人称を略して呼ぶ。デュエル中にトイレを我慢する遊飛を見て恍惚に浸るなど悪趣味な性格だが、約束事はきちんと守る。
第110話ではズウィージョウが他のダークメン達を差し置いてダークマイスターから頼み事を受けていた場面を目撃したことから、彼を出し抜くためにカレーパンを求めて再びユウディアスたちの前に現れる。その後はエポックとラッシュデュエルを行い、敗北する。途中でエースモンスターを召喚する際の口上がズウィージョウと似通ったものとなっていたことからユウディアス達に不思議がられており、サビュアス自身もデュエルに敗北した後にはそれを自覚し、1人微笑んでいた。
第118話ではアサカの罠に誘い込まれる形でムツバ産業の工場跡に現れ、死者蘇生のカードを賭けてユウディアスとデュエルを行うも、敗北した。
ブリュエア
声 - 沖野晃司
「ダークメン」のひとり。人型の際は中世的な青年の姿をしている。「ママ」という言葉の響きをこよなく愛し、『ダークマター』も『ダークママー』に変換して喋る。ニャカヨシ星に現れた際にはニャンデスターに「俺のママになって欲しい」と詰め寄り、そのまま彼女とラッシュデュエルを行う。デュエルの途中、ニャンデスターが自分と同じく「独りぼっち」であることを告白したことでニャンデスターの精神を揺さぶるも、デュエルで優勢であったことから調子に乗り、自分には9人のママが存在することを打ち明けたことでニャンデスターの怒りを買い、そのまま逆転され敗北した。
ゼイエト
声 - 田所あずさ
「ダークメン」のひとり。人型の際はツインテールが特徴的な少女の姿をしている。「押忍」が口癖の自称「応援団長」。気が弱く、すぐにネガティブ思考に陥ってしまうが、募った不安が積載量を超えるとネガティブ思考が振り切れ、自身を応援し鼓舞して気合を入れなおす。サビュアス、ブリュエアが敗北したことからニャカヨシ星の秘密の部屋の扉の前でユウディアスたちの前に立ちはだかり、ユウディアスとラッシュデュエルを行い、敗北する。自身に勝利しながらも「楽しいラッシュデュエルだった」と敵味方関係なく敬意を払い、手を差し出してきたユウディアスと握手を交わした。
第120話ではダマムーの行方を賭けて、ロヴィアンとラッシュデュエルを行う。途中、ロヴィアンが強力なエースモンスターを次々と召喚したことで追い詰められるも、新エース『ダークマター・フレイエル・フレイヤー』を召喚し、逆転勝利する。この際、故事成語を操るようになるが、これに関してフカムラはデュエルを通して自身を含めてダークメンに知恵のようなものが生まれた影響ではないか、と分析している。
第122話では新人漫画大賞の〆切りが迫る中で作業を進めていたルーグ大王の下を訪れ、ダークマター帝国への協力を求めるも拒否される。帰り際、ルーグが使用していたインクにダークパワーを注入したことで彼を暴走させるも、ルーグの氷漬けの能力に巻き込まれて凍ってしまった。
第125話では遊飛に「肩パッドがダサい」と指摘したことで、遊飛が自分のダサさに危機感を抱かせるきっかけを作った。その後は遊飛に連れ出される形で彼とアパレルショップ、喫茶店、カードショップを巡った。カードショップでは同じくカードを買いに来ていたサビュアスとズウィージョウに遭遇し、遊飛の奢りでカードパックを購入。目当てのカードを引き当てられなかったサビュアスとは対照的にレアカードを引き当て、満面の笑みを浮かべて喜んでいた。
フカムラ
声 - 堀江瞬
「ダークメン」のひとりであり、ダークマター帝国の大幹部を名乗る。人型の際は中世的な青年の姿をしている。完全無欠の社会的撤退者を名乗り、常に「社会的撤退領域」という自らの身体を球体状に変化させた己のカラに身を隠す引きこもり。デッキはユウディアスたちが過去に出会ったダークメンたちのモンスターを含めたものを使用し、守備モンスターで守りを固める戦術を得意とする。ユウディアスたちの前に現れる前にはバリベルギャーの影に潜んで宇宙船内に潜入し、カレーパン倉庫の中で引き籠っていた。カレーパン倉庫の奥に潜んだ縦に向いたカレーパンを懸け、エポックの命令でデュエルするように命じられたマナブとラッシュデュエルを行い敗北。その後はエポックに「社会的撤退領域」が自身の体の一部であったことから引き籠ってるどころかむしろ剥き出し、さらけ出している点を指摘されたことから赤面し、ヒョウの姿に変身して退散した。しかし本当の任務はユウディアスたちの目を盗み、バリベルギャーに保管されていたデッキとディスクを盗み出すことであり、ダークマター帝国に戻った際にそれを献上した。
他のダークメンたちと違い、ダークマイスターの目的や行動について懐疑的な反応を見せており、第115話にてダークマイスターの正体が遊歩だと知った際は元々は光の者（地球人）であったことから他のダークメン達が遊歩たちと共に地球に付いて行くことに反論するも聞き入れてもらえず、そのままダークマター空間に残った。
第117話ではダークマター帝国から地球に帰るための手段を教えることを条件として、ユウディアスにラッシュデュエルを挑むも直後にクァイドゥールがユウディアスと精神を交代してしまったため、そのままクァイドゥールとデュエルを開始。新たな切り札『ダークマター・エニグマイト・ジオダイバー』を召喚し優勢に進めるも、クァイドゥールの相手モンスターを融合素材にするコンボで敗北。デュエル中、自身の精神世界でデュエルを観戦していたユウディアスに、ダークマイスターに隠し事をされていたというやり切れない本心を吐露したことで、同じく遊歩に隠し事をされていたことからやり切れない気持ちを抱えていたユウディアスと本心を分かち合ったことで意気投合し、デュエル後はユウディアスたちの仲間に加わった。
クヤムヤ
声 - 香坂さき
「ダークメン」のひとりであり、遊歩の手でダークパワーとうどんを組み合わせて生み出された最初のダークメン。常にダークマイスターに付き従っている。他のダークメンとは違い常に黒豹の姿であり、発するのも鳴き声のみ。デュエル中のダークマイスター（遊歩）のダメージを肩代わりしていた。
第136話ではユウナに拉致され、タイム・マシーンの発動のための犠牲にされかけるが、ダークメン達がそれを身体を張って止めたため助かっている。
第139話ではオーティス（遊飛）が敗北することでダークマター帝国と自身が消滅する運命を受け入れつつ、遊歩に見守られながら消滅した。この際に言葉を喋っており、また、精神世界のみであるがリボンを付けた少女の姿をした人間体の姿で登場した。
第145話では原因は不明だが復活しており、アサカの傍に付き従い、元の飼い主である遊歩の帰りを待っている。
バリベルギャーCPT
声 - 中村カンナ
第103話にてバリベルギャーに持ち込んだ食料がカレーパンしかなく、他の食べ物に変える試みとしてバリベルギャーに備えてあった機械「超物質まぜまぜ機マジェグチョン4世」を使用した際、仕様上混ぜてはいけないカレーパンと宇宙ドラゴンの反物がバリベルギャーの電子頭脳と反応してごちゃ混ぜとなり、その結果自意識を持って実体化した姿。「サイバースパイス」シリーズを軸にしたデッキを使用しており、エースモンスターは『サイバースパイス・ガラムマサラ』、『サイバースパイス・カリーパンドラペリー』。
誕生した瞬間にバリベルギャーを乗っ取ろうとするも、ユウディアスにラッシュデュエルを挑まれ敗北。乗っ取ることは止めたものの、元より生命体への協力と理解を拒んでいることからユウディアスたちには非協力的であり、遊歩のメガネを奪って付けたり、宇宙船を惑星に墜落させたり、サビュアスに一目惚れして寝返ったりするなど、トラブルメーカー的な役割を果たしていた。
第113話ではユウディアスたちをベルギャー星団に行くと見せかけてダークマター空間に連れて行き、ユウディアスたちをバリベルギャーから追い出す形で離反。その後はダークマター帝国にてダークマイスターの横で傅いていた。
第115話では遊歩（ダークマイスター）の差し金でフカムラを通じて上記の材料にダークマターを加えられて生まれていたことが発覚。問題行動も全てわざと行っていたことであり、初めからダークマイスターの部下であった。
ザイダベルギャーCPU
声 - 岡井カツノリ
ユウディアスたちがダークマター空間で出会った、バリベルギャーCPTと似た容姿をした人工知能の生命体。口からカレーうどん、素うどんを生成する能力を持つ。ユウディアスたちと出会った際はバリベルギャーCPTと同じく人間を小馬鹿にしている節があったものの、共に行動し、ユウディアスとラッシュデュエルを行ったことで打ち解けており、最後にはダークマター空間に空いた穴を塞ぐ仕事を任された。記憶メモリーがほぼ無いため記憶力が低く、拠点にしていた素うどんの温泉の柱にはCPU自身が書いた日記が刻まれており、その中にはズウィージョウに関する記述が見られたため関わりがあるのかとユウディアス達に思われるも、最後までCPU自身が思い出すことは無かった。
第115話にて誕生の経緯が明らかとなり、元々は遊歩がダークパワーとカレーパンとうどんを「超物質まぜまぜ機マジェグチョン4世」を使用して掛け合わせて生まれた存在であった。実験的に生み出された存在であるためか、遊歩に「各地を周って見聞を広める」という名目で早々に追い出されてしまった。
第117話ではユウディアスたちに詰め寄られる形で、壊れていたザイダベルギャーの修理を行った。

### 六葉町の住人（人間）
安立 マニャ（あたち マニャ）
声 - 鈴木梨央
ムツバケーブルテレビ唯一の人気番組『楽しく学べる・最強ゴーラッシュ！』に出演する天才子役の女性。瞬時に演技に入り込み、キャラクターを演じられる実力の持ち主。ラッシュデュエルの際は過去に出演した作品のキャラクターをその場で演じ、使用デッキも役柄に合わせたものに変更している。エースモンスターは『治療の神童 ディアン・ケト』『美食の神童 ディアン・ケト』『綺麗の神童 ディアン・ケト』。遊歩とは幼稚園の頃からの幼なじみであり、演技ごっこをして遊んでいた。デビュー当初は仕事が広告モデルのみと鳴かず飛ばずの日々を送っていたが、幾つものオーディションを受けて映画『治療の神童』の主演を勝ち取り、以後は『治療の神童』のヒットと共に様々なドラマ・映画作品に出演し、叩き上げで世界に名を轟かす女優となった。このことからムツバケーブルテレビに出演した際は「田舎くさい」と吐き捨て、遊歩にも冷たい態度を取っていたが、実際は彼女と共謀した演技であり、遊飛たちは最後まで気づかなかった。
遊歩たちが宇宙人居住区に行った際は、マネージャーのロンドンが居なくなったこともあり、ボチと共に行動。遊歩たちのサポートを務めた。
第57話ではアサカ率いる反乱軍の一員としてムツバ重機のカード製造プラントを攻め入るも、エナジーこぴこにラッシュデュエルで敗北し、カード化されてしまった。
その後、第61話にて遊歩たちと「カードの世界」の中で猫の姿となって再会した。第64話ではユウディアスがフェイザーに勝利したことで、元の姿を取り戻した。
第78話ではクァイドゥール時空の影響を受け、腕がゴリラの様になっていた。
第100話ではロヴィアンが発足した「ロヴィアンおつカレー団」の一員として登場した。
第102話では中学生となるも、相変わらずローカル番組のMCが続いていることに対して、ロンドンへ文句を言っていた。
第121話では巨大企業へと成長したゴーハ堂のキャンペーンガールに就任し、CMにも出演している。その裏ではゴーハ堂の魔の手から死者蘇生のカードを守って欲しいとフェイザーから依頼されたことで、「若さを保つマシン」と「寿司1年分」を条件に、ダマムーとマナブの護衛をボチと共に担当している。
名字は前作『遊☆戯☆王SEVENS』のキャラクターである安立ミミと同じだが、関連性は不明（業界用語を使用するのは共通している）。
霧島 ロンドン（きりしま ロンドン）
声 - 古田一紀
マニャのマネージャーを務めている青年。闇属性の天使族デッキを使用する。エースモンスターは『アーツエンジェル・メタルポジション』。容姿端麗なイケメンであるが、多彩な才能を持つ従兄弟のロヴィアンに比べて自分には何も取り得が無いことにコンプレックスを抱えていた所、地球にやってきたニャンデスターと遭遇。彼女の力になりたいと一念発起。情報収集のためにマニャのマネージャーとなり、そこで出会った真実ネツゾーと接触して得た宇宙人の情報をニャンデスターに提供していた。
第14話では単身でUTSを訪ね、ゴーハ・ユウナの捜索を依頼するも、捜索場所が危険と噂される地下の宇宙人居住区であったため、遊飛たちを止めるために立ちはだかった田崎とデュエルを行い、遊飛たちを田崎たちから逃がすための時間稼ぎを成功させつつ、勝利する。デュエル後は物陰から田崎たちと共に遊飛たちを見送っていたが、その際に不敵な笑みを浮かべていた。後にUTSの地下に現れ、そこに来た遊歩に対してロヴィアン盗賊団と手を組んだふりをしつつ、地下の宇宙人居住区で集めたデュエルパワーを利用して六葉町の宇宙船を起動することが自身の目的であると語ったのちに、ネツゾーと共に別の宇宙船で地球外へと逃げて行った。
第35話では今までの行動の真意をカセットテープに録音して残したのちに、ザ☆ルーグに挑むも敗北。この際にフィッシャー・須海を服の中に潜ませており、彼の個体に箱の中身を確認させることで氷漬けになりながら箱の中身が『ものすごく面白くない漫画の原稿』であったことを暴き、須海と共に自らは氷漬けとなった。
第57話ではアサカ率いる反乱軍の一員としてムツバ重機のカード製造プラントを攻め入るも、エナジーこぴこにラッシュデュエルで敗北し、カード化されてしまった。
第64話ではユウディアスがフェイザーに勝利したことで、元の姿を取り戻した。
第78話ではクァイドゥール時空の影響を受け、名前が「霧島口ソドン」に変化していた。
第100話ではロヴィアンが発足した「ロヴィアンおつカレー団」の一員として登場した。
霧島ロヴィアンとは従兄弟同士で、幼少期は事あるごとに悪戯を仕掛けてはロヴィアンに軽く遇われていた。
名字は前作『遊☆戯☆王SEVENS』のキャラクターである霧島ロミン・ロアと同じだが、関連性は不明。
六葉 アサカ（むつば アサカ）
声 - 髙橋ミナミ
六葉町の建築を支える「ムツバ重機」の社長。目的のためならば建築中の建物も破壊する、豪快な性格。前作と同様、重機を内蔵したデュエルディスクと幻竜族のデッキを使用する。エースモンスターは『幻壊竜バクハムート』『幻壊爆竜 デンジャラス・バクハムート』『幻壊飛竜バクハリケーン』。
ユウディアスとズウィージョウがラッシュデュエルを行っていた時、アースダマーの力の暴走を危惧した合羽井テルからズウィージョウを止める要請を受け『巨大重騎EX6（エクス・シックス）』を出動。ムツバタワーごとみつ子を攻撃し、アースダマーを奪取した。
第28話では六葉町の一部分になっている宇宙船を加速装置代わりに使われているバリベルギャーを賭けて遊飛とラッシュデュエルを挑み敗北。次の惑星に到着し次第、解放させることを約束した。
ゴーハ・ユウナと遊我とは「フュージョン」のカード開発から仕事仲間として関わるようになり、やがて遊我に好意を寄せる様になるが、ユウナが同じく遊我に好意を寄せていることに気づいてからは諦めて身を引いている。第55話では「第8宇宙人中学校」の生徒会長に立候補するも、ユウディアスたちの後押しで立候補させられた遊歩と生徒会選挙＆ラッシュデュエルで対決し、敗北するも遊歩が生徒会長就任を辞退したことと、アサカに生徒会長になって欲しいとお願いされたことから、「第8宇宙人中学校」の生徒会長に就任した。
第57話ではマニャやみつ子などの仲間たちと結託した反乱軍を率いてムツバ重機のカード製造プラントを攻め入るも、エナジーこぴこにラッシュデュエルで敗北し、カード化されてしまった。
その後、第61話にて遊歩たちと「カードの世界」の中で猫の姿となって再会した。猫の姿になっても変わらずユウナと共に行動しており、他の猫たちに自身が楽しむためのキャットタワーを設置させていた。
第64話ではユウディアスがフェイザーに勝利したことで、ユウナと共に元の姿を取り戻した。
第73話からは「六葉町最強を決める大会に六葉町最高権力者が出るのは当然のこと」と言い放ち、ギャラクシーカップ決勝戦に主催者枠で参加。合羽井テルと相対し、ラッシュデュエルを開始する。守りを固めるテルに対し、いつの間にかデッキ内に加わっていたダークネス・カードを素材にし、新たなエースモンスター『幻壊溶竜ダークネス・バクハムート』を召喚し、勝利する。その後はMIKに安置されていた扉を破壊しに駆け付けた遊飛とズウィージョウの前に遊歩と共に立ち塞がるも、そこに駆け付けたマナブとマグトによって倒され、気絶する。目が覚めた後は遊飛が扉を破壊していたため、ダークネスからは開放された。
第81話では衣装が制服に代わっていたことからユウディアスにクァイドゥール時空の影響を受けていると思われていたが、実際はテルと共にクァイドゥール時空が作り出した仮想空間に気づいており、ムツバタワーを完成させ、仮想空間に囚われた人々を解放するために尽力していた。逆に時空の影響を受けてデッキケースの紋様が変化していたことに気づいていなかったユウディアスの「物事を深く考えず人を疑わない、素直過ぎる故に利用されやすい」欠点を指摘した。
第95話では消滅の危機に瀕したバリベルギャー内の888万人の同胞たちのためにムツバ重機の社員たちを派遣してほしいと田崎に頼まれるも「誤魔化してもいずれバレることだから無意味」と断ったため、田崎にラッシュデュエルを挑まれるも勝利する。デュエル中、田崎には「バリベルギャーのことを秘密にするのは無意味だ」と突き放していたが、自身も同じベルギャー人であるデュッディ・ニーショウをコールドスリープさせて消滅を防ごうをしており、そのことに関して「同じ穴の狢」と零している。第96話ではベルギャー星人の生き残りを見つけ出すため、ムツバ重機の社員たちを総動員させてバリベルギャーの内部調査を行っていた。
第98話では消滅を防ぐためにデュエルディスクの機能を強制的に停止させ、ユウディアスとズウィージョウのデュエルを止めようとするも、2人の思いを尊重する遊飛とダマムーの言葉で思いとどまり、彼らのデュエルを最後まで見守った。
第100話ではベルギャー人の復活のため、イセキから見つかったロボ型記憶装置を元に『デュエル自動制御システム』と『死者蘇生』のカードの開発に着手し成功させるも、未来が変わってしまうことを恐れた遊我のハッキングによって阻止されてしまう。しかし自身は遊我が阻止してくることを見抜いており、『デュエル自動制御システム』のバックアップを月面に準備していた。
第118話では地球に帰還した遊飛と再会し、遊歩がダークメン達を率いて死者蘇生のカードを狙っていることを知ると、ムツバ重機の工場跡にある金庫に隠していることを打ち明ける。しかしこれはダークメン達を誘うための罠であり、実際はうどん食べ放題を条件にしてダマムーに預けていた。
第124話では七星ランランからダマムーをかくまうため、自らの身体の中にダマムーを宿す。その後、ダマムーを追ってきたユウナにラッシュデュエルを挑まれ、新たなエースモンスター『幻壊冥竜クライシス・バクハーデス』を召喚するも、敗北する。この際にユウナからアサカが遊歩に嫉妬し、オーティスのヘルメットを作って自身がオーティスになりたがっていたことを指摘されている。デュエル後は疲労で倒れてダマムーが自身の身体から離れてしまったことで、ユウナに「死者蘇生」のカードを取られてしまった。
第130話ではユウディアスたちと共にマナブ達を収容する反乱分子収容施設に訪れ、収容所の管理人として現れたザイオンにラッシュデュエルを挑む。途中、ユウナによる「デュエルID管理システム」によって妨害させられるも、それを自らが作った旧式の試作ディスク「Rゼロ」で打ち破った。
第145話ではムツバ山で見つけた旧式デュエルディスクからテルが発見した戦国時代に居る遊歩からの書状を通じて、彼とラッシュデュエルを行い、敗北。遊歩が手紙に記した勝利条件に従い、タイム・マシーンの修復を開始。第146話では修理したタイム・マシーンで未来にいたUTS、おつカレー団、ベルギャー人の面々を戦国時代へ連れてきた。
容姿は前作『遊☆戯☆王SEVENS』のキャラクターである六葉アサナに酷似している。
加山 バッドラブ（かやま バッドラブ）
声 - 松田利冴
アサカの肩にいる、人の言葉を喋る宇宙鳩。
容姿は前作『遊☆戯☆王SEVENS』のキャラクターであるハトラップに酷似している。
第100話ではアサカが開発した魔法カード「死者蘇生」を遊飛に送り届けた。
ゴーハ・ユウナ
声 - 高尾奏音
ラッシュデュエルを制作したと言われるメーカー「ゴーハ堂」の小学生社長。元・ロヴィアン盗賊団の一員。お嬢様口調で喋る。王道遊我とは交流を通じ、やがて恋心を抱くようになった。先んじて初期では協力関係にあった遊我のデッキを使用しており、エースモンスターである『セブンスロード・マジシャン』の効果を活かすためのサポートカードと他属性のモンスターが混合したものであった。2年後では元々組んでいた魔法使い族『セレブローズ』を軸としたデッキを使用。エースモンスターは『セレブローズ・ファビュラス・マジシャン』『セレブローズ・インフルエンサーズ』『セレブローズ・インコグニート・マジシャン』。
依頼者である霧島ロンドンは「彼女が宇宙人居住区で行方不明になった」と語っていたが実際は捕まっておらず、自由を愛するロヴィアンに惚れたことから自ら彼女の元に付いており、その後は側近としてロヴィアンを崇拝している。第20話にてロヴィアンのことを探っていたUTSの面々の前に姿を現した。この時、ユウディアスが持っていた赤い7字のデュエルディスクを見て「なぜそれを持っているのか」と憤慨したことから、デュエルディスクを賭けてユウディアスとラッシュデュエルを行い、勝利。彼のデュエルディスクと、ユウディアス、遊飛、遊歩のデュエルパワーを全て奪い、去っていった。
第29話では、奪っていたユウディアスのデュエルディスクを彼の元へ返却した。
第35話では開発に成功するもニャンデスターに奪われてしまった「フュージョン」のカードの増産をアサカに依頼するも、最初の生成の際はあくまで緊急時であったため断られてしまった。さらに開発者が行方を晦ましたため、自らデュエルカード試作機を動かし、増産に着手する。
第49話ではズウィージョウの部下であるミューダによってロヴィアンが宇宙空間に放り出されたことから、敵討ちのために戦艦ラッシュデュエルにユウディアス側として参戦するも、出撃（召喚）直後にコストとして出戻りを食らったため、ユウディアスに不満をぶつけていた。
第54話では竜宮フェイザーにカード化されてしまった遊我を救い出すために、フェイザーの居場所を賭けて部下であるマナブとラッシュデュエルを行うも敗北、志半ばでカード化されてしまった。
その後、第61話にて遊歩たちと「カードの世界」の中で猫の姿となって再会した。猫の姿になっても変わらず、アサカと共に行動している。
第64話ではユウディアスがフェイザーに勝利したことで、元の姿を取り戻した。元に戻った面々の中で唯一、何も言わずに立ち去った遊我の姿を見送っていた。
第73話からはギャラクシーカップ決勝戦に主催者枠で参加。目的であったロヴィアンと相対し、ラッシュデュエルを開始する。途中、ダークネスの力に取り憑かれてしまい、新たな切り札『セレブローズ・ゴシップ・マジシャン』を召喚しロヴィアンを追い詰めるも、遊飛とズウィージョウにより扉が破壊されたことで元に戻り、改めてデュエルを再開。「新しいロードを突き進みたい」という想いからロヴィアン盗賊団を脱退する旨を宣言し、ロヴィアンに勝利する。
第83話ではクァイドゥール時空の影響を受け、プール付き豪邸の空間に入った者を赤ちゃんにしてしまう謎の能力を手に入れる。空間内に入ったユウディアスやズウィージョウたちを赤ちゃんに変え、父・遊我と共に家族として暮らすというユウナの理想の幻想空間に囚われていたが、赤ちゃんの姿のままでラッシュデュエルを挑んだ遊飛に敗北。自身の理想であった幻が消えていくことに想いを馳せつつも、現実を受け入れて遊飛たちの元へと戻っていった。
第96話ではうどんの自動販売機の前に現れた遊我に想いを伝えようとするも、遊我がMIKの捕獲機の中に閉じ込められたことで彼を解放させるためにマナブにラッシュデュエルを挑み、勝利する。しかし既に遊我は穴を掘って脱出しており、再会することは叶わなかった。その後、MIKの監視カメラに映っていた今までに見たことの無いほど思いつめた表情をしていた遊我を見て怯えていた。
第121話ではダークマター帝国の総帥となった遊歩の力を借りて、ゴーハ堂を巨大企業へと成長させた。
第124話ではダマムーを追ってアサカの下を訪れ、彼女とラッシュデュエルを挑み、勝利する。この際にアサカからユウナが今やっていることが間違っていると指摘されるも、逆にアサカが遊歩に嫉妬し、自身がオーティスになりたがっていたことを指摘している。デュエル後にはアサカの作業机に置かれていたオーティスのヘルメットの図面と、遊我の写真を見て涙を流した。
第126話では監視ドローンを用いてマナブ達の行動を見張っていたが、模型田が作成した精巧なジオラマとプラモデルに騙されてしまい、憤慨していた。
第133話ではタイムマシンとして開発したカード「時の機械－タイム・マシーン」をオーティス（遊飛）が勝手に持ち出してしまったことを知り、オーティス（遊飛）がエポックとのラッシュデュエルを行っている最中に駆け付ける。デュエル後、エポックがタイムマシーンに吸い込まれてしまった場面を目撃したことで、自身がダークマター帝国と組んだ真の目的であった「タイムマシーンを用いて、遊我がいる未来の時代へ行く」という決意を改めて固める。
第134話ではカード化の末に未来への時空の扉を開いたクァイドゥールの力を利用するため、自身が開発した巨大な装置を用いてユウディアスからクァイドゥールを引き剥がそうとしていたが、真の目的のためダークマイスターを利用していたことを知ったダークメン達に阻止されるも、装置を発動させユウディアスからクァイドゥールを引き剥がすことに成功する。
その後は予め拉致していたクヤムヤとクァイドゥールの命をタイム・マシーンを発動させるためのエネルギーに利用しようとしたため、それを阻止しようとする遊歩とラッシュデュエルを行い、敗北。その後は何処へ向かうかは分からないが、もしかしたら遊我にいる時代に辿り付くかもしれないという望みをかけ、暴走するタイム・マシーンの中へと消えていった。その後、望んでいた遊我のいる未来の時代ではなく過去の戦国時代に飛ばされてしまい、第146話にてユウディアスたちと戦国時代で再会。妖怪になろうと丘・サー・ファー子に師事していた。後にタイム・マシーンで戦国時代にやってきたアサカと再会したのちに和解した。
第78話ではクァイドゥール時空の影響を受け、レンズ部分に目が付いたメガネをかけていた。
栗本 マケル（くりもと マケル）
声 - 熊谷健太郎
ムツバケーブルテレビのディレクター。
容姿は前作『遊☆戯☆王SEVENS』のキャラクターである新聞部部員・マサルに酷似している。
一丸 ミランダ（いちがん ミランダ）
声 - 安井咲希
ムツバケーブルテレビのカメラマン。
容姿は前作『遊☆戯☆王SEVENS』のキャラクターである新聞部部員・ニコに酷似している。
ワープばあちゃん三姉妹（さんしまい）
声 - 河村梨恵
馬井食堂の出前を超高速スケボーで届ける3姉妹。3人とも服もスケボーも同じだが、長女・次女・三女で髪飾りの数に違いがある。
モブ子
声 - 本村玲奈
「M」の文字を象った髪飾りをした、ショートカットの少女。本屋の店員、合羽井テルのクリーニング店の店員、馬井食堂の店員、セツリの社員などあらゆる場所に出現するも、他の登場キャラに言及されることは無い謎の存在。
ノムラトダマス
声 - 市川蒼
ヒューマノイド型宇宙人の野村（のむら）と、その野村の頭部に寄生するシャポー星人・ダマスのコンビ。エースモンスターは『災厄予幻士ノスフェラデイモス』。ゴロッセオにて遊飛とラッシュデュエルを行い、予言を用いた精神攻撃で追い詰めかけるも、コイントスを用いた遊飛の予言を介さないギャンブル戦法により逆転負けを喫する。敗北後、ダマスの予言が銀河中に流行している4コマ漫画『宇宙さん』の内容を朗読していただけということがバレたために遊飛を襲おうとした所、ヴィーナス・ガニ子に場外に投げ飛ばされた。
第57話ではMIKの刺客として再登場。ダマスと共に自身が勝つことを予言するも外れ、アサカ率いる反乱軍に敗北した。
第91話ではダマスが集会に参加するため不在であったことから、帽子を取っている状態で登場した。
ダマス
声 - 岡井カツノリ
ノムラトダマスの頭部に寄生するインテリハット帽子型のシャポー星人。
アルフレッド
声 - 花輪英司
上城家に仕える執事。オヤジギャグを2回言う癖がある。ユウディアスにエポックの人見知りを直してもらうため、家庭教師を依頼する。第70話では上城家を襲撃してきたザイオンからエポックを庇い、キャスターに変化させられてしまった。
第93話ではザイオンが能力を取り戻したことで、家具から元の人間の姿に戻った。
七星 テンテン（ななほし テンテン）
声 - 鷹村彩花
昆虫忍者村の入場受付を担当する少女忍者。忍者村が廃業寸前で従業員不足であったことから目にも止まらぬ速さで移動し、各アトラクションの受付も担当していた。
しかしそれは世を忍ぶ仮の姿であり、その正体は昆虫忍者軍団・裏七星（うらななほし）の衆首領。世に乱世をもたらすためにユウディアスたちを倒し、ゴーハ・コーポレーションに取り入ろうとするも、逆にユウディアスから自分たちの味方になって欲しいと勧誘を受け、それを賭けたラッシュデュエルに敗北したことで、他の忍者たちと共にユウディアス達と手を組むことになった。
裏七星であることからランランからは常に疑いの目で見られているが、第130話ではマナブ達が囚われている反乱分子収容施設の場所をユウディアスたちに伝え、ユウナが妨害として使用した「デュエルID管理システム」を破壊した。
第147話では脱獄したオーティスを止めるため七星ランランとタッグを組み、ラッシュデュエルを挑む。ランランからはテンテンがオーティスの脱獄手引きをしたと疑われるも、共に秘奥義『天刀乱舞』を披露したことで心を通じ合わせ、誤解を解いた。
容姿は前作『遊☆戯☆王SEVENS』のキャラクターである「七星ナナホ」に酷似している。
兜虫忍者
声 - 大町朋裕
昆虫忍者村の従業員。カブトムシの被り物をしている。力持ちであり、忍者村の各アトラクションを人力で動かしていた。
容姿は前作『遊☆戯☆王SEVENS』のキャラクターである「美藤カブト」に酷似している（力持ちなのも同じ）。
蟷螂忍者
声 - 篠田渚王也
昆虫忍者村の従業員。どのアトラクションに行こうかと迷ってるユウディアスたちに近づいて各アミューズメントの説明を大声でするなど、サクラとしての役割を担っている。
容姿は前作『遊☆戯☆王SEVENS』のキャラクターである「鎌ヶ谷キリヒト」に酷似している。
セミ侍
声 - 梶田大嗣
昆虫忍者村のデュエル忍者ショーに登場する花形スター。忍者村が廃業寸前であったためやる気のないラッシュデュエルを行っていたことでユウディアスの怒りを買い、彼の説得の末を受けて再びやる気を取り戻した。
ナナフシ忍者
声 - 花岡星也
昆虫忍者村の従業員。普段は木のハリボテに隠れて客の動向を見守っているが、ユウディアスたちが久しぶりの客であったためテンションが上がったことから、写真撮影などで混じってしまっていた。

### 六葉町の住人（宇宙人）
ボチ
声 - 永塚拓馬
トゲトゲの首輪を付けた宇宙犬。ちかちか街出身。エースモンスターは『邪犬武闘神（じゃけんぶとうしん）シバ』。ワンワーワワン星系に伝わる一匹相伝の拳法「邪犬愛凶拳」の伝承者を目指しており、地球の強者を求めるうちに「蒼月流」を知り、取り入ろうとしてマナブと親しくするも、彼が修行で山に送還されたことで計画が頓挫。途方に暮れて公園に居た所をマニャに拾われた。以後、マニャの誰の力も借りず自身の力のみで芸能界を駆け上がる姿を見て考えを改め、現在は彼女の飼い犬兼ボディガードを務めるようになっている。第9話ではマナブと再会し、自身を捨てた復讐としてラッシュデュエルを行うも、実際はマナブのことは既に許しており、本心は成長した彼と戦ってみたかったという理由であった。
第57話ではアサカ率いる反乱軍の一員としてムツバ重機のカード製造プラントを攻め入るも、エナジーこぴこにラッシュデュエルで敗北し、カード化されてしまった。
第64話ではユウディアスがフェイザーに勝利したことで、元の姿を取り戻した。
第78話ではクァイドゥール時空の影響を受け、アルパカの姿に変化していた。
普段の容姿は前作『遊☆戯☆王SEVENS』に登場したトシヒコの飼い犬とほぼ同じ子犬であるが、本気を出した際は筋骨隆々の姿に変化する。
合羽井 テル（かわい テル）
声 - 河西健吾
河童をモチーフにした宇宙人。エースモンスターは『河童大帝 リバースライダー』。度を越えた探究心から常に体液が溢れ出て身体が乾いていることから、水浴びなど水分の摂取を欠かさない。実は遊飛をラッシュデュエルで打ち負かし、アースダマーを奪った張本人。普段はクリーニング店の店長として働いているが、身体が濡れている故に洗濯物も濡らしてしまい、遊飛からクレームを受けていた。
第5話では遊飛と再会し、彼とのラッシュデュエルに敗北したことでアースダマーを返却するも、直後に現れたズウィージョウがアースダマーを持ち去り、自らも姿を消した。
第11話ではビルの屋上で水浴びをしていたところ、ユウディアスたちとは別に宇宙人を追っていたMIKと遭遇。この際マナブに「自分はズウィージョウの協力者ではなく、あくまで探究心からズウィージョウを含めた地球にいる宇宙人たちの行動を見守っているだけ」と自身の目的を話した。
第13話ではアースダマーの力の暴走を危惧したことから、ムツバ重機の社長であるアサカにズウィージョウを止めるように協力を要請し、彼女と共にムツバタワーを破壊した。以降、元よりどちらの味方でもないというスタンスから、ズウィージョウ側に就くこともあれば、アサカの命によりユウディアスたちに協力することもある。
第64話では竜人と化したフェイザーの元に現れ、ユウディアスとフェイザーのラッシュデュエルを見守った。その後、古くから六葉山に眠っていた『ゴラドニウム』が六葉町に数多くの宇宙人たちが訪れる原因であると解明したことから、宇宙人たちとフェイザーの和解に繋がった。
第72話からはギャラクシーカップの予選を通過し、決勝戦に駒を進めている。その後、主催者枠で参戦したアサカと相対し、ラッシュデュエルを開始する。この際にアサカに取り入るために使用人として潜入し、わざと自らの身体を干からびさせた後にアサカに水をかけられて自らを助けさせることで、恩義に報いる形でアサカに取り入った際の経緯が語られた。しかしダークネスの力に取り憑かれたアサカには敵わず、敗北した。
第81話では身体を濡らさず、乾いていなかったことからユウディアスにクァイドゥール時空の影響を受けていると思われていたが、実際はアサカと共にクァイドゥール時空が作り出した仮想空間に気づいており、ムツバタワー内に目を覚まさせるための装置を作成し、仮想空間に囚われた人々を解放するために尽力していた。その装置を使用し、身体が丈夫であったユウディアスを実験台にするも、何事もポジティブに受け入れてしまう彼には通じなかった。
第145話ではムツバ山で見つけた旧式デュエルディスクから発見した戦国時代に居る遊歩からの書状を通じて、遊歩のデッキのカードをコピー製造し、使用することでアサカとラッシュデュエルを行い、勝利する。この際、見た目や話し方を真似しながら遊歩のコスプレを披露しており、アサカとクヤムヤから気持ち悪がられていた。
鏑木 チュパ太郎（かぶらぎ チュパたろう）
声 - 新祐樹
吸血UMAであるチュパカブラの少年宇宙人。本体が小さいため、普段は遊飛と同じくらいの体格をした少年を模したロボットに搭乗して行動している。エースモンスターは自身が溺愛している『魔法羊女メェ～グちゃん』。その愛は「魔法羊女メェ～グちゃん」のカード自体から、八木が知らずにたまたま発した「うんめェ～♪（「魔法羊女メェ～グちゃん」が好物を食べた際に発する台詞）」など、町中のメェ～グちゃんにつながるものを片っ端からチュパろう（強奪）とし、遊歩がメェ～グちゃんのコスプレをした際には要所で本物との差異を指摘して否定するなど、かなり過度で危険な思想。第3話では自身について調査していた遊歩とラッシュデュエルを行い、敗北。マナブに身柄を拘束されるも『確認済宇宙人地球居住許可証（ゴールド）』を所持していたことから解放される。その後は電話ボックスを通して、自身の上司であるズウィージョウにユウディアスと接触したことを伝えた。
第4話ではムツバ集積所にユウディアスを誘い込み、罠カードをモチーフにした罠に嵌めて身柄を拘束する。さらに、別の目的で居合わせた遊飛からバリベルギャーを奪ってアースダマーについて聞き出そうとするが、バリベルギャー自体が遊飛が用意した紙製の偽物であったために失敗に終わり、その後は遊歩が呼び出したMIKに身柄を拘束され、不法侵入の罪で『確認済宇宙人地球居住許可証（ゴールド）』を剥奪されることになった。
その後はみつ子と共に脱獄し、出前の寿司屋に扮して再登場。この際、ズウィージョウから遊飛のアースダマーの一部を与えられていたが、自身は制御できずアースダマーの力で実体化したメェ～グちゃんに殴り飛ばされてしまった。その後は病院で昏睡状態となっており、事情聴取に来たマナブに対し、ズウィージョウに騙されたことを微かな意識の中で告げた。
第27話で仮出所した際に、自身が収監中にイメージが下がってしまったメェ～グちゃんのイメージ回復のためにUTSの面々に協力を仰ぎ、共にメェ～グちゃんのアニメを制作した。
第44話では六葉町に侵入してきたデュッティ・デュッカスの戦士たちを片っ端からチュパり、第49話では戦艦ラッシュデュエルにユウディアス側として参戦するなど、テルやみつ子同様にズウィージョウ側からは離反している。
第57話ではアサカ率いる反乱軍の一員としてムツバ重機のカード製造プラントを攻め入るも、エナジーこぴこにラッシュデュエルで敗北し、カード化されてしまった。
第61話では自分が今居る場所が「カードの世界」の中であることを知ってからは、「魔法羊女メェ～グちゃん」のカードを探すために各世界の扉を開けて彷徨っていた。
第64話ではユウディアスがフェイザーに勝利したことで、元の姿を取り戻した。
第78話ではメェ～グちゃんを思い出せなくなってしまったことをユウディアスたちに相談するために現れ、この際に耳の穴から涙を流していたことから遊飛が周囲の異変（クァイドゥール時空）に気づくキッカケを作った。
第125話ではダマムーを探すダークマター帝国の面々を攪乱するため、自身のアパートにユウディアスたちを匿っていた。
魔法羊女メェ～グちゃん（まほうようじょ）
声 - えなこ
チュパ太郎が所持するモンスターカード。悪の帝国の皇子「アブダクション仮面」と敵対している。第10話ではアースダマーの力でソリッドビジョンから実体化し、ユウディアスとデュエルを行った。デュエル中では自身の攻撃も実体化していたため、ムツバケーブルテレビのスタジオを損壊させ、ユウディアスに外傷を負わせた。
蒼月 マグト（そうげつ まぐと）
声 - 古川慎
魚市場で競りにかけられてたところを蒼月家に救われ、そのままマナブに代わる跡取りとして指名されたマグロ。頭部がマグロ、下半身が蒼月家の家紋が刻まれた和装に身を包む人間の身体をしている。エースモンスターは『波導刀鬼丸クニツナ』『暗黒波導砲ニュートロン・マグロム』。
「スタディ総帥」と名乗りギャラクシーカップを荒らしていたマナブを諫めるために現れ、ラッシュデュエルを行う。デュエル自体には敗北したが、マナブの更生には成功した。
第74話ではマナブと共に、MIKに安置されていた扉を破壊しに駆け付けた遊飛たちに力を貸した。

### その他（地球以外の惑星）
シューバッハ
声 - 梅田修一朗
宇宙ドラゴンを狩り、食料にする「ドラゴンバスター」と呼ばれる一族の運び屋の少年。エースモンスターは「バスター・ブレイダー」。自身の姿を切れ味の鋭い剣の形に変える特殊能力を持っている。ベルギャー星団を目指すために必要なエネルギーとなる鉱石「ゴラドニウム」を探していたユウディアスたちの前に姿を現し、「ゴラドニウム」の在りかを賭けて遊飛とラッシュデュエルを行う。遊飛の使用しているドラゴン族デッキとは最悪の相性とも言える「バスター・ブレイダー」の効果で攻撃力を底上げし、追い詰めるも遊飛の切り札「真紅眼の激速竜」を召喚されたことで形勢が逆転し、敗北する。その後、遊飛とまたラッシュデュエルをすることを約束したのち「ゴラドニウム」を譲渡する。
元々、シューバッハ自身の生命維持のために必要な食糧であった「ゴラドニウム」が他の炭鉱業者の手によって狩りつくされ残り少なくなっていたことからいずれ餓死することを覚悟していたが、遊飛との約束を守るために死ぬわけにはいかないと、食料探しのために他の惑星に旅立っていった。
第63話ではズウィージョウの依頼を受け、地球にザイダベルギャーとデュッティ・ニーショウを送り届けた。続く64話では宇宙ドラゴンであった竜宮兄弟を見て涎を垂らすも、ダマムーから竜宮フェイザーの鱗で織られた巻物を渡され、これを食することで自身の食糧問題は解決された。以後は巻物を報酬とする代わりに、MIKの下で「MIK配送」として働いている。
第74話では剣に変身し、MIKに安置されていた扉を破壊しに駆け付けた遊飛に力を貸した。
第95話ではアサカの依頼で宇宙から地球へ、ニーショウの身柄を冷凍保存して送り届けた。

### 未来のゴーハ市
「アイツ」 / 王道 遊我（おうどう ゆうが）
声 - 石橋陽彩
前作『遊☆戯☆王SEVENS』の主人公。全身の背中にブースターロケットを搭載した機械のスーツに身を包んでいる。当初は第33話と第34話で遊我の服装と髪型の一部分が写し出され、第39話では回想でスーツを脱いだ状態で登場。前作と同様の『セブンスロード・マジシャン』と他属性のモンスターの混合デッキを使用する。第49話では前作「SEVENS」のレギュラーメンバーのエースモンスターであるルークの「連撃竜ドラギアス」、ガクトの「魔将ヤメルーラ」、ロミンの「彩光のプリマギターナ」をそれぞれ使用した。初めてユウディアスが地球へ調査に来た際に、デッキと赤い7字のデュエルディスクを手渡した人物。この時に本名を名乗らなかったため、ユウディアスからは「アイツ」と呼ばれていた。登場時は何処から来たのか、いつ地球に来たのかは不明だったが、後に未来のゴーハ市から来たことが判明し、そこでズウィージョウと遭遇した際にベルギャー人の星間戦争の事情を知り、それを終わらせるためにラッシュデュエルを生み出そうと決意したことから、その後はゴーハ堂の開発担当者として定住していた。ラッシュデュエルの発案と設計、携帯型デュエルディスクを始めとしたあらゆるハードウェアの開発など、本来は未来の技術であることから、ユウナからは「ラッシュデュエルの全てを創った人物」と呼ばれている。ザ☆ルーグとのタッグデュエル対決の途中で、体力の限界を迎え倒れたゴーハ・ユウナを助太刀する形でユウディアスの前にドローンのカイゾーとともに現れ、ユウナと交代する形でユウディアスと共に参戦。ユウディアスと力を合わせてルーグとのタッグデュエルに勝利。その後はいつの間にかユウナが使用するデッキとデュエルディスクを返却するかのように残して姿を消し、各惑星の氷漬けを解除するためのルーグの贖罪の旅に同行した。第49話ではルーグたちと共にユウディアス側に参戦。ダマムーと戦艦ラッシュデュエルを行う。
第53話ではダマムーが持ってきた監視カメラの映像を記録したビデオテープにムツバタワーにて竜宮フェイザーとデュエルを行っていた映像が残されており、勝利寸前のところでフェイザーが新たに召喚したマキシマム・モンスターの前に逆転され、敗北。その後、影から観ていた遊飛に何かを伝えた刹那、上空に現れた謎の扉の力でカード化されてしまった。カードはフェイザーから七星ランランが奪い取っており、後の第60話ではカード化された「アイツ」のカードをユウディアスと田崎が手に取った際にカード名を見たことで、その正体が「王道遊我」であると判明した。また、同じ姓である遊飛と遊歩が遊我の先祖であることも明かされた。
第61話ではカードの世界にてお互いに猫の姿となった遊飛と再会し、互いに「はぐれ使い魔」とそのサポートカードで構成されたデッキしか使用できない状態でラッシュデュエルを行い、敗北する。その後、デュエル中にフィールド魔法を使用したことで発生した時空の歪みに遊飛と遊歩と共に飲み込まれた先で、未来の「ゴーハ市」にワープした。この際に猫の姿で仲間であるルークと再会し、後にガクト、ロミンともすれ違うも、過去の時代を支配する竜宮フェイザーとの決着を付けるまでは戻れないとし、3人の元へは戻らなかった。
第64話ではユウディアスがフェイザーに勝利したことで、元の姿を取り戻した。その後、ユウナにのみ「また何処かで会える」と一言残し、何処かへと姿を消した。
第77話ではオーティスの行方を捜していたMIKの前に再び姿を現し、ベルギャー人を創造したオーティスの正体が彼の「アースダマー」であることを突き止めた。
第89話ではユウディアス達がクァイドゥール時空に閉じ込められる寸前に、ヘルメット型に改造したカイゾーを頭に被り、自らの意識を別次元に飛ばしたことでクァイドゥール時空から逃れ、その後はユウディアスとズウィージョウにクァイドゥール時空を脱出するためのヒントを与えていた。
その後、しばらく姿を見せずにいたが、第96話でうどんの自動販売機の前に現れた所にMIKの捕獲機の中に閉じ込められるも、カイゾーで穴を掘って脱出していた。第100話ではアサカが開発したベルギャー人を蘇生するための制御システムであるラッシュデュエルロボと、同時に開発されたカードである「死者蘇生」がきっかけとなり、ラッシュデュエルは子供たちの手から離れ、本来のものとはかけ離れたものになってしまうという理由からカイゾーを通して制御システムをハッキングして停止させ、それを阻止するために現れた遊飛とラッシュデュエルを行う。この際、新たなエースモンスターである『セブンスフィアー・マジシャン』を召喚している。デュエルの途中、アサカがデュエル制御装置の予備システムを月面に準備していたことに勘付き、遊飛たちから離れ月面へと向かっていった。その後、制御システムを破壊するためにザイダベルギャー砲を発射しようとするも、ラッシュデュエルロボの反撃を受け、遠くに吹き飛ばされた末に気絶した。その後は気絶したまま、ユウディアスたちによってデュエル中に発生した時空の裂け目の先に見えた未来のゴーハ市へ、宇宙船を通じて送り返された。
最終話ではユウディアス達が未来を変えたため、無事に地球に帰還しており、共に中学生となったルークたちとピクニックを楽しんでいた。
詳しい詳細は前作『SEVENS』の王道遊我を参照。
カイゾー
声 - 小林裕介
遊我に付き従うドローン。過労から倒れこんで高所から落下したゴーハ・ユウナを救助した。その後は彼女に代わってデュエルを行おうとした所で壁に吹き飛ばされるなど、遊我からは手荒い扱いを受けている。遊歩が初めて見た時は浮遊型サポートドローンを「ロボット」と呟き、六葉町にとって珍しい物体として思われた。
第57話ではゴーハ堂の隠し部屋に機能を停止した状態で置かれていた所、そこに侵入してきた遊歩に触れられたことで再起動。その後は再び機能を停止するも、ユウディアスと遊歩が内部から前作『遊☆戯☆王SEVENS』に登場したマキシマムカード『超魔旗艦マグナム・オーバーロード』を発見し、入手した。
第59話ではユウディアスが使用していた『超魔旗艦マグナム・オーバーロード』が原因不明のノイズで消えかかった所に馳せ参じ、マキシマムカードに右斜め45度チョップを食らわせて修正し、自身は再び機能を停止した。
容姿や性格は共に前作『遊☆戯☆王SEVENS』に登場したカイゾーのままであり、本人かどうかは明言されていなかったが、傍にいた人物が遊我であったことからカイゾー本人と思われる。
詳しい詳細は前作『SEVENS』のカイゾーを参照。
猫山 シュレディンガー（ねこやま シュレディンガー）
声 - 中島ヨシキ
西園寺ネイルの部下であり、遊我の友人。常時、猫の被り物をしており語尾に「ニャ」と付ける男性。
猫の姿となり未来に来た遊我、遊飛、遊歩の3匹に遭遇し、最初は不審に思うも遊我から理由を聞いた際にはすぐに状況を受け入れ、その後は彼らの未来の世界の案内役を務めた。
上城 龍久（かみじょう たつひさ） / ルーク
声 - 八代拓
2年後の姿で登場。遊我の隣のクラスの同級生で、永遠のライバル。猫の姿となった遊我に遭遇し、捨て猫だと思ったことから正体が遊我だと知らぬまま自分の家に連れて帰り、自室で一夜を過ごした。餌を与える際に遊我が好物のうどんに目を光らせたことから、この時は行方不明だと思っていた遊我の面影を見ている。
蒼月 学人（そうげつ がくと） / ガクト
声 - 花江夏樹
2年後の姿で登場。生徒会副会長。宇宙から帰還した遊我を迎えに行くため、自ら規則を破りルークとロミンを自転車に乗せて着地点へと漕ぎ出していた際に猫の姿となった遊我とすれ違う。
霧島 ロミン（きりしま ロミン） / ロミン
声 - 楠木ともり
2年後の姿で登場。遊我の同級生。宇宙から帰還した遊我を迎えに行くため、ルークと共にガクトが漕ぐ自転車に乗っていた所、猫の姿となった遊我とすれ違う。
上城 大華（かみじょう はるか） / タイガー
声 - 上條沙恵子
ルークの姉。ルークが猫の姿となった遊我を拾ってきた際に、ルークがまた自分に隠れて漫画を描いていると思い、部屋に無理やり入ろうとしていた。
西園寺 ネイル（さいおんじ ネイル）
名前のみ登場。ゴーハ市地下に広がる「セツリの庭」でゴーハのシステム全般を管理している天才少年。遊我が行方不明であった2年の間、彼のデュエルデータをすべて記録していたことがシュレディンガーの口から語られている。
オーティス
声 - 浪川大輔
かつて遊我と月面上で最後のラッシュデュエルを行った男。第61話では回想で登場。第75話ではクァイドゥール・ベルギャーからベルギャー人の創造主であることが明らかになったが、実はオーティス自身ではなく、彼の身体から分離したアースダマーであった。当本人はそのラッシュデュエルの影響により時空トンネルで戦国時代へと飛ばされた。
詳しくは後述する「翁丁臼」を参照。
オーティス（アースダマー）
声 - 浪川大輔
オーティスの身体から分離したアースダマー。遊我との月面上でのラッシュデュエル後に分離し、遥か昔の宇宙の果てに時代に飛ばされたのち、クァイドゥール、ユウディアスなどのベルギャー人を創り出した。その後、クァイドゥールと別れる際に彼の身体の中に取り込まれた。
「宇宙子」シリーズ
元・オーティスの配下。全員が似たような容姿をしている。2年後では其々がオーティスの元を離れている。
コンボイ佐川（コンボイ さがわ）
声 - 森永千才
巨大トラック女子。エンストを起こして困っていた所を、猫の姿である遊我に修理してもらった。
ヌードル 宇宙子（ヌードル そらこ）
声 - 森永千才
第62話のラストに登場。UFOに乗って猫になった遊我たちを見下ろしていた。
フィンガー 地下子（フィンガー ちかこ）
スイーツ 過去子（スイーツ かここ）
フラッシュ 海深子（フラッシュ うみこ）
ハイヤー 幽霊子（ハイヤー ゆれこ）
他の「宇宙子」シリーズ。コンボイ佐川の会話内にて登場。

### 戦国時代
蒼月 学玄（そうげつ がくげん）
声 - 花江夏樹
蒼月流の創始者であり、マナブと前作『遊☆戯☆王SEVENS』に登場した蒼月学人のご先祖様。エースモンスターは『ヤメルーラ』。前作『SEVENS』の学人の回想話から初登場し、本作においてもマナブの回想話で度々登場する。本作の戦国時代でユウディアスたちと初対面を果たす。特技として声を発することなく全く臭わないオナラで会話が出来る『屁会話』、尻に天狗の仮面をつけて踊ることで敵陣を笑わせて戦意を喪失させる『ガクテング』を操る。しかしこれらの技はあまりにも滑稽さを追求し過ぎたため、歴史から抹消されてしまっていた。第141話ではマナブとラッシュデュエルを行い、相手の召喚をロックし「ヤメルーラ」で攻める戦法でマナブを追い詰めるも、自身のモンスターを強化するためと、マナブが仕掛けた罠カードの効果でドローを繰り返してデッキのカード40枚を引き切り、デッキトップのカードが無い状態で罠カード「勝利の軍配」を発動したことで敗北した。
名前と容姿は前作『遊☆戯☆王SEVENS』に登場した蒼月学人と酷似しているほか、使用するエースモンスター「ヤメルーラ」と「魔将ヤメルーラ」も酷似している。
七星 凛影（ななほし りんかげ）
声 - 小林千晃
蒼月学玄に仕える「花牙（かげ）の軍団」に所属する忍者であり、蘭影の弟。別の時代から来たユウディアスたちを侵入者として「成敗」するためにユウディアスにラッシュデュエルを挑む。この際、木製のデュエルディスクを使用していた。エースモンスターは『花牙クノイチ・リンカーネイション』。真面目な性格であるが、心の中では主君である学玄の命に従うだけの人生が正しいのかと思っており、『もしも「違う時代」「違う場所」という言葉に生まれていたら』という理想を零したところ、部下である凛影に「成敗」する命令を下す学玄に対して堪忍袋の緒が切れたユウディアスに逆転負けを喫する。その後はユウディアスの願いを聞き入れ、ユウディアスたちを学玄の下に連れて行った。
名前と容姿は前作『遊☆戯☆王SEVENS』に登場した七星凛之介と酷似している。
七星 蘭影（ななほし らんかげ）
声 - 鎌倉有那
「花牙の軍団」に所属する忍者であり、凛影の姉。
名前と容姿は前作『遊☆戯☆王SEVENS』に登場した七星蘭世と酷似している他、ユウディアスたちがいる時代のランランの先祖にあたると思われる。
蒼月流四代目、蒼月流五代目、蒼月流六代目、蒼月流七代目、蒼月流八代目、蒼月流九代目、蒼月流十代目、蒼月流十一代目
声 - 花江夏樹
回想にて登場。マナブと学人のご先祖様たち。敵陣を笑わせてきた学玄が辿り着いた奥義『ガクテング』を見て呆れていた。
翁丁臼（おうていす）/ オーティス
声 - 浪川大輔
前作『SEVENS』にて王道遊我と月面上で最後のラッシュデュエルを行った際に発生した時空トンネルで、戦国時代へと飛ばされたオーティス。種族・属性がバラバラのモンスターをサポートカードで統一することで、戦況に応じて召喚するモンスターの種族・属性を自在に組み合わせられる「OTS（アウターバース）」デッキを使用する。エースモンスターは『OTS（アウターバース）バースト・オブリビオン』『エンドレス・ドゥーム・オブリビオン』。争いばかりが起こる戦国の世を憂い、長い年月をかけてラッシュデュエルを広めることで争いを収めるという目的からユウディアスたちを配下に加えるも、のちに再会したルーグ大王とロヴィアンに実際はラッシュデュエルを用いて戦国時代を支配することが目的であったことが暴かれ、竜宮兄弟がサビュアス達に敗れた際には、秘密裏に開発していたロケットで月に飛ばし、そこで永遠に労働させる罰を言い渡すも、直後にラッシュデュエルを挑まれたユウディアスに敗北。領土も家臣たちも共に奪われ、自身は身柄を拘束され牢に幽閉されるも、石臼に擬態していたドールの力を借りて脱獄。自身を止めるためにラッシュデュエルを挑んできた七星ランラン＆テンテンの2人を返り討ちにしたのち、ロケットに変形したドールに乗って月へと飛んで行った。このデュエルの際、ランラン＆テンテンの二人が使用した奥義「天刀乱舞」により、逃亡の目的が自身のアースダマーがユウディアスを創り出した過去の時代に行くためであることが判明した。
第148話では地上に残していた木製ロケットで自身を追ってきたズウィージョウ＆マナブとのタッグデュエルを行う。新たな切り札であるマキシマムモンスター『破界王帝ウィッシュ・オブ・アウターバース』を召喚し、デュエルには勝利するも、ズウィージョウがダマムーの力を用いて実体化させた『ヴォイドヴェルグ・レクイエム』の拳でドールを叩き潰されてしまった。
第150話では遊飛、遊歩と共に月へと降り立ったユウディアスと最後のラッシュデュエルを行う。デュエル前、他の並行世界でオーティスとなっていたアサカ、ユウナ、マニャなどの思念体を身体に取り込んだ影響から、デュエル中にいくつか姿が変化するようになった。さらに時空の扉が歪み、ユウディアス側のターンが飛ばされる、また1ターン前に戻るなどの現象に翻弄されるなどカオスな状況の中、新たなエースモンスター『マジェスティ・オブ・アウターバース』をリチュアル召喚し、攻撃力を10,000にまで上昇させた一撃を与え、ユウディアス達のライフを0にした。
しかし最終話では時空転移によって1ターン前に戻り、このままデュエルを続けても同じことを繰り返すだけと勝ち誇るも、その未来をも変えるラッシュデュエルの可能性を信じたユウディアス達の前についに敗れる。敗北後は身体に取り込んだ他の並行世界でのオーティスを解き放ち、その後はクァイドゥール・ベルギャーによって身柄を回収され、何処かの異空間で彼と永遠の時を共に暮らすことになった。
詳しい詳細は前作『SEVENS』の「オーティス」を参照。
ドール
声 - 浪川大輔
前作『SEVENS』より登場した元社長ドローン。翁丁臼と同様の「OTS」デッキを使用する。オーティスと共に戦国時代に飛ばされ、ユウディアスたちと出会うまでは石臼の姿に変えていた。ランランとテンテンのタッグデュエルで翁丁臼と組む際に戦国時代の兜に変化し、伸縮するアームの左腕にデュエルディスクを装着する。翁丁臼がタッグラッシュデュエルに勝利した後にロケットに変化し翁丁臼と共に月へと飛んで行った。
第148話ではズウィージョウ＆マナブとのタッグデュエル中、ズウィージョウがダマムーの力を用いて実体化させた『ヴォイドヴェルグ・レクイエム』の拳で叩き潰される。続く第149話では傷つきながらも生存していたが、第150話にて並行世界のオーティス達から主人の翁丁臼を守るための盾となり、完全に機能を停止した。
最終話では復活し、ユウディアスを2代目オーティスと定め、彼と共に別次元のオーティス達と戦う道を選んだ。
詳しい詳細は前作『SEVENS』の「ドール」を参照。
洗井 白々（あらい はくはく）
蒼月学玄の主君である翁丁臼の配下。自身の城を築こうと森林を伐採しようとしていたところを、動物のために森を守るエポックの軍団に襲撃された。
竜宮 昂螺司（りゅうぐう コーラス）
声 - 田邊幸輔
不破厨の兄であり、竜宮フェイザーの先祖にあたる。子孫のフェイザーと違い、常に竜の姿を維持している。フェイザー同様、エースモンスターは『深淵竜神アビス・ポセイドラ』。翁丁臼との闘いに敗れたことがきっかけで、竜宮一族の領地を追いやられてしまった所をタイム・マシーンで未来からやってきたルーグ大王とロヴィアンに弟と共に助けられる。
竜宮 不破厨（りゅうぐう ファズ）
声 - 林勇
昂螺司の弟であり、竜宮トレモロの先祖にあたる。
丘・サー・ファー子（おか・さー・ふぁーこ）
声 - 豊口めぐみ
戦国時代でユウナが出会った、河童に憧れる妖怪。外見はみつ子と同じ3メートルの身長をしている褐色肌の女性。一人称は「ボク」。エースモンスターは『秘密神議官アルテミス・ディレクシン』。サーフィンの練習をするために海にいたところを翁丁臼の侍に笑われ、サーフィンの練習が出来なくなってしまったことから侍を嫌悪しており、遭遇した遊飛を侍と勘違いしたことから、彼にラッシュデュエルを挑む。序盤は遊飛がやる気を失っていたこともあり優勢に進めるも、遊飛が108体のダマムーを身体に取り込みやる気を取り戻したことで、逆転敗北を喫する。デュエル後、六葉町の面々が未来からやって来た際には、カッパ型宇宙人である合羽井テルの姿を見て目を輝かせていた。

## 用語
六葉町（むつばちょう）
遊飛たちが住んでいる町。街のいたる所に前作『遊☆戯☆王SEVENS』に登場した「ムツバ重機」のシンボルマークが付いている。町全体が巨大な宇宙船となっており、霧島ロンドンがUTSの地下から起動させたことにより、町ごと地球を飛び出し宇宙へと飛び立っていった。
2年後ではMIKの総帥・竜宮フェイザーによるオペレーション「迷惑（M）・異星人（I）・完全排除（K）」を発令したことから、宇宙人及びそれに関与した人間は全て捕縛されたのち宇宙人地下居住区に追放されたため、現在は人間のみが住んでいる街となっていたが、第64話でユウディアスがフェイザーに勝利したことで宇宙人たちも解放され、再び宇宙人たちと共存する街となっている。
102話で遊歩が行方を眩ましてから118話で地球に帰還を果たした際に遊歩がユウナと手を組んで、ユウナが六葉町全体を掌握。前作SEVENSと同様の監視用ドローンを普及し、町中全体の物価を全品1万円に変えてしまう程の大混乱をもたらした。
ラッシュデュエル
六葉町のゴーハ堂の社員である遊我によって作られたデュエル。デュエリスト達が持つデュエルディスクは青い6字(またはGの字)の形となっているが、ユウディアスのものは前作『SEVENS』の主人公・王道遊我から託された赤い7字の形になっている。
遊我が六葉町にやって来た当時は上記の六葉町が過去の町だと思い込み、ラッシュデュエルの発案やカードを読み取りモンスターを実現するソリッドビジョンシステムを作り出し、前作の「ゴーハ市」に何らかの影響を与えてしまうのを躊躇った。
第139話では戦国時代からカラクリ式のデュエルディスクが六葉タワーの内部に見つかったことで更なる謎を深まり、その時代に翁丁臼（オーティス）によって導入された。
UTS（宇宙人トラブル相談所）
遊飛や遊歩が両親の後を引き継い宇宙人駆除業者だが、実際はなんでも屋。
2年後ではMIKに追いやられた後、宇宙人地下居住区に新たな事務所を建てるも、UTSメンバーによるお手製のためにボロボロとなっている。
MIK（迷惑異星人監視機構）→（六葉イイ町管理組合）
管理・制服が黒スーツのため「みんな（M）・いつも（I）・黒い服（K）」の略称でも呼ばれている。武器はさすまた。
元々は総帥である竜宮フェイザーが、他の宇宙人から弟であるトレモロを守るために設立された組織。
第65話からはフェイザーにより地球人と宇宙人の友好を取り持つための組織として「六葉イイ町管理組合」として再出発したが、第121話では宇宙人の友好関係が上手く行っていることから存在意義が無いとし、ゴーハ堂に吸収合併されることになった。
確認済宇宙人地球居住許可証
3代にわたって地球に住み続け、平和かつ地域活動に貢献した宇宙人にのみ発行される免許証。通称「地球免許」。優秀な宇宙人には「ゴールド」の免許が発行される。
アースダマー
遊飛が合羽井テルから奪われたもの。第5話にてテルから返却された際にはケースに封じられており、開けた際には遊飛の形をした紫色のオーラ状のものが現れた。
第10話ではチュパ太郎のデュエルディスクを通じてソリッドビジョンであった「魔法羊女メェ～グちゃん」を実体化させた。実体化した「メェ～グちゃん」がケーブルテレビのスタジオ内を破壊し、ユウディアスに外傷を負わせるなど暴れ回ったことで、その危険性からテルは「暗黒にいざなう破滅の権化」と称している。
その後、七星ランランや遊歩に取り憑き、地球人の感情を幾つか学び、吸収したことで第48話にて遊歩から分離。以降は少年「ダマムー」として行動している。
蒼月流（そうげつりゅう）
前作『遊☆戯☆王SEVENS』にも登場した、戦国時代より脈々と続く武道の一門。現在はマナブがその跡取りであるが、本人は「人を傷つける力」として嫌っている。
邪犬愛凶拳（じゃけんあいきょうけん）
ワンワーワワン星系に伝わる、一匹相伝の伝説の銀河暗殺拳。カワイイ仔犬に扮して敵の懐に侵入し、油断している隙に背後から攻撃する。
ムツバタワー
元々は六葉町の通信システムの強化のために建てる予定であったが、アースダマーの力を町中に送信するためにズウィージョウに利用されてしまう。ズウィージョウとユウディアスのデュエル中にアサカによって破壊された。
宇宙人地下居住区
六葉町の地下列車から行くことが出来る、宇宙人たちの住む町。ロヴィアンが制定した条約により町全体でデュエルが流行しており、デュエルに勝つことで貯まっていくポイントが多い者ほど偉い立場に就ける。元々は宇宙人が六葉町を宇宙船に構築する際に地球に残した遺物の街。
2年後からは遊飛たち及び大量の宇宙人たちがMIKに六葉町から追いやられたことから、この町が活動の拠点となっていた。
パーロン城
宇宙人地下居住区の中枢にある城。ポイントをマックスまで貯めたほんの一握りの者しか入ることが許されておらず、内部では「ロヴィアン盗賊団」が仕切っている。
ちかちか街
地下居住区のさらに地下に存在する街。主に輸送や移動用に使用される。かつてボチが住んでいた街でもある。
ボイルド・ベーグル・レクイエム
六葉町の外れに位置するカレーパン専門店。地球人の姿に変装したズウィージョウが店長、みつ子が店員として勤めている。この店で販売しているカレーパンはズウィージョウが研究の上に作成したものであり、原理は不明だがザ☆ルーグによる氷漬けを解除する力を持つ。
フュージョン
ザ☆ルーグへの対抗手段として、ゴーハ堂が開発した新たなるカード。フィールド上のモンスターを素材にエクストラデッキからフュージョンモンスターを召喚できる。
ゴラドニウム
ドラゴンの化石を模した鉱石。莫大な宇宙エネルギーを秘めており、宇宙人たちを呼び寄せる力を持つ。「ドラゴンバスター」と呼ばれる一族であるシューバッハの食料でもある。現在は他の炭鉱業者によって狩りつくされ、希少な物となっている。
その正体は宇宙ドラゴンの化石。地球の六葉山にも古くから眠っており、六葉町に数多くの宇宙人たちが訪れる原因となっていた。
デュッティ・デュッカス
争い合うベルギャー星団の2つの勢力のどちらにも組みしない、ベルギャー星団のもっとも外側にある星々。強力かつ多数の艦隊を所持してるため、どちらの陣営もその動向に注視している。
デュッディ・モ・デュッディーモ空間
デュッディ・デュッカスの戦士が悩み、長考した際に発生する空間。空間内では外界と時間の流れが遮断されており、この空間内では何年、何十年と悩んでも、現実空間では1分も経過していない。デュエル中、ニーショウがこれを発動し、時間経過に巻き込まれた遊飛と遊歩が大人から老人の姿になってしまった（その後、空間が解けた際に元の年齢に戻った）。
デュッディ・カキ・メーテ
決めることができない重要な運命を代わりに選択してくれる、デュッディ・デュッカスに伝わる伝説のマシン。電源を入れると中心に据えられたコインが回転する、遊歩いわく「全自動コイントス装置」。デュエル中、ニーショウはこれを使用してコイントスを行っていたがユウディアスの説得を受けてからはチョップで装置を破壊し、以降は自らの手でコイントスを行うようになる。直後に遊飛に機械を使って回すのと変わらないのではと突っ込まれたが、これに対しニーショウは「機械を使うのと自らの手でコイントスを行うのとでは心構えが違う」と返している。
ベルギャー第8惑星
ズウィージョウたちの本拠地であり、ユウディアスの故郷。この星の最高議会では長きにわたる戦争を平和的に終わらせるため、話し合いが行われていたがザ☆ルーグの力を手にしたズウィージョウに議会そのものを支配されてしまう。
第103話では行方を眩ました遊歩を探すための手掛かりとしてユウディアスは指定した座標をバリベルギャーCPTに行き先を設定し宇宙船を発進すると、着いた惑星は下記に後述するダークマター空間の惑星に変わった。第98話まで消滅したと思われた多くのベルギャー星人達が巨大な白シャツにプリントされた状態に変化した姿を発見し、その中で第113話に復活を遂げたばかりのズウィージョウがその場所にいた空欄らしき穴が見つかるのも判明する。
ゴウラシ・ユ
ベルギャー星団の秘境であり、魂の赴く場所と言われている温泉地。滝の裏の洞窟には前作『遊☆戯☆王SEVENS』にも登場した「扉」が鎮座しており、ユウディアスとズウィージョウはこれを見てラッシュデュエルの存在を知った。後の第77話にて、ズウィージョウとユウディアスを動かすためにクァイドゥールが記したものと判明した。
ザベリ・ドゥ・ギルライ・ベルギャード
「見違える程大きな地球の衛星が充ち満ちる時、その戦士、ラッシュデュエルとともに未知なる道を切り開き、宇宙の道標となる」という意味のベルギャー語。
ザイダベルギャー
ズウィージョウたちが乗る攻撃的なデザインをした宇宙船。バリベルギャーと同じく、サイズを縮小できる。
第99話からは未来のゴーハ市へと送り帰すために遊我が搭乗している。
第102話で遊歩が行方を眩ましてからダークマター空間（ベルギャー第8惑星）に残されて一部破損状態で発見される。ユウディアスたちはその場所で遊歩を手掛かりを捜索した中に見つけ出し、破損部分をザイダベルギャーCPUに修理を行い地球に帰る手段として搭乗した。
やさぐれ遊飛団
ちかちか街で勝手に結成された不良軍団。リーダーは遊飛で、メンバーはフィッシャー・須海、大森麺ジャブ郎、オフルノ・ジャージの計4名。
第8宇宙人中学校
宇宙人地下居住区に存在する中学校。2年後ではMIKに六葉町から追いやられた遊飛たちの転校先となっている。
対カルトゥマータ光線
MIKが開発した、紫色のレーザーを放射し、動きを封じる対宇宙人用の武力兵器。第58話からは力に溺れたマナブがズウィージョウとのラッシュデュエル中に使用するも、ダマムーの力を借りて実体化させたズウィージョウのモンスターに破壊された。
「扉」
石碑のような形を模した謎の「扉」。ベルギャー星団の滝の裏の洞窟に鎮座してあった「扉」と似たような形をしている。或る日、竜宮フェイザーの前に突然現れ、以後は彼がマキシマムモンスターを使用してラッシュデュエルに勝利した時に何処からともなく現れ、敗北した者に謎の光を浴びせてカード化させていた。フェイザー達と和解した後はMIKの元に引き取られ、遊歩たち率いるチームの元で研究されている。
第66話では扉の前で遊歩が「オーティス」の名を口にした瞬間に、謎の光を発して遊歩を操っている。
カードの世界
マキシマムモンスターに敗れ、カードにされた人物が転移する世界。理由は不明だが、この世界に来た者は全員猫の姿となる。いたるところにカードを模した扉があり、その先には様々なフィールド魔法の世界が広がっている。遊我と遊飛のデュエル中、遊我がフィールド魔法を使用したことで時空の歪みが発生し、遊我、遊飛、遊歩の3人を猫の姿のままで未来の「ゴーハ市」にワープさせた。
マキシマム・カード
当初は謎の「扉」の力でカード化した人間を素材に竜宮フェイザーが開発していたものであったが、後に「MIK」、「ゴーハ堂」、「ムツバ重機」の3社が協力することでカード化した人間を素材にすることなく開発出来るようになった。
ギャラクシーカップ
地球人・宇宙人合同で行われるラッシュデュエルの大会。竜宮フェイザー率いる「MIK」、ゴーハ・ユウナ率いる「ゴーハ堂」、六葉アサカ率いる「ムツバ重機」がそれぞれ大会スポンサーを務める。六葉町全体がバトルフィールドとなっており、参加者同士が出会えばその場でラッシュデュエルを挑むことが出来る。宇宙人地下居住区と同じくデュエルに勝つことでポイントが貯まっていき、最終的にポイントを多く集めた数名が決勝に駒を進める。優勝賞品は当初は「宇宙さん」全巻となっていたが、後に罠カード『インターステラ・チェンジ』（後述）であることが明かされた。
ダークネス・カード
クァイドゥール・ベルギャーが各プレイヤーのデッキに仕込んだ闇のカード。使用者は自身の意志を無くし、クァイドゥールの意のままに操られてしまう。また、みつ子の様に自身の心の内に秘めた凶暴性を解放させる力も持つ。カード自体はフュージョン召喚の素材として利用され、強力な力を持つ「ダークネス」の名を冠するフュージョン・モンスターとなる。自身の意志に関係なくデッキの中に入り込んでしまうため、遊歩はデッキケースに細工を施すも通じなかった。
カルティオス計画
クァイドゥール・ベルギャーが目論む、ユウディアスに宇宙中の人望を得させたのち、自身か仕込んだダークネス・カードの力でギャラクシーカップを優勝させることで、観客たちの人心を完全に掌握させ、ユウディアス自身を『操らずに操る』形で全ての生命体を自分の意のままに動かせる駒（カルトゥマータ）にするための計画。
遊飛がギャラクシーカップで優勝したことで失敗に終わったと思われていたが、実際はギャラクシーカップ決勝戦の時点から遊飛たちを含む出場選手及び関係者たちの意識をクァイドゥール時空に閉じ込めてカード化させたのち、カード化した遊飛たちで組んだデッキを用いたラッシュデュエルで銀河中の生命体をカード化し、自身の支配下に置く計画を裏で進行させていた。
インターステラ・チェンジ
竜宮フェイザーが使用した罠カード。元々はユウナ、アサカ、フェイザーの3人により開発されたギャラクシーカップの優勝賞品。
お互いのプレイヤーはデッキからカードを5枚ドローして見せあい、引いたカードが全てモンスターカードだった場合、バトルを強制終了させる。その後、使用者はプレイヤーを他者に交代するという特殊な効果を持つ（プレイヤーのみ交代。交代できるプレイヤーは異星人のみ。デッキはそのまま使用）。
第75話ではフェイザーが使用し、ズウィージョウにプレイヤーを交代。第76話ではユウディアスが自身の罠カード「ミラー・ユニバース」の効果でズウィージョウの墓地から発動させ、ズウィージョウとの交代を名乗り出た遊飛とプレイヤーを交代した。
クァイドゥール時空
クァイドゥール・ベルギャーによって作られた虚構の世界。1度この世界に入ってしまうと、自身が間違いに気づくまで記憶や身体の一部分（声が変わる、耳から涙が出るなど）が変化する。
ギャラクシー族
主にユウディアス、ズウィージョウなどのベルギャー人たちが使用する。宇宙を連想させる容姿のモンスターが多い。遊飛たちの時代に、王道遊我が無数の銀河をモデルに開発した。
昆虫忍者村
六葉町の外れに位置する遊園地。かつては多くの客で賑わっていたが、2年前にズウィージョウとの決戦を終えて六葉町全体を乗せたバリバリベルギャーが地球に戻ってくる際にアサカの荒っぽい着陸で、ちょうど忍者村が隠れる様に周囲が絶壁と化したことで「町民の99パーセントがその存在を知らない。行きたくなさすぎて逆に行きたい超穴場テーマパーク」と呼ばれるほどに客足が激減。従業員も減って廃業寸前にまで追い込まれてしまっていた。その後はユウディアスの目からビームで崖側にトンネルを開通させたことで、客足が回復し、廃業にはならずに済んだ。
ダークマター空間
第102話で遊歩が行方を眩まし吹き飛ばされた空間。元々はユウディアスの故郷「ベルギャー第8惑星」だった。遊歩が不時着してから無人の惑星で何も無かったはずが、ズウィージョウが搭乗した宇宙船ザイダベルギャーを発見した。遊歩はたった1人で粘土のようにクヤムヤやダークメン達を生み出し、更にダークマターのテーマとしたカードとダークマター帝国まで作り出した。ユウディアス達が着いた時には上記の通りの巨大な白シャツと化した多くのベルギャー星人達を見つけ出し、バリベルギャーCPUと遭遇する。
コンタクト・フュージョン
ダークマイスターが使用した召喚法であり、「フュージョン」の魔法カードを使用せず、自分フィールドの素材モンスターをデッキに戻すことでフュージョン・モンスターを召喚できる。テレビ東京版アニメシリーズ2作目である『遊☆戯☆王デュエルモンスターズGX』に登場した召喚法『コンタクト融合』を元にしている。
ダークパワー
醬油差しの容器に入っている黒い液体。ダークマター帝国がラッシュデュエルに勝利する度に溜まっていくエネルギーであり、主にダークメン達の好物であるお餅にかけて使用する。
DM粒子
ダークマター物質を1週間ほど陰干しし、石臼で擦り潰すことで作られる微粉末。煮詰めることでさらに濃度が高まる。遊歩がダマムーを捕獲する際に使用した。
ブティックババァーリ
田崎御用達のアパレルショップ。遊飛はここで田崎に服を選んでもらっていた。中年男性を対象にした服を専門としているため、何も考えずに着用していると田崎と同じファッションセンスになってしまう。
反乱分子収容施設
マキシマム山にあるゴーハの反乱分子を捕らえておくための施設で、セツリが管理していた。元々はムツバ重機が使っていたデュエルディスクの試作プラントだった。
デュエルID管理システム
ゴーハ・ユウナにより作成された。ゴーハ側の認可が無ければデュエルディスクを使用できなくさせるシステム。旧作『遊戯王SEVENS』にも登場していた。
Rゼロ
ムツバにより制作された「試作移動型デュエルディスク」。旧式であるため、ゴーハが作った「デュエルID管理システム」の対象に含まれなかった。
時の機械－タイム・マシーン
元々は『遊☆戯☆王デュエルモンスターズ』に登場した罠カード。本作ではゴーハ・ユウナにより作成された。ユウナの下から勝手に持って行ったオーティス（遊飛）が使用するカードとして登場したが、本来の効果はデュエルエネルギーを利用して、実際に現在から過去や未来へと時間旅行を可能にする本物のタイムマシン。オーティス（遊飛）とエポックのデュエル後、エポックを吸い込み、彼女を戦国時代へと飛ばしてしまった。ユウナがタイム・マシーンを開発した理由は、遊我のいる未来の時代へと行くためであった。第146話でユウディアスたちがいる元の時代から六葉町に住む多くの住民たちが戦国時代に飛ばされた。
リチュアル召喚
第135話にクァイドゥールが新たに作り出した召喚法。第135話では明言されていなかったが、その後の第139話で召喚方法が明らかになった。
自分のフィールド上のモンスターを任意の数だけリリースし、リリースしたモンスターのレベルの合計数のリチュアルモンスターをエクストラデッキからリチュアル召喚する。
OCGの儀式召喚のように「決められたレベルの合計数のモンスターをリリースして該当する儀式モンスターを手札から儀式召喚する」に対し、ラッシュデュエルでユウディアスが発動したリチュアル魔法カード「ディスカルマ・リチュアル」のテキストには「素材」と記してあり、該当するリチュアルモンスターをエクストラデッキからリチュアル召喚することでルール上は明確になった。
天刀乱舞（てんとうらんぶ）
七星ランラン、七星テンテンが組んで使用した秘奥義。2人が笛を吹きながらサンバのリズムで踊ることで相手を笑わせ、心の中の隠し事を強制的に引き出させることができる。この奥義を使用し、翁丁臼の真の目的を引き出させた。

## 制作
本作の制作は、前作『遊☆戯☆王SEVENS』に引き続き、ブリッジが担当している。
また、シリーズ構成の竹内利光が設定やストーリーの根幹を作り、そこから制作チームが打ち合わせをして詳細を詰めていくという手法がとられている。

### セッティング
前作は「ラッシュデュエル」という新しいルールを広める役割を果たしたことから、本作ではその次の段階として、「ラッシュデュエル」がすでに普及している世界観が構築された。
ただし、本作はラッシュデュエルを知らない層にも興味を持ってほしいという観点から、主要キャラクターに初心者を入れることになった。地球ではすでにラッシュデュエルが流行しているため、それを全く知らない人物ということで、主人公のユウディアスは宇宙人という設定になった。
監督の近藤信宏は、『遊☆戯☆王』シリーズにおいては宇宙人のようなモンスターが多数登場することもあり、プレイヤーが宇宙人だとモンスターとの区別がつきにくいという懸念があったが、前作においてはハトのデュエリストがハトのモンスターを出した前例があったため、問題ないのではという結論になったと、初回放送前に行われたEXILE SEKAIとのインタビューの中で明らかにしている。
シリーズの過去作品において宇宙人を主人公に据えた例はなく、設定上の矛盾もないので、うまくはまったと近藤は振り返っており、世界観の拡張により、さらにとがったキャラクターを出せると期待を見せている。
当初はユウディアスが宇宙人であることを示すため、人間からかけ離れたデザインにするというアイデアもあったが、デュエルに適さない形態になる可能性があるということから、『遊☆戯☆王』シリーズに沿った人間らしいデザインとなった。
ユウディアスと行動を共にする双子の一人である王道遊歩が社長であるという設定について、近藤は「小学生って、大人の社会や企業のシステムに少なからず興味や憧れがあるんですよね。[中略]そういった子供の思いに応えられたらと思い、小学生社長という設定にしています。」とEXILE SEKAIとのインタビューの中で述べている。

### キャスティング・演技
『遊☆戯☆王』シリーズにおいては若手の俳優や声優を主人公役に抜擢し、シリーズを通じて演技を成長させるということがあり、本作においてもその方針がとられた。
また、COVID19の流行により、大規模なオーディションの開催が困難となったため、ユウディアス役と双子役の3人をセットでオーディションを実施した。その結果、ランズベリー・アーサー、熊谷俊輝、福島香々の3人がキャラクターのイメージにぴったりだったことから、それぞれユウディアス、遊飛と遊歩に選ばれた。
このうち熊谷と福島は声優としての経験はあったものの、本作が初めてのテレビシリーズへの出演となる。
アフレコを担当している副監督の橋本直人は、収録の様子について「お互いがお互いにアドバイスしているところを何度も見ています。さらにそれを、アーサーさんがサポートしています。」とEXILE SEKAIとのインタビューの中で述べている。
このほかにも、魔法羊女メェ～グちゃん役で、コスプレイヤーのえなこが参加している。
声優の演技によって表現が変化した例もある。たとえば、鏑木チュパ太郎の場合、セリフに「チュパ」か「カブラ」という語尾がつくという設定である。脚本の時点ではその使い分けが不十分だったものの、演者の新祐樹がアドリブで使い分け、橋本を感心させた。
橋本は「ちょっとしたことだが、声優がこだわって挑んでくれてありがたく思った」とEXILE SEKAIとのインタビューの中で述べている。

## スタッフ
- 原作 - 『遊☆戯☆王』（集英社 ジャンプコミックス刊）[8]
- 監督 - 近藤信宏[8]
- 副監督 - 橋本直人[8]
- シリーズ構成 - 竹内利光[8]
- デュエル構成 - 彦久保雅博[8]
- キャラクターデザイン - 只野和子、松下浩美[8]
- モンスターデザイン - きむらひでふみ、こいでたく
- メカデザイン - やまだたかひろ
- プロップデザイン - きむらひでふみ、こいでたく、やまだたかひろ
- 美術監督 - 西村隆
- 美術設定 - 川井憲、高大浩（途中から）、統月剛
- 色彩設計 - 舟田圭一
- 撮影監督 - 大泉鉱、貞松寿幸（途中から）
- CGプロデュース - 立花大輔、永田太
- CGディレクター - 上條嘉之（途中から）、高山卓也
- 編集 - 西村英一
- 音響監督 - 山本浩司[8]
- 音楽 - 川﨑龍、志村絵麻
- 音楽協力 - デルファイサウンド、テレビ東京ミュージック
- 音楽制作協力 - マーベラス
- プロデューサー - 相川貴彦、髙徳明弘、梅津智史
- アニメーションプロデューサー - 牧野公翔
- アニメーション制作 - ブリッジ[8]
- 製作 - 遊☆戯☆王ゴーラッシュ!!製作委員会、テレビ東京

## 主題歌
151話（最終話）では全ての曲が挿入歌として使用された。

### オープニングテーマ
「蜃気楼」（第2話 - 第50話）
フレデリックによる第1期オープニングテーマ。作詞・作曲は三原康司、編曲はフレデリック。
第1話はオープニングがなく、第2話から使用された。第3話、第22話からはオープニング映像が少しずつ変更されている。第26話、第51話では挿入歌として使用された。
「ソウル・ギャラクシー」（第53話 - 第101話）
BRADIOによる第2期オープニングテーマ。作詞は真行寺貴秋、作曲はBRADIO、編曲はBRADIO / ELLY。
第52話、第64話、第77話、第98話、第102話はオープニング映像はなく、挿入歌として使用された。第65話からはオープニング映像が少しずつ変更されている。
「デュエルしようぜ！」（第103話 - 150話）
オーイシマサヨシによる第3期オープニングテーマ。作詞・作曲・編曲は大石昌良。
当初はOPムービーが未完成であり、一部の新規カットと各話で使用された召喚バンクを組み合わせたものとなっていた。
第111話からは完成されたOPムービーが使用されている。また、上城エポックが段ボールを脱着した後の姿に変更されている。
第128話からは一部のカットが変更されている。

### エンディングテーマ
「One Way」（第1話 - 第26話）
佐伯ユウスケによる第1期エンディングテーマ。作詞・作曲・編曲は佐伯ユウスケ。
サビ部分からの映像と最後の集合写真のメンバーは、各編が変わるごとに変更されている。
「One Way -Fresh Pop Rearrange-」（第27話 - 第51話）
王道遊飛（声 - 熊谷俊輝）と王道遊歩（声 - 福島香々）による第2期エンディングテーマ。作詞・作曲・編曲は佐伯ユウスケ。
前回同様、サビ部分からの映像と最後の集合写真のメンバーは、各編が変わるごとに変更されている。
「Cosmos」（第52話 - 第77話）
向井太一による第3期エンディングテーマ。作詞は向井太一、NOISEWAVE、作曲はNOISEWAVE、BalhallA、編曲はKonquest。
第65話より登場メンバーの衣装が第8宇宙人中学校の制服に変更されている。
「旅立ちの唄」（第78話 - 第101話）
175Rによる第4期エンディングテーマ。作詞・作曲はshogo.k、編曲はakkin。
第102話では挿入歌として使用された。
「STAR RUSH」（第103話 - 127話）
七瀬彩夏による第5期エンディングテーマ。作詞はこだまさおり、作曲・編曲はKOHTA YAMAMOTO、音楽プロデューサーは井上洸。
「サヨナラにはならない」（第128話 - 150話）
七瀬彩夏による第6期エンディングテーマ。作詞・作曲・編曲は第1期、第2期EDを担当した佐伯ユウスケ、音楽プロデューサーは井上洸。

## 各話リスト
| 話数    | サブタイトル                       | 脚本         | コンテ            | 演出             | 作画監督 | 総作画監督                        | 初放送日       |
| ------- | ---------------------------------- | ------------ | ----------------- | ---------------- | --- | --------------------------------- | -------------- |
| 第1話   | こちら宇宙人トラブル相談所！       | 竹内利光     | 近藤信宏          | 三好正人         | 村上直紀 飯塚正則 奥野浩行 石川恵理 森悦史 佐藤結花 中島達夫 中山初絵                                                                                    | 只野和子                          | 2022年 4月3日  |
| 第2話   | 迷惑異星人監視機構                 | 竹内利光     | 近藤信宏          | 佐々木真哉       | 向山祐治 朴馬江 薛智秀 Lee Hyeonjeong 李熙周 服部憲知 後藤孝宏 金弼康                                                                                    | 中山初絵 石川恵理                 | 4月10日        |
| 第3話   | 恐怖？吸血宇宙人                   | 樋口達人     | 山口浩之          | 高山智也         | 藤崎真吾 | 藤崎真吾                          | 4月17日        |
| 第4話   | チュパカブラの罠                   | 山口宏       | 河本昇悟          | 福元しんいち     | 金子匤邦 野口啓生 菅原浩喜 漢人寛子 | 福島勇 石川恵理                   | 4月24日        |
| 第5話   | カワイテルンダヨ                   | 野村祐一     | 橋本直人          | 中村侑登         | 波風立志 | 波風立志                          | 5月1日         |
| 第6話   | 信じるか信じないかはお前の問題     | 兵頭一歩     | 藤原良二          | 佐々木雄三       | 渡辺奈月 | 藤崎真吾                          | 5月8日         |
| 第7話   | モンスター種族言えるかな？         | 松井亜弥     | 近藤信宏          | 椎名優希         | 飯泉俊臣 陸田聡志 | 石川恵理                          | 5月15日        |
| 第8話   | テレビの国からマニャニャちわ       | 山口宏       | 古田丈司          | 山田直           | 趙清雲 周志傑 | 中山初絵                          | 5月22日        |
| 第9話   | 墓場のボチ                         | 樋口達人     | 山本隆太          | 山本隆太         | 岡野幸男 承山菜美 青木真理子 | 石川恵理                          | 5月29日        |
| 第10話  | 魔法羊女メェ～グちゃん             | 野村祐一     | 山田浩之          | 三家本泰美       | 佐藤瑞基 長谷川一生 | 福島勇                            | 6月5日         |
| 第11話  | ズウィージョウを捜せ！             | 山口宏       | もりたけし        | 高山智也         | 藤崎真吾 | 藤崎真吾                          | 6月12日        |
| 第12話  | アースダマー                       | 竹内利光     | 橋本直人          | 福元しんいち     | 金子匤邦 野口啓生 菅原浩喜 漢人寛子 | 中山初絵                          | 6月19日        |
| 第13話  | 虚構のレクイエム                   | 竹内利光     | 河本昇悟          | 水野健太郎       | 糸島雅彦 渡辺健一 森本由布希 | 森本由布希                        | 6月26日        |
| 第14話  | 依頼人ロンドン                     | 兵頭一歩     | 藤原良二          | 佐々木真哉       | ANI-G 金垣希 薛智秀 Lee Hyeonjeong 李熙周 | 福島勇                            | 7月3日         |
| 第15話  | ジャージを着た悪魔                 | 松井亜弥     | 近藤信宏          | 佐々木雄三       | 渡辺奈月 | 藤崎真吾                          | 7月10日        |
| 第16話  | デュエルの亡霊                     | 樋口達人     | もりたけし        | 中村侑登         | 岡部実 袴田裕二 内藤嘉人 中山初絵 | 中山初絵                          | 7月17日        |
| 第17話  | 情報デスカイ？                     | 野村祐一     | 山田浩之          | 駒井克行         | 吉田肇 遠藤萌香 石川恵理 佐藤結花 只野和子 松下浩美 | 只野和子 松下浩美                 | 7月24日        |
| 第18話  | ノムラトダマスの大予言             | 山口宏       | 古田丈司          | 渡辺純央         | 森本由布希 中山初絵 渡辺健一 石川恵理 | 森本由布希 中山初絵               | 7月31日        |
| 第19話  | カワイイの力？                     | 兵頭一歩     | 高山智也          | 高山智也         | 藤崎真吾 | 藤崎真吾                          | 8月7日         |
| 第20話  | ゴーハ・ユウナ                     | 竹内利光     | 河本昇悟          | 椎名優希         | 飯泉俊臣 陸田聡志 佐藤結花 たかはしなぎさ 糸島雅彦 | 角谷知美 福島勇                   | 8月14日        |
| 第21話  | 侵入者ルール破ってルルルルル       | 樋口達人     | 近藤信宏          | 三好正人         | 波風立志 | 波風立志                          | 8月21日        |
| 第22話  | パーロン城の女王                   | 樋口達人     | 橋本直人          | 福元しんいち     | 金子匤邦 野口啓生 菅原浩喜 漢人寛子 | 只野和子                          | 8月28日        |
| 第23話  | ナルトの華子                       | 松井亜弥     | 河本昇悟          | 山田直           | 趙清雲 周志傑 | 中山初絵                          | 9月4日         |
| 第24話  | よみがえれ！ユウディアス           | 山口宏       | もりたけし        | 水野健太郎       | 岡部実 遠藤萌香 中野彰子 渡辺健一 Cerberus Suwarin Promjutikanon Chotanan Pipobworacha オーロックス 西川千尋 高瀬言 宮本武史                             | 石川恵理                          | 9月11日        |
| 第25話  | 狙われたUTS                        | 竹内利光     | 河本昇悟          | 三家本泰美       | 佐藤瑞基 長谷川一生 | 福島勇                            | 9月18日        |
| 第26話  | 翔べ！ラッシュデュエル             | 竹内利光     | 近藤信宏          | 駒井克行         | 松下浩美 糸島雅彦 たかはしなぎさ 石川恵理 袴田裕二 | 只野和子 松下浩美                 | 9月25日        |
| 第27話  | アニメはつらいよ                   | 野村祐一     | 橋本直人          | 佐々木雄三       | 藤崎真吾 | 藤崎真吾                          | 10月2日        |
| 第28話  | 闘え！UTSエイト                    | 樋口達人     | 勝亦祥視          | 佐々木萌         | 小見川美穂 佐々木萌 戸川克洋 | 中山初絵                          | 10月9日        |
| 第29話  | イシダバドゥー！                   | 兵頭一歩     | いそわゆり        | 中村侑登         | 森本由布希 内藤嘉人 | 森本由布希                        | 10月16日       |
| 第30話  | フェスティバルクイーン             | 山田健一     | 河本昇悟          | 三好正人         | 岡部実 中山初絵 たかはしなぎさ 遠藤萌香 糸島雅彦 | 福島勇 中山初絵                   | 10月23日       |
| 第31話  | リモートラッシュデュエル！         | 松井亜弥     | ワタナベシンイチ  | 福元しんいち     | 金子匤邦 野口啓生 菅原浩喜 漢人寛子 | 石川恵理                          | 10月30日       |
| 第32話  | 襲来！恐怖の大王                   | うえのきみこ | 近藤信宏          | 駒井克行         | エレファント 小見川美穂 佐々木萌 戸川克洋 中山初絵 | 只野和子                          | 11月6日        |
| 第33話  | プラチック・ワールド               | 山口宏       | 高山智也          | 高山智也         | 渡辺奈月 | 藤崎真吾                          | 11月13日       |
| 第34話  | ザ☆ニャンデスター                  | 野村祐一     | もりたけし        | 三家本泰美       | 長谷川一生 佐藤瑞基 | 中山初絵                          | 11月20日       |
| 第35話  | ロンドンと嘘とカセットテープ       | 樋口達人     | 河本昇悟          | 水野健太郎       | 波風立志 石川恵理 袴田裕二 | 波風立志 石川恵理                 | 11月27日       |
| 第36話  | 届けたい想いイェイ！               | 山口宏       | 橋本直人          | Song Hyundai.    | 森本由布希 岡部実 たかはしなぎさ 遠藤萌香 糸島雅彦 中野彰子 内藤嘉人 長尾浩生                                                                            | 森本由布希 角谷知美               | 12月4日        |
| 第37話  | 暗黒のズウィージョウ               | 兵頭一歩     | 山田浩之          | 山田直           | 趙清雲 周志傑 | 中山初絵                          | 12月11日       |
| 第38話  | ザ☆ルーグ・ザ☆ルーグ               | 竹内利光     | 近藤信宏          | 渡辺純央         | 石川恵理 福島勇 中野彰子 只野和子 松下浩美 | 只野和子 松下浩美                 | 12月18日       |
| 第39話  | 未来からきたアイツ                 | 高山智也     | 近藤信宏          | 佐々木雄三       | 藤崎真吾 | 藤崎真吾                          | 12月25日       |
| 第40話  | 口上向上道場                       | 松井亜弥     | ワタナベシンイチ  | 福元しんいち     | 金子匤邦 野口啓生 菅原浩喜 漢人寛子 | 石川恵理                          | 2023年 1月8日  |
| 第41話  | ニャカヨシ星の奇跡                 | うえのきみこ | 近藤信宏          | 駒井克行         | 森本由布希 | 森本由布希                        | 1月15日        |
| 第42話  | 運び屋シューバッハ                 | 山田健一     | 橋本直人          | 三家本泰美       | 長谷川一生 佐藤瑞基 | 中山初絵                          | 1月22日        |
| 第43話  | ささやいてもいいのかい             | 野村祐一     | 近藤信宏          | 水野健太郎       | 遠藤萌香 岡部実 内藤嘉人 たかはしなぎさ 福島勇 糸島雅彦 山本真也                                                                                         | 福島勇                            | 1月29日        |
| 第44話  | 包囲網を突破せよ！                 | 樋口達人     | いそわゆり        | 三好直人         | 中山初絵 石川恵理 袴田裕二 中島達央 | 石川恵理                          | 2月5日         |
| 第45話  | 運命の選択                         | 樋口達人     | 高山智也          | 高山智也         | 藤崎真吾 | 藤崎真吾                          | 2月12日        |
| 第46話  | 地球からの侵略者                   | 山口宏       | 海野なまこ        | 渡辺純央         | 只野和子 松下浩美 たかはしなぎさ 岡部実 長尾浩生 渡辺純央 中野彰子                                                                                       | 只野和子 松下浩美                 | 2月19日        |
| 第47話  | ボクちんダマムー！                 | うえのきみこ | 近藤信宏          | 駒井克行         | 波風立志 | 波風立志                          | 2月26日        |
| 第48話  | ベルギャー星危機一髪               | 兵頭一歩     | ワタナベシンイチ  | 福元しんいち     | 金子匤邦 野口啓生 菅原浩喜 漢人寛子 | 福島勇 角谷知美                   | 3月5日         |
| 第49話  | ユウディアス対ズウィージョウ       | 竹内利光     | 土屋日            | 三家本泰美       | 長谷川一生 佐藤瑞基 | 中山初絵                          | 3月12日        |
| 第50話  | 戦艦ラッシュデュエル！             | 竹内利光     | 高山智也          | 佐々木雄三       | 藤崎真吾 五十内裕輔 渡辺奈月 | 藤崎真吾                          | 3月19日        |
| 第51話  | カルトゥマータ                     | 竹内利光     | 橋本直人          | 駒井克行         | 森本由布希 | 森本由布希                        | 3月26日        |
| 第52話  | 帰ってきたユウディアス！           | 樋口達人     | 近藤信宏          | 水野健太郎       | 只野和子 松下浩美 袴田裕二 遠藤萌香 たかはしなぎさ | 只野和子 松下浩美                 | 4月2日         |
| 第53話  | 遊飛やさぐれ列伝                   | 野村祐一     | 菱川直樹          | 菱川直樹         | 石川恵理 岡部実 長尾浩生 lee ju hyeon 杉山直輝 遠藤萌香 袴田裕二 小澤和則                                                                                | 石川恵理                          | 4月9日         |
| 第54話  | ユウナの決意                       | 山田健一     | 古田丈司          | 山田直           | 趙清雲 周志傑 | 福島勇 中山初絵                   | 4月16日        |
| 第55話  | 第8宇宙人中学校                    | 松井亜弥     | 近藤信宏          | 三好正人         | 中野彰子 Kim Chulsoo Park Juhyun Park Sinjun | 中山初絵                          | 4月23日        |
| 第56話  | 遊飛のロード                       | うえのきみこ | 河本昇悟          | 福元しんいち     | 金子匤邦 野口啓生 菅原浩喜 漢人寛子 菊地勝則 | 石川恵理                          | 4月30日        |
| 第57話  | 地上奪還作戦                       | 山口宏       | 高山智也          | 高山智也         | 藤崎真吾 渡辺奈月 | 藤崎真吾                          | 5月7日         |
| 第58話  | 裸の総帥                           | 樋口達人     | 中島深            | 不来方夕莉       | 高瀬言 日下岳史 柴田知波 宮本武史 南原孝衣子 糸満ひなた しまいし しのざきあきら                                                                          | 只野和子                          | 5月14日        |
| 第59話  | フェイザーの秘密                   | 山口宏       | 西森章            | 渡辺純央         | たかはしなぎさ 内藤嘉人 袴田裕二 中島達央 渡辺純央 長尾浩生                                                                                              | 中山初絵                          | 5月21日        |
| 第60話  | 遊歩のロード                       | 山田健一     | 河本昇悟          | 三家本泰美       | 佐藤瑞基 | 福島勇 角谷知美                   | 5月28日        |
| 第61話  | キャッツデュエル                   | うえのきみこ | ワタナベシンイチ  | 水野健太郎       | 森本由布希 | 森本由布希                        | 6月4日         |
| 第62話  | 再会                               | 竹内利光     | 橋本直人          | 駒井克行         | 松下浩美 | 松下浩美                          | 6月11日        |
| 第63話  | 竜の棲む家                         | 松井亜弥     | 高山智也          | 佐々木雄三       | 藤崎真吾 渡辺奈月 | 藤崎真吾                          | 6月18日        |
| 第64話  | 星に生まれた者たち                 | 野村祐一     | 近藤信宏          | 菱川直樹         | 波風立志 | 波風立志                          | 6月25日        |
| 第65話  | ハコの中身はプップクプー           | 樋口達人     | もりたけし        | 福元しんいち     | 金子匤邦 野口啓生 菅原浩喜 漢人寛子 | 中山初絵                          | 7月2日         |
| 第66話  | 開幕！ギャラクシーカップ           | 樋口達人     | 河本昇悟          | 山田直           | 趙清雲 周志傑 | 福島勇 角谷知美                   | 7月9日         |
| 第67話  | 蒼月のツナガリ                     | 山口宏       | 海野なまこ        | 駒井克行         | 長尾浩生 たかはしなぎさ 石川恵理 中山初絵 オーロックス 高瀬言                                                                                            | 石川恵理                          | 7月16日        |
| 第68話  | はじめてのラッシュデュエル         | うえのきみこ | 河本昇悟          | 渡辺純央         | 内藤嘉人 岡部実 中野彰子 渡辺純央 | 中山初絵                          | 7月23日        |
| 第69話  | トレモロvsディノワ                 | 松井亜弥     | 高山智也          | 高山智也         | 藤崎真吾 渡辺奈月 | 藤崎真吾                          | 7月30日        |
| 第70話  | 強襲！ファンシーケース             | 野村祐一     | 近藤信宏          | 三家本秦美       | 佐藤瑞基 | 中山初絵                          | 8月6日         |
| 第71話  | 家具にかけた家                     | 樋口達人     | 橋本直人          | 水野健太郎       | 森本由布希 | 森本由布希                        | 8月13日        |
| 第72話  | 復讐するはワレにあり               | うえのきみこ | 河本昇悟          | 駒井克行         | 長尾浩生 中山初絵 岡部実 袴田裕二 遠藤萌香 | 石川恵理                          | 8月20日        |
| 第73話  | 侵食                               | 山田健一     | 近藤信宏          | 福元しんいち     | 金子匤邦 野口啓生 菅原浩喜 漢人寛子 | 中山初絵                          | 8月27日        |
| 第74話  | アタクシのロード                   | 山口宏       | 中村憲由          | 角田章           | 森本由布希 中山初絵 石川恵理 山本真也 岡部実 たかはしなぎさ 糸島雅彦                                                                                     | 福島勇                            | 9月3日         |
| 第75話  | カルティオス計画                   | 竹内利光     | 高山智也          | 佐々木雄三       | 藤崎真吾 | 藤崎真吾                          | 9月10日        |
| 第76話  | プロトベルギャー                   | 竹内利光     | 河本昇悟          | 山田直           | 趙清雲 周志傑 | 石川恵理                          | 9月17日        |
| 第77話  | 創造主                             | 竹内利光     | 近藤信宏          | 菱川直樹         | 松下浩美 波風立志 袴田裕二 内藤嘉人 山本真也 | 只野和子                          | 9月24日        |
| 第78話  | アホ体験88                         | うえのきみこ | 橋本直人          | 駒井克行         | 森本由布希 長尾浩生 中山初絵 たかはしなぎさ 内藤嘉人 | 森本由布希 中山初絵               | 10月1日        |
| 第79話  | クァイドゥール時空                 | 野村祐一     | 河本昇悟          | 三家本泰美       | 佐藤瑞基 | 福島勇 角谷知美                   | 10月8日        |
| 第80話  | 高級宇宙家具屋セツリ               | 松井亜弥     | 中村憲由          | 中村憲由         | 袴田裕二 糸島雅彦 中山初絵 岡部実 エレファント 佐々木萌                                                                                                  | 石川恵理                          | 10月15日       |
| 第81話  | 風雲！ムツバタワー                 | 山田健一     | 高山智也          | 高山智也         | 藤崎真吾 寺田せな | 藤崎真吾                          | 10月22日       |
| 第82話  | テントウムシのパン屋               | 樋口達人     | 近藤信宏          | 福元しんいち     | 金子匤邦 野口啓生 菅原浩喜 漢人寛子 | 中山初絵                          | 10月29日       |
| 第83話  | こんにちは赤ちゃん                 | 山口宏       | 近藤信宏          | 駒井克行         | 波風立志 | 波風立志                          | 11月5日        |
| 第84話  | 働かざる者                         | うえのきみこ | 橋本直人          | 渡辺純央         | 森本由布希 | 森本由布希                        | 11月12日       |
| 第85話  | 時空教室                           | 野村祐一     | ワタナベシンイチ  | 雨宮詩音         | 育松アニメーション制作有限公司 KK王中王 TripleA 拾月動画 RadPlus                                                                                         | 福島勇 角谷知美 中山初絵 石川恵理 | 11月19日       |
| 第86話  | 炬燵の乱                           | 河本昇悟     | ワタナベシンイチ  | 水野健太郎       | 渡辺健一 岡部実 内藤嘉人 長尾浩生 山本真也 | 石川恵理                          | 11月26日       |
| 第87話  | どうするユウディアス               | 樋口達人     | 高山智也          | 佐々木雄三       | 藤崎真吾 寺田せな | 藤崎真吾                          | 12月3日        |
| 第88話  | 光の巨人                           | 竹内利光     | 河本昇悟          | 三家本泰美       | 佐藤瑞基 | 中山初絵                          | 12月10日       |
| 第89話  | ふたつの銀河                       | 竹内利光     | 近藤信宏          | 山田直           | 趙清雲 周志傑 | 福島勇 石川恵理                   | 12月17日       |
| 第90話  | ひとつの銀河                       | 竹内利光     | 近藤信宏          | 駒井克行         | 松下浩美 波風立志 袴田裕二 糸島雅彦 中山初絵 山本真也 渡辺健一 メビウスプロ 李熙周                                                                       | 只野和子                          | 12月24日       |
| 第91話  | スパイニハシヲ                     | 松井亜弥     | 橋本直人          | 菱川直樹         | 森本由布希 秋山宏 | 森本由布希                        | 2024年 1月7日  |
| 第92話  | 動物スタァ誕生                     | 山口宏       | もりたけし        | 福元しんいち     | 金子匤邦 野口啓生 菅原浩喜 漢人寛子 | 中山初絵                          | 1月14日        |
| 第93話  | 歯車じかけのザイオン               | うえのきみこ | 高山智也          | 高山智也         | 藤崎真吾 寺田せな | 藤崎真吾                          | 1月21日        |
| 第94話  | プリンセスの遺伝子                 | 樋口達人     | 近藤信宏          | 角田章           | 岡部実 渡邉健一 袴田裕二 やまだたかひろ 遠藤萌香 山本真也 LuLaforte                                                                                      | 石川恵理 角谷知美 森本由布希      | 1月28日        |
| 第95話  | サラバ田崎                         | 野村祐一     | 中村憲由          | 中村憲由         | 糸島雅彦 内藤嘉人 長尾浩生 中山初絵 袴田裕二 | 中山初絵                          | 2月4日         |
| 第96話  | 沈黙の丼                           | 山田健一     | 近藤信宏          | 渡辺純央         | 森本由布希 中山初絵 岡部実 渡邉健一 渡辺純央 山本真也 藤優子 高瀬言 やまだたかひろ                                                                       | 森本由布希 石川恵理               | 2月11日        |
| 第97話  | 奪われたロボ                       | 山口宏       | 近藤信宏          | 三家本泰美       | 佐藤瑞基 | 福島勇 中山初絵                   | 2月18日        |
| 第98話  | 消滅                               | 松井亜弥     | 近藤信宏          | 中村侑登         | 遠藤萌香 渡辺健一 森悦史 袴田裕二 長尾浩生 山本真也 | 石川恵理                          | 2月25日        |
| 第99話  | ラストセミザムライ                 | うえのきみこ | 古田丈司          | 水野健太郎       | 波風立志 | 波風立志                          | 3月3日         |
| 第100話 | 立ちはだかる者                     | 竹内利光     | 河本昇悟          | 福元しんいち     | 金子匤邦 野口啓生 菅原浩喜 漢人寛子 | 福島勇 中山初絵                   | 3月10日        |
| 第101話 | 死者蘇生                           | 竹内利光     | 近藤信宏          | 中村憲由         | 森本由布希 | 森本由布希                        | 3月17日        |
| 第102話 | 勝者なき宇宙                       | 竹内利光     | 橋本直人          | 駒井克行         | 松下浩美 岡部実 長尾浩生 山本真也 渡辺健一 遠藤萌香 杉山直輝 高瀬言 森悦史                                                                               | 只野和子                          | 3月24日        |
| 第103話 | 華麗なる旅立ち                     | 竹内利光     | 駒井克行          | 駒井克行         | 内藤嘉人 袴田裕二 江湧 劉艺 周婧 黄華 | 中山初絵 石川恵理                 | 4月7日         |
| 第104話 | サ、ダークメン                     | 野村祐一     | 近藤信宏          | 山田直           | 趙清雲 周志傑 | 福島勇 角谷知美                   | 4月14日        |
| 第105話 | キャプテンエポック                 | 樋口達人     | 河本昇悟          | にしづきあらた   | 興村忠美 吉徳真美 斎藤香織 佐賀野桜子 清水勝祐 平馬浩司 三股浩史 山下聖美                                                                                | 中山初絵                          | 4月21日        |
| 第106話 | ママはニャンデスター               | 山田健一     | 中村憲由          | 中村憲由         | 高瀬言 奱如军 刘沂 徐迎春 奱如雷 暁・火鳥動画制作集団 張金浩 集云 丘 TripleA                                                                             | 石川恵理 中山初絵                 | 4月28日        |
| 第107話 | 暗闇からの押忍                     | うえのきみこ | 吉田丈司          | 菱川直樹         | 中山初絵 森本由布希 岡部実 山本真也 袴田裕二 米川 陳浩琼 銭進一 常州卡佳动漫有限公司 奱如军 江勇 刘沂 莫开颜 徐迎春 田丸雅言                             | 中山初絵 森本由布希               | 5月5日         |
| 第108話 | 撤退領域                           | 山口宏       | 近藤信宏          | 三家本秦美       | 佐藤瑞基 | 石川恵理                          | 5月12日        |
| 第109話 | ダークマイスター                   | 松井亜弥     | 河本昇悟          | 水野健太郎       | TripleA STUDIO CL Revival | 長尾浩生 中山初絵 石川恵理        | 5月19日        |
| 第110話 | ワレのターン                       | 野村祐一     | 近藤信宏          | 福元しんいち     | 金子匤邦 野口啓生 菅原浩喜 漢人寛子 | 福島勇 中山初絵                   | 5月26日        |
| 第111話 | ダークメン・ズウィージョウ         | 樋口達人     | 近藤信宏          | にしづきあらた   | 興村忠美 吉徳真美 斎藤香織 芝田千紗 清水勝祐 平馬浩司 三股浩史 山下聖美                                                                                  | 石川恵理                          | 6月2日         |
| 第112話 | ダマムーの権利                     | 山口宏       | 中村憲由          | 中村憲由         | 中山初絵 奱如军 刘沂 山本真也 渡辺健一 STUDIO CL TripleA                                                                                                 | 中山初絵                          | 6月9日         |
| 第113話 | ダークマター空間                   | うえのきみこ | 高嶋友也 近藤信宏 | 駒井克行         | 森本由布希 秋山宏 | 森本由布希                        | 6月16日        |
| 第114話 | 闇の城                             | 竹内利光     | 河本昇悟          | 山田直           | 趙清雲 周志傑 | 角谷知美 石川恵理                 | 6月23日        |
| 第115話 | 闇を歩く者                         | 竹内利光     | 橋本直人          | 橋本直人         | 野口和夫 | 野口和夫                          | 6月30日        |
| 第116話 | そういう所がムカつくんだよ！       | 樋口達人     | 近藤信宏          | 駒井克行         | 内藤嘉人 中山初絵 山本真也 奱如军 刘沂 徐迎春 奱如雷 関鴨 過叔齢 STUDIO CL TripleA                                                                       | 石川恵理                          | 7月14日        |
| 第117話 | モチ☆トモ！                        | 野村祐一     | 勝亦祥視          | 三家本秦美       | 佐藤瑞基 | 中山初絵                          | 7月21日        |
| 第118話 | 地球へ…                            | 松井亜弥     | 河本昇悟          | 福元しんいち     | 金子匤邦 野口啓生 菅原浩喜 漢人寛子 | 角谷知美 石川恵理 長尾浩生        | 7月28日        |
| 第119話 | DM粒子                             | 山口宏       | 中村憲由          | 中村憲由         | 只野和子 中村初絵 奱如军 刘沂 奱如雷 渡辺健一 山本真也 石川恵理 長尾浩生 杉山直輝 津幡佳明 TripleA セブンシーズ                                          | 只野和子                          | 8月4日         |
| 第120話 | 団長の思い                         | うえのきみこ | 近藤信宏          | 西島圭祐         | 犬塚政彦 柴田ユウジ 藤田ひかる 山本洋平 村上直紀 糸島雅彦 江上夏樹                                                                                       | 中山初絵 石川恵理                 | 8月11日        |
| 第121話 | わが青春のMIK                      | 樋口達人     | 河本昇悟          | 福元しんいち     | 岡部実 山本真也 常州卡佳动漫有限公司 奱如军 奱如雷 刘沂 関鴨 過叔齢 周佩明 劉定福 陳浩琼 劉軍 昊琼伟 李慶                                                | 津幡佳明 石川恵理                 | 8月18日        |
| 第122話 | はぐるまんが上城くん               | 野村祐一     | 近藤信宏          | 菱川直樹         | 森本由布希 秋山宏 | 森本由布希                        | 8月25日        |
| 第123話 | オショーユ革命                     | 山口宏       | 勝亦祥視          | 岡本考行         | 中山初絵 常州卡佳动漫有限公司 奱如军 刘沂 奱如雷 TripleA STUDIO CL                                                                                       | 中山初絵                          | 9月1日         |
| 第124話 | 偽りの仮面                         | 松井亜弥     | 河本昇悟          | 山田直           | 趙清雲 周志傑 | 長尾浩生                          | 9月8日         |
| 第125話 | ロードの休日                       | うえのきみこ | 近藤信宏          | 三家本秦美       | 佐藤瑞基 | 津幡佳明                          | 9月15日        |
| 第126話 | 生者は光に封じられ                 | 竹内利光     | 中村憲由          | 中村憲由         | 内藤嘉人 奱如军 刘沂 米川 劉沂 鄭鋒 TripleA セブンシーズ                                                                                                 | 中山初絵 石川恵理                 | 9月22日        |
| 第127話 | 死者は闇から蘇る                   | 竹内利光     | 河本昇悟          | 水野健太郎       | 波風立志 | 波風立志                          | 9月29日        |
| 第128話 | 労働を切り開いて突き進め           | 齋藤幸司     | 橋本直人          | 橋本直人         | 只野和子 袴田裕二 常州卡佳动漫有限公司 | 只野和子                          | 10月6日        |
| 第129話 | 昆虫忍者来襲！                     | 樋口達人     | 近藤信宏          | 福元しんいち     | 金子匤邦 野口啓生 菅原浩喜 漢人寛子 | 津幡佳明 石川恵理                 | 10月13日       |
| 第130話 | 白い帽子とマッサージチェア         | 野村祐一     | 勝亦祥視          | フジモトコウスケ | 森本由布希 秋山宏 | 森本由布希                        | 10月20日       |
| 第131話 | サムシング                         | うえのきみこ | 石平信司          | 西島圭祐         | 長田雄樹 西川真人 鈴木雄大 小山りょう 藤田正幸 Studio IRIS Co.,Ltd グレーン                                                                              | 長尾浩生                          | 10月27日       |
| 第132話 | 運命のオス！                       | 樋口達人     | 河本昇悟          | 三家本秦美       | 佐藤瑞基 | 中山初絵                          | 11月3日        |
| 第133話 | その名はオーティス                 | 山口宏       | 中村憲由          | 中村憲由         | 中山初絵 渡辺健一 山本真也 石川恵理 岡部実 米川 過叔齢 劉軍 胡建 常州卡佳动漫有限公司 奱如军 刘沂 田丸雅彦 TripleA セブンシーズ                          | 石川恵理                          | 11月10日       |
| 第134話 | 小さな缶の物語                     | 松井亜弥     | 橋本直人          | 菱川直樹         | 中山初絵 袴田裕二 米川 陳浩琼 劉軍 胡建 鄭鋒 TripleA | 津幡佳明                          | 11月17日       |
| 第135話 | ここに似た場所                     | 竹内利光     | 近藤信宏          | 山田直           | 趙清雲 周志傑 | 長尾浩生                          | 11月24日       |
| 第136話 | アイツへの扉                       | 野村祐一     | 河本昇悟          | 水野健太郎       | 只野和子 松下浩美 中山初絵 松山直輝 森悦史 袴田裕二 山本真也 奱如军 刘艺 陳浩琼 劉軍 鄭鋒 胡建 TripleA                                                   | 只野和子                          | 12月1日        |
| 第137話 | 黒いオーティス                     | 竹内利光     | 石平信司          | 福元しんいち     | 金子匤邦 野口啓生 菅原浩喜 漢人寛子 | 石川恵理                          | 12月8日        |
| 第138話 | 時間パワー                         | 竹内利光     | 近藤信宏          | 駒井克行         | 波風立志 | 波風立志                          | 12月15日       |
| 第139話 | 大いなる成長                       | 竹内利光     | 近藤信宏          | 橋本直人         | 森本由布希 秋山宏 | 森本由布希                        | 12月22日       |
| 第140話 | 戦国ラッシュデュエル               | 樋口達人     | 中村憲由          | 中村憲由         | 石川恵理 渡辺健一 山本真也 中山初絵 袴田裕二 常州卡佳动漫有限公司 奱如军 刘沂 田丸雅彦 Rad Plus TripleA セブンシーズ                                     | 中山初絵                          | 2025年 1月12日 |
| 第141話 | Hey! 蒼月流                        | うえのきみこ | 近藤信宏          | 三家本秦美       | 佐藤瑞基 | 長尾浩生                          | 1月19日        |
| 第142話 | けだものの姫                       | 樋口達人     | 河本昇悟          | にしづきあらた   | 臼井篤史 古徳真美 斉藤準一 細川智代 中島駿 松井万理子 村田憲秦 吉田翔太                                                                                  | 津幡佳明                          | 1月26日        |
| 第143話 | 臼と黒                             | 松井亜弥     | 近藤信宏          | 中村侑登         | 只野和子 松下浩美 袴田裕二 石川恵理 中山初絵 渡辺健一 常州卡佳动漫有限公司 奱如军 刘沂 居朝剛 王海龙 米川 劉軍 陳浩琼 李慶 徐兰 葛玉东 胡建 鄭鋒 TripleA | 只野和子                          | 2月2日         |
| 第144話 | ユウディアスの変                   | 山口宏       | 山本裕介          | 山田直           | 趙清雲 周志傑 | 石川恵理                          | 2月9日         |
| 第145話 | 時をかける書状                     | 野村祐一     | 河本昇悟          | フジモトコウスケ | 中山初絵 山本真也 米川 劉軍 陳浩琼 劉定福 関鴨 昊俊 RadPlus TripleA                                                                                      | 中山初絵 角谷知美                 | 2月16日        |
| 第146話 | 明日待ちきれない法師               | うえのきみこ | 石平信司          | 福元しんいち     | 金子匤邦 野口啓生 菅原浩喜 漢人寛子 | 津幡佳明                          | 2月23日        |
| 第147話 | 天と蘭                             | 樋口達人     | 中村憲由          | 中村憲由         | 石川恵理 渡辺健一 山本真也 中山初絵 袴田裕二 岡部実 常州卡佳动漫有限公司 奱如军 江永 奱如雷 TripleA セブンシーズ                                         | 中山初絵                          | 3月2日         |
| 第148話 | ムーンライト・スマイル             | 彦久保雅博   | 河本昇悟          | 三家本秦美       | 佐藤瑞基 | 長尾浩生                          | 3月9日         |
| 第149話 | 勇気と翼                           | 竹内利光     | 駒井克行          | 駒井克行         | 波風立志 | 波風立志                          | 3月16日        |
| 第150話 | 超常決戦デュエル                   | 竹内利光     | 橋本直人          | 橋本直人         | 森本由布希 秋山宏 | 森本由布希                        | 3月23日        |
| 第151話 | 決闘者（デュエリスト）はここにいる | 竹内利光     | 近藤信宏          | 橋本直人         | 只野和子 松下浩美 中山初絵 石川恵理 袴田裕二 杉山直輝 津幡佳明 山本真也                                                                                  | 只野和子                          | 3月30日        |

## ネット局
| 放送期間                     | 放送時間           | 放送局              | 対象地域・備考                                             |
| ---------------------------- | ------------------ | ------------------- | ---------------------------------------------------------- |
| 2022年4月3日 - 2025年3月30日 | 日曜 7:30 - 8:00   | テレビ東京系列全6局 | 北海道・関東広域圏・愛知県・大阪府・岡山県・香川県・福岡県 |
| 2022年4月8日 - 2025年4月4日  | 金曜 17:28 - 17:58 | BSテレ東            | BS/BS4K放送                                                |
| 2022年5月13日 -              | 金曜 7:30 - 7:59   | 奈良テレビ          | 奈良県                                                     |
| 2023年1月22日 -              | 日曜 10:00 - 10:30 | びわ湖放送          | 滋賀県                                                     |

## 漫画
『最強ジャンプ』（集英社）にて、2022年5月号から2024年4月号までコミカライズが連載された。漫画は杉田尚、デュエル構成を彦久保雅博が担当。
- 杉田尚（マンガ）・久保雅博（デュエル構成）『遊☆戯☆王ゴーラッシュ!!』集英社〈ジャンプコミックス〉、全4巻
  1. 2022年12月2日発売[19][20]、ISBN 978-4-08-883361-3
  2. 2023年6月2日発売[21]、ISBN 978-4-08-883576-1
  3. 2023年12月4日発売[22]、ISBN 978-4-08-883769-7
  4. 2024年6月4日発売[23]、ISBN 978-4-08-884084-0

## Webラジオ
超!A&G+にて、Webラジオ「遊☆戯☆王 GO RADIO!!」が2024年4月13日から2025年3月29日まで毎週土曜18時30分 - 19時に配信された。パーソナリティは宮下兼史鷹（宮下草薙）。
また、2日後にはYouTube「テレ東あにてれチャンネル」でアーカイブも公開されている。

### ゲスト
| 回 | 配信日         | 出演                                       |
| -- | -------------- | ------------------------------------------ |
| 1  | 4月13日        | ランズベリー・アーサー                     |
| 2  | 4月20日        | ランズベリー・アーサー                     |
| 3  | 4月27日        | 熊谷俊輝、福島香々                         |
| 4  | 5月4日         | 熊谷俊輝、福島香々                         |
| 5  | 5月11日        | 七瀬彩夏                                   |
| 6  | 5月17日        | 七瀬彩夏                                   |
| 7  | 5月25日        | オーイシマサヨシ                           |
| 8  | 6月1日         | オーイシマサヨシ                           |
| 9  | 6月8日         | 江口拓也                                   |
| 10 | 6月15日        | 江口拓也                                   |
| 11 | 6月22日        | 都築拓紀（四千頭身）                       |
| 12 | 6月29日        | 都築拓紀（四千頭身）                       |
| 13 | 7月6日         | ランズベリー・アーサー                     |
| 14 | 7月13日        | ランズベリー・アーサー                     |
| 15 | 7月20日        | 石橋陽彩、八代拓                           |
| 16 | 7月27日        | 石橋陽彩、八代拓                           |
| 17 | 8月3日         | 佐野ひなこ                                 |
| 18 | 8月10日        | 佐野ひなこ                                 |
| 19 | 8月17日        | 上條沙恵子                                 |
| 20 | 8月24日        | 上條沙恵子                                 |
| 21 | 8月31日        | ショーゴ（東京ホテイソン）                 |
| 22 | 9月7日         | ショーゴ（東京ホテイソン）                 |
| 23 | 9月14日        | 髙橋ミナミ                                 |
| 24 | 9月21日        | 髙橋ミナミ                                 |
| 25 | 9月28日        | ファイルーズあい                           |
| 26 | 10月5日        | ファイルーズあい                           |
| 27 | 10月12日       | 中島健人                                   |
| 28 | 10月19日       | 中島健人                                   |
| 29 | 10月26日       | 佐伯ユウスケ                               |
| 30 | 11月2日        | 佐伯ユウスケ                               |
| 31 | 11月9日        | 熊谷俊輝、福島香々                         |
| 32 | 11月16日       | 熊谷俊輝、福島香々                         |
| 33 | 11月23日       | Mr.シャチホコ                              |
| 34 | 11月30日       | Mr.シャチホコ                              |
| 35 | 12月1日        | 宮下雄也                                   |
| 36 | 12月8日        | 宮下雄也                                   |
| 37 | 12月14日       | 宮下雄也                                   |
| 38 | 12月21日       | ランズベリー・アーサー                     |
| 39 | 12月28日       | ランズベリー・アーサー                     |
| 40 | 2025年 1月11日 | 花江夏樹                                   |
| 41 | 1月18日        | 花江夏樹                                   |
| 42 | 1月25日        | かが屋                                     |
| 43 | 2月1日         | かが屋                                     |
| 44 | 2月8日         | 草薙航基                                   |
| 45 | 2月15日        | 草薙航基                                   |
| 46 | 2月23日        | 近藤信宏、牧野公翔、山本浩司               |
| 47 | 3月2日         | 近藤信宏、牧野公翔、山本浩司               |
| 48 | 3月9日         | KENN                                       |
| 49 | 3月15日        | KENN                                       |
| 50 | 3月22日        | ランズベリー・アーサー、熊谷俊輝、福島香々 |
| 51 | 3月29日        | ランズベリー・アーサー、熊谷俊輝、福島香々 |